# Lyndon B. Johnson
Lyndon Baines Johnson (Stonewall, 27 de agosto de 1908 – Stonewall, 22 de janeiro de 1973), conhecido comumente como LBJ, foi um político norte-americano e o 36º presidente dos Estados Unidos, cargo que assumiu após servir como o 37º vice-presidente dos Estados Unidos. É uma das quatro pessoas que ocuparam os quatro cargos federais mais elevados por eleição nos Estados Unidos: representante, senador, vice-presidente e presidente. Membro do Partido Democrata do Texas, Johnson fez parte da Câmara dos Representantes entre 1937–1949 e do Senado entre 1949–1961. Após não ter conseguido a indicação para presidente em 1960, recebeu a oferta de John F. Kennedy para ser seu running mate na eleição de 1960.
Johnson ascendeu à presidência após o assassinato de Kennedy em 22 de novembro de 1963, completando o mandato de Kennedy e sendo eleito por conta própria com uma grande margem na eleição de 1964. Johnson recebeu grande apoio dos Democratas e, enquanto presidente, foi responsável por criar a legislação da "Grande Sociedade", que incluía leis que confirmavam os direitos civis, radiodifusão pública, Medicare, Medicaid, proteção ambiental, auxílio a educação e sua "Guerra a Pobreza". Era conhecido por sua personalidade autoritária e o "tratamento Johnson", sua coerção de políticos poderosos para avançar legislações. Durante os primeiros anos de sua presidência, a economia cresceu e milhões de americanos saíram da pobreza, especialmente por causa dos seus projetos de estímulo econômicos e sociais.
Johnson adotou uma política externa voltada com o anticomunismo. Ele escalou a participação norte-americana na Guerra do Vietnã, indo de dezesseis mil soldados na região em 1963 para 550 mil no início de 1968, aumentando as fatalidades e diminuindo as chances de paz. O envolvimento gerou vários movimentos antiguerra principalmente em universidades de todo o país. Revoltas começaram a ocorrer em várias regiões e o crime nas grandes cidades aumentou em 1965, e seus oponentes passaram a exigir medidas de lei e ordem. O Partido Democrata dividiu-se em várias facções e, após não ter ido bem na convenção de Nova Hampshire em 1968, Johnson não conseguiu a indicação para tentar a reeleição, tendo que desistir da corrida presidencial em 1968. O Republicano Richard Nixon acabou por sucedê-lo. Após deixar a presidência, ele voltou para sua cidade natal, Stonewall, morrendo em 22 de janeiro de 1973.
O legado de sua presidência divide opiniões. Muitos historiadores argumentam que seu governo marcou o pico do liberalismo americano após a era do New Deal. Johnson é bem avaliado por muitos estudiosos e historiadores devido as suas políticas domésticas e a assinatura de diversas leis, incluindo de direitos civis, controle de armas e seguridade social. Apesar dos avanços internos, muitos o desqualificam como um bom presidente devido ao fiasco da guerra do Vietnã.

## Primeiros anos

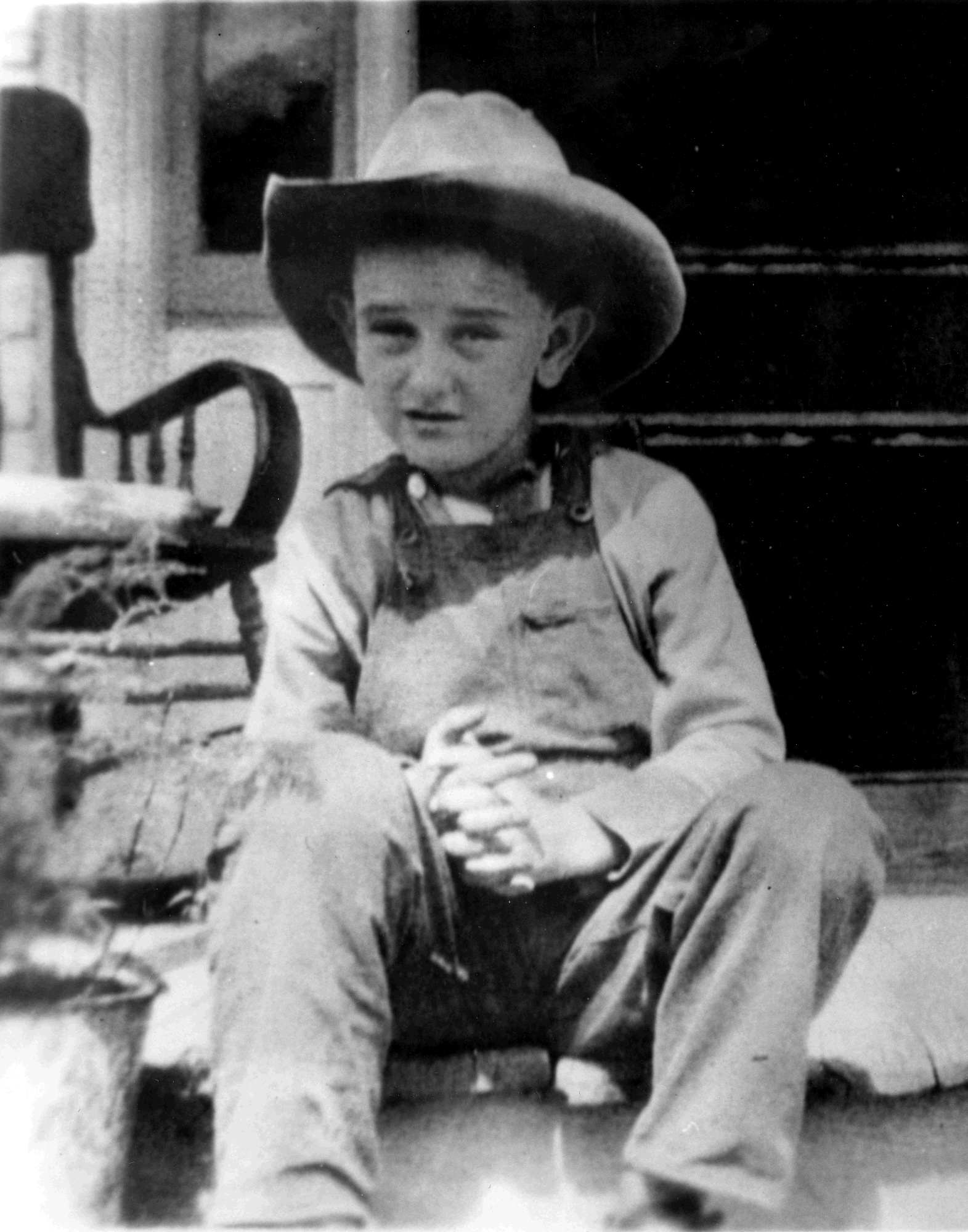
Johnson vestido de Cowboy aos sete anos de idade.

Lyndon Baines Johnson, popularmente conhecido LBJ, nasceu em 27 de agosto de 1908 em Stonewall, Texas, em uma pequena casa no Rio Pedernales, o mais velho dos cinco filhos de Samuel Ealy Johnson Jr. (1877–1937) e Rebekah Baines (1881–1958). Johnson tinha um irmão, Sam Houston Johnson (1914–78), e três irmãs; Rebekah (1910–78), Josefa (1912–61), e Lucia (1916–97). A cidade próxima de Johnson City foi nomeada assim em homenagem ao primo de seu pai, James Polk Johnson, cujos antepassados tinham vindo do oeste do Condado de Oglethorpe, na Geórgia. LBJ tinha ancestralidade inglesa e alemã.
O avô de Johnson, Samuel Ealy Johnson Sr., foi criado como um Batista, e por um tempo foi um membro da igreja dos Discípulos de Cristo. Em seus últimos anos o avô de Johnson se tornou um cristadelfiano; o pai de Johnson também se juntou a igreja cristadelfiana no fim da vida. Mais tarde, como um político, Johnson foi influenciado na sua atitude positiva em relação aos judeus pelas crenças religiosas que sua família, especialmente seu avô, tinha compartilhado com ele. o verso favorito da Bíblia de Johnson veio da versão do rei James de Isaías 1:18. "Vinde então, e argui-me ..."
Formou-se no Johnson City High School em 1924, participou de discursos em público, debates e basebol. Aos 15 anos, Johnson era o mais jovem da sua classe e acredita-se que foi o formando mais jovem da escola. Nos meses após a sua graduação, Johnson se mudou para Califórnia em meio a pressão dos seus país para fazer com que ele fosse para a faculdade. Johnson se sustentou pegando uvas. Matriculou-se na Southwest Texas State Teachers College (SWTSTC) no verão de 1924, onde os estudantes de escolas desacreditadas poderiam fazer os cursos necessários para entrar na SWTSTC em San Marcos.

Em 1926, Johnson entrou na SWTSTC (agora Universidade Estadual do Texas). Trabalhou por conta própria enquanto estava na escola, participando de debates e da política do campus, e editou o jornal da universidade, The College Star. Os anos de faculdade melhoraram as suas habilidades de persuasão e organização política. Por nove meses, de 1928 a 1929, Johnson interrompeu os seus estudos para ensinar crianças mexicano-americanas na Escola Welhausen em Cotulla, a 90 milhas (140 km) do sul de San Antonio no Condado de La Salle. O emprego o ajudou a economizar dinheiro para terminar os seus estudos e ele se formou em 1930. Ele ensinou na Pearsall High School, em Pearsall no Texas, e depois assumiu uma posição como professor para a Sam Houston High School, em Houston. Quando ele voltou para San Marcos, em 1965, após a assinatura do Ato de Educação Superior de 1965, Johnson relembrou:
Jamais esquecerei dos rostos dos meninos e das meninas na escola mexicana  Welhausen, e eu me lembro mesmo ainda a dor de perceber e saber então que a faculdade foi fechada a praticamente cada uma dessas crianças, porque eles eram muito pobres. E eu acho que foi então que eu fiz a minha mente que esta nação jamais poderia descansar enquanto a porta para o conhecimento permanecesse fechada a qualquer cidadão americano. 

## Começo da carreira política

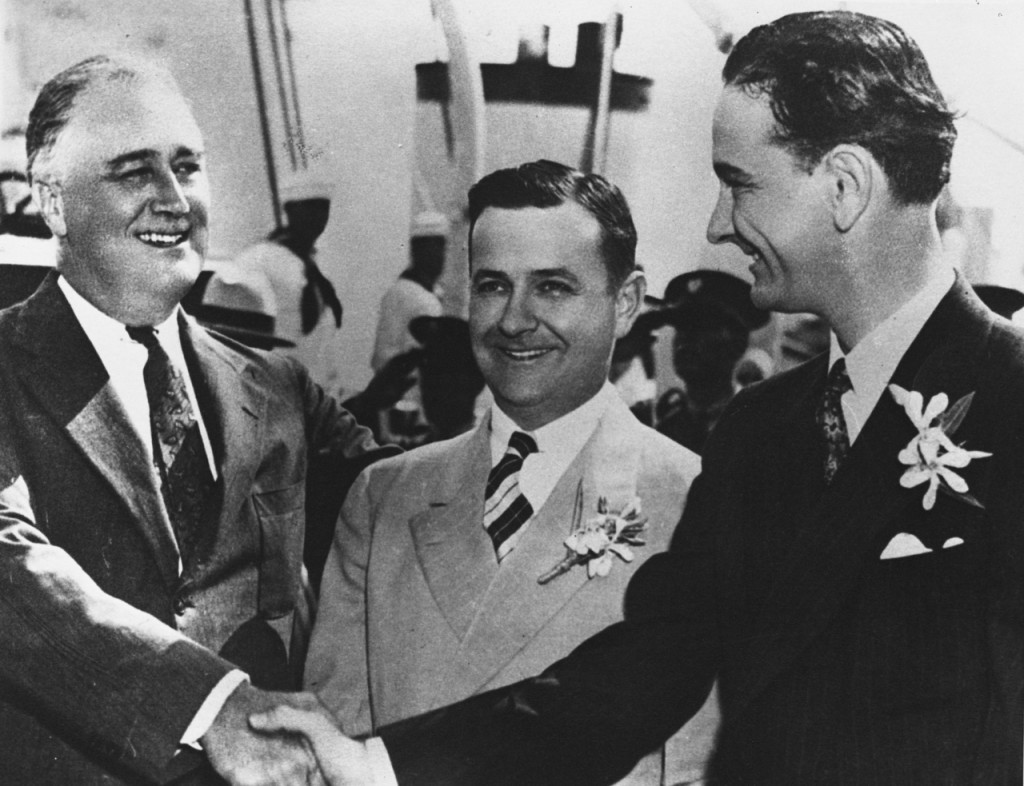
Johnson (na extrema direita) se encontrando com o presidente Franklin D. Roosevelt e o governador James Allred do Texas, em 1937. Johnson mais tarde usou uma versão alterada desta imagem, removendo Allred, durante sua campanha para o senado em 1941.

Após anos dando aula em Houston, Johnson entrou para a política. Em 1930, ele fez campanha para o senador texano Welly Hopkins durante sua corrida para o Congresso. Hopkins recomendou Lyndon para o congressista Richard M. Kleberg, que fez dele seu secretário para legislação. Johnson foi eleito então presidente do "Pequeno Congresso" ("Little Congress"), um grupo de ajudantes de congressistas, onde ele cultivou relacionamentos com parlamentares, jornalistas e lobistas. Johnson se tornou amigo, por exemplo, dos ajudantes do presidente Franklin D. Roosevelt e do vice John Nance Garner.
Johnson casou com Claudia Alta Taylor, conhecida como "Lady Bird", de Karnack, Texas, em 17 de novembro de 1934, após ele cursar a Universidade de Georgetown. O casal teve duas filhas, Lynda Bird, nascida em 1944, e Luci Baines, nascida em 1947. Johnson deu as suas filhas nomes que formassem as iniciais "LBJ"; até o cachorro da família, com seu nome sendo Little Beagle Johnson, e o seu rancho particular (o LBJ Ranch) também receberam suas iniciais.
Em 1935, foi apontado como chefe da Administração da Juventude Nacional do Texas, que ele usou para conseguir apoio do governo para investir mais em educação e oportunidades para os jovens americanos. Ele renunciou a esta posição para concorrer ao Congresso dois anos depois. Johnson, que era conhecido como um chefe duro, exigiu que seus ajudantes trabalhassem longas horas e também nos fins de semana. Foi descrito por amigos, políticos e historiadores como motivado excepcionalmente por sua busca por poder e controle. Como o biografo de Johnson, Robert Caro, observou: "a ambição de Johnson era incomum no grau em que era desembaraçado com o mais leve excesso do peso da sua ideologia, filosofia, princípios e crenças".

## Carreira no Congresso

### Câmara dos Representantes (1937-1949)
Em 1937, Johnson ganhou o assento no Congresso dos Estados Unidos pelo 10º Distrito do Texas, que engloba a cidade de Austin. Fez campanha com uma plataforma que defendia as políticas do New Deal. Ele acabou servindo na Câmara dos Representantes de 10 de abril de 1937 até 3 de janeiro de 1949. O presidente Franklin D. Roosevelt descobriu que Johnson seria um importante aliado e um conduíte para informações, especialmente para assuntos que envolvessem política interna do Texas. Johnson foi então apontado para fazer parte do Comitê de Assuntos Navais da Câmara. Trabalhou para trazer luz para as zonas rurais do seu estado e melhorar a qualidade de vida do povo do seu distrito. Johnson indicava para projetos de infraestrutura empresas que ele conhecia, como a Brown Brothers, Herman e George, que mais tarde injetariam dinheiro na sua carreira política. Em 1941, ele concorreu para o senado contra W. Lee "Pappy" O'Daniel, mas acabou perdendo.

#### Reserva da marinha (1940-1964)

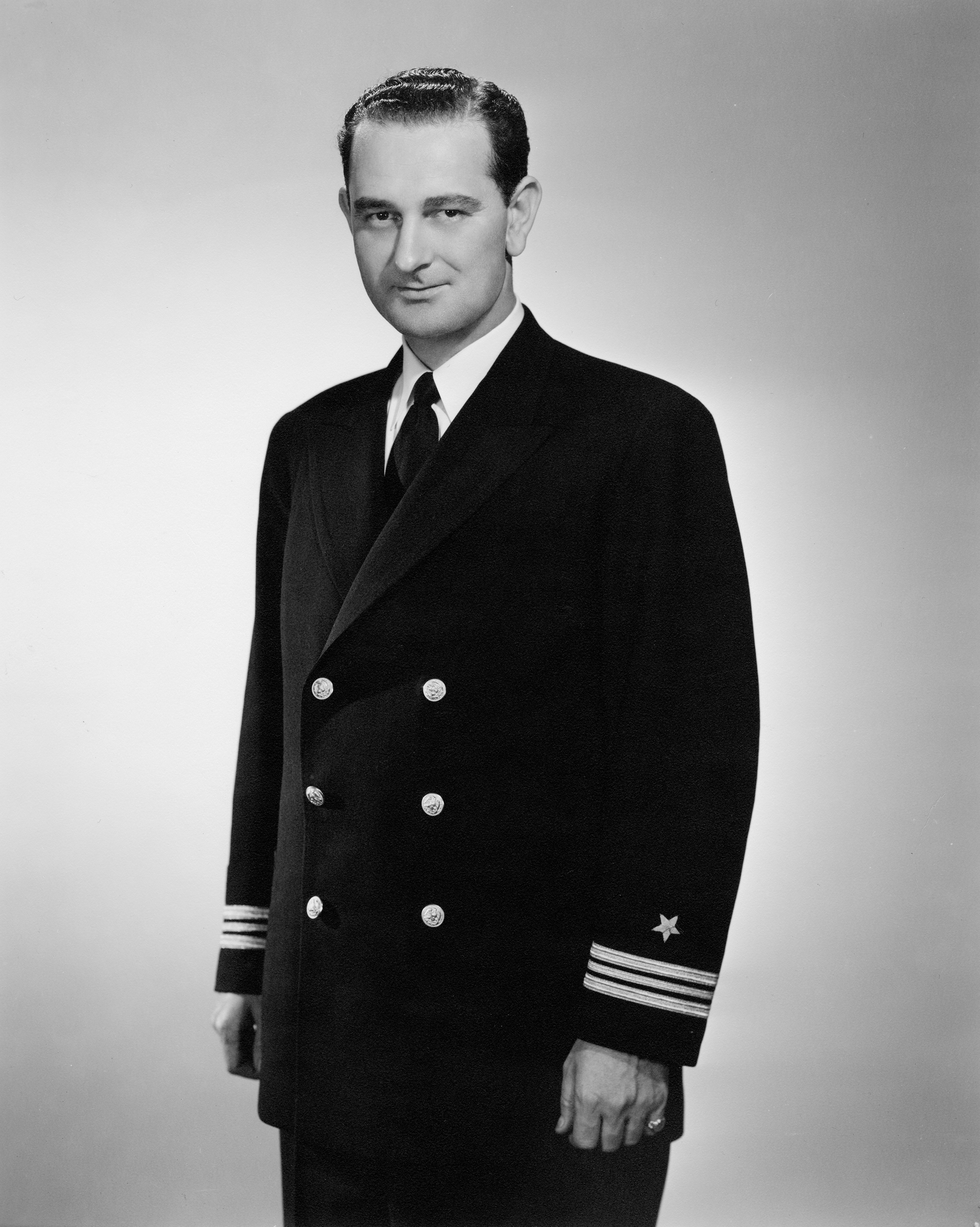
Johnson, em março de 1942, com seu uniforme da marinha.

Johnson foi apontado como tenente-comandante para a reserva da Marinha dos Estados Unidos em 21 de junho de 1940. Enquanto servia como congressista, ele foi chamado para o serviço ativo três dias após o ataque japonês a base naval americana em Pearl Harbor em 7 de dezembro de 1941. Foi enviado para o Escritório do Chefe de Operações Navais em Washington, D.C. para instruções e treinamento. Após seu treino, ele pediu ao Secretário da Marinha, James Forrestal, para que fosse enviado para o combate. Mas ao invés disso ele foi enviado para instalações no Texas e para a costa oeste. Na primavera de 1942, o presidente Roosevelt precisava de relatórios de situação sobre as condições em frentes de batalha como no Sudoeste do Pacífico. Roosevelt achava que informações de alta importância tinham que vir da cadeia de comando a partir de oficiais ajudantes politicamente confiáveis. Por sugestão do secretário Forrestal, o presidente nomeou Johnson para formar um grupo de três homens para o Pacífico Sudoeste.
Johnson reportava ao general Douglas MacArthur na Austrália. Johnson e dois oficiais serviam na base do 22º Grupo de Bombardeiros que executavam missões aéreas contra bases japonesas na Nova Guiné. O colega de quarto dele era um segundo-tenente que servia como piloto de um avião B-17. Em 9 de junho de 1942, Johnson se voluntariou para ir como observador numa missão de bombardeio em um grupo de B-26, com seu colega indo em outro avião. Durante esta missão, o avião do seu amigo foi derrubado e ele e todos a bordo morreram. Segundo o biógrafo Robert Caro, o avião de Johnson foi atacado e sofreu avarias e teve que retornar para a base antes de completar sua missão. Outros relatos afirmam que o bombardeiro que Lyndon estava a bordo teve que voltar devido a falhas mecânicas. MacArthur recomendou que Johnson recebesse a Estrela de Prata por bravura em ação, o qual ele entregou pessoalmente a Lyndon.
Johnson, que carregava uma câmera consigo nas suas missões como observador, reportou para Roosevelt, aos líderes da marinha e ao Congresso que as condições dos militares no sudoeste do pacífico eram deploráveis. Argumentou que era necessário prioridade para a região e mais suprimentos. Os aviões enviados, por exemplo, eram "muito inferiores" aos japoneses e a moral estava baixa. Ele reportou a Forrestal que a frota do pacífico precisava urgentemente de reforços na ordem de mais de 6 800 homens experientes adicionais. Johnson preparou um programa de doze pontos para melhorar a situação na região, afirmando que era necessário "maior cooperação e coordenação entre os vários comandos e entre os diferentes teatros de operações". O Congresso respondeu colocando Johnson na posição de chefia do subcomitê para assuntos navais. Trabalhou para tornar mais eficiente a burocracia da marinha e chamou a atenção de muitos almirantes. Em julho de 1942 Lyndon saiu do serviço ativo e voltou para a reserva. Foi promovido ao posto de Comandante em 19 de outubro de 1949. Ele formalmente pediu exoneração do seu cargo de oficial da reserva em 18 de janeiro de 1964.

### Senado (1949-1961)

#### Eleição de 1948

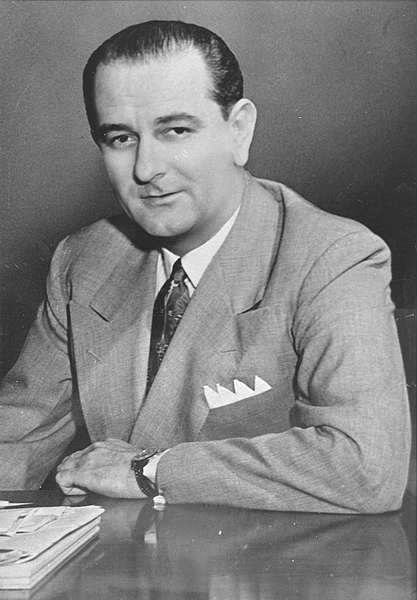
Lyndon Johnson como senador pelo Texas

Nas eleições para o Congresso em 1948, Johnson concorreu para o Senado novamente. As primárias do Partido Democrata foram controversas. Ele enfrentou o governador Coke Stevenson e um terceiro candidato. Johnson levava as multidões para ver seus discursos em um helicóptero alugado, o "The Johnson City Windmill". Usava o dinheiro que angariava para espalhar papéis e jornais de propaganda pela cidade e ganhou o voto dos conservadores ao criticar os sindicatos (que na época estavam surgindo em todos os lugares). Stevenson terminou em primeiro nas primárias mas acabou acontecendo um segundo turno; Johnson iniciou uma campanha ainda mais agressiva, enquanto Stevenson cambaleava na sua popularidade.
Johnson ganhou as primárias do partido com um total de 988 295 votos (87 votos a mais que o segundo colocado). O comitê dos Democratas validou a vitória de Johnson por uma vantagem de apenas um voto (29–28). Houve várias alegações de fraude. Um escritor acusou o gerente de campanha de Johnson, o futuro governador do Texas John B. Connally, que estava conectado com a administração das cédulas de votação no condado de Jim Wells com os nomes dos eleitores nas cédulas estranhamente sendo escritos em ordem alfabética e com a mesma caneta e caligrafia. Muitas pessoas cujos nomes estavam nas listas afirmaram que nem sequer tinham votado. Robert Caro afirmou no seu livro de 1989 que Johnson havia de fato roubado as eleições no condado de Jim Wells e 10 000 cédulas haviam sido alteradas apenas no condado de Bexar. O juiz eleitoral Luis Salas disse em 1977 que ele tinha pego 202 cédulas fraudulentas para Johnson. A convenção do Partido Democrata, apesar de tudo, confirmou a vitória de Johnson. Stevenson recorreu ao judiciário, mas não conseguiu. LBJ não teve dificuldades para vencer o republicano Jack Porter na eleição geral em outubro e foi para Washington servir no Senado.

### Senador pelo Texas
Uma vez no senado, Johnson era conhecido por seus colegas por conseguir "cortejar" muito bem os velhos senadores, especialmente Richard Russell, um democrata da Geórgia, líder da "Coalizão Conservadora" e um dos homens mais poderosos do Senado. Johnson continuou a ganhar a simpatia de Russell e os dois desenvolveram uma amizade.
Johnson foi apontado para o Comitê do Senado para as Forças Armadas e no final da década de 1950, ele ajudou a criar o Subcomitê de Preparação de Investigação. Johnson se tornou chefe desse subcomitê e liderou investigações sobre gastos com Defesa e sua eficiência. Lyndon ganhou atenção nacional devido a forma como ele lidava com a imprensa, a eficiência que seu comitê emitia relatórios e sua garantia de que cada um destes relatórios fossem aprovados por unanimidade. Após as eleições de 1950, Johnson se tornou o segundo no comando no Senado, abaixo de Ernest McFarland de Arizona, servindo nesta posição de 1951 a 1953.

#### Líder dos Democratas no senado

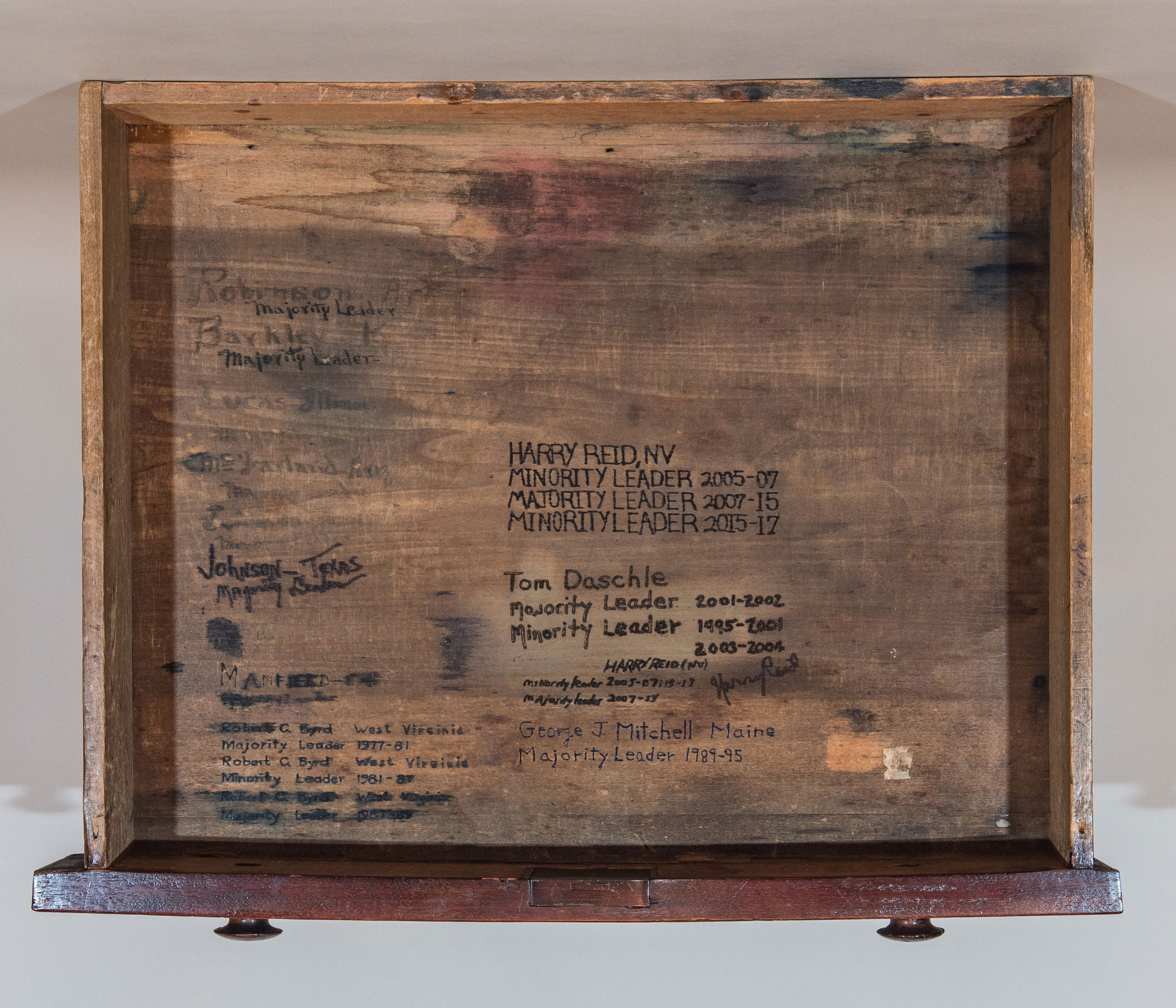
A cadeira (nº X), usada pelos líderes do Partido Democrata no Senado (incluindo Johnson) desde Joseph Taylor Robinson.

Nas eleições gerais de 1952, os republicanos conquistaram a maioria em ambas as casas do Congresso. Entre os democratas que perderam seus assentos estavam Ernest McFarland, que havia sido substituído por Barry Goldwater. Em janeiro de 1953, Johnson foi escolhido pelos seus colegas para ser o líder da minoria democrata no senado. Nas eleições de 1954 Johnson foi reeleito e os democratas conquistaram a maioria no Senado, dando a LBJ o controle da Câmara alta. Johnson, como líder da maioria no senado, coordenava a agenda legislativa para favorecer o seu partido. Johnson, Sam Rayburn e o presidente Dwight D. Eisenhower trabalhavam bem juntos, passando uma série de legislações domésticas e medidas sobre política externa.
Durante a Crise de Suez, Johnson tentou evitar que o governo americano criticasse a invasão israelense da península do Sinai. Ainda no âmbito externo, assim como o resto da população, Johnson estava preocupado com a ameaça de dominação soviética nas pesquisas espaciais após o lançamento do primeiro satélite artificial lançado pelos humanos, o Sputnik 1. Ele usou sua influência no Congresso para aprovar a passagem da lei National Aeronautics and Space Act de 1958, que estabeleceu a criação da agência civil NASA, que deu uma nova impulsão para o programa espacial estadunidense.

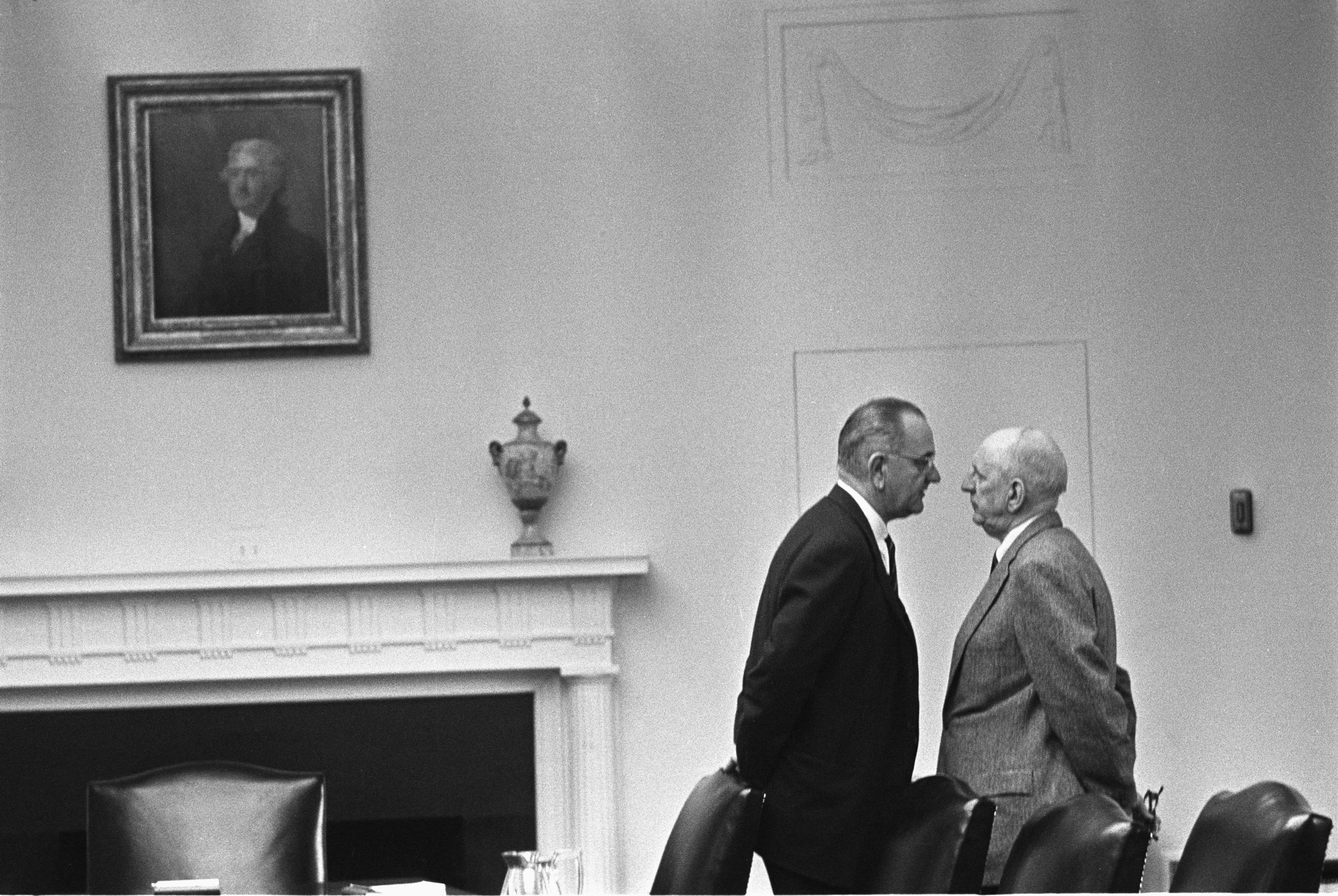
O president Johnson dando o clássico "The Treatment" ("O Tratamento") para o senador Richard Russell em 1963. Essa forma de "intimidação" era usada por LBJ para convencer congressistas a apoiar as suas legislações.

Os historiadores Caro e Dallek consideram Lyndon Johnson como um dos mais eficientes líderes de maioria no senado na história americana. Era muito bom em conseguir informações. Um biógrafo o descreveu como "o maior coletor de informações que Washington já conheceu". Ele sabia quais as posições que os senadores tinham sobre cada assunto, suas filosofias e preconceitos, suas forças e fraquezas, e o que seria necessário para mudar suas mentes. Robert Baker afirma que Johnson ocasionalmente enviava os senadores para viagens pela OTAN para evitar votos dissidentes. Uma forma de persuasão (ou para alguns intimidação) era o famoso "The Treatment" ("O Tratamento"), que foi descrito como:

O 'tratamento' poderia demorar minutos ou até horas. Quando acontecia, envolvia seu alvo e podia acontecer no rancho de Johnson, em um dos seus escritórios, nas salas do senado, ou no plenário — onde Johnson pudesse encontrar um senador para se aproximar.

Poderia usar um tom suplicante, acusatório, adulatório, exuberante, desprezo, em lágrimas, reclamante e até agressivo. Era tudo isso juntos. Era toda uma gama de emoções humanas. Sua velocidade tirava o fôlego e era tudo em uma só direção. Interjeições por parte do alvo eram raras. Johnson antecipava quando eles pretendiam falar e os interrompia. Aproximava-se da pessoa, seu rosto ficava muito próximo do seu alvo, seus olhos se arregalavam e estreitavam, suas sobrancelhas subiam e desciam. Dos seus bolsos saiam notas, memorandos e estatísticas. Mimetismo, humor e geniosidade de analogia no The Treatment era uma experiência hipinótica e deixava seu alvo assustado e indefeso.
Um ávido fumante, Johnson sofreu um ataque cardíaco quase fatal em 2 de julho de 1955. Logo em seguida ele parou de fumar, com algumas exceções, e não voltou com o hábito até o dia em que saiu da Casa Branca em janeiro de 1969.

## Vice presidência (1961–63)

### Nomeação

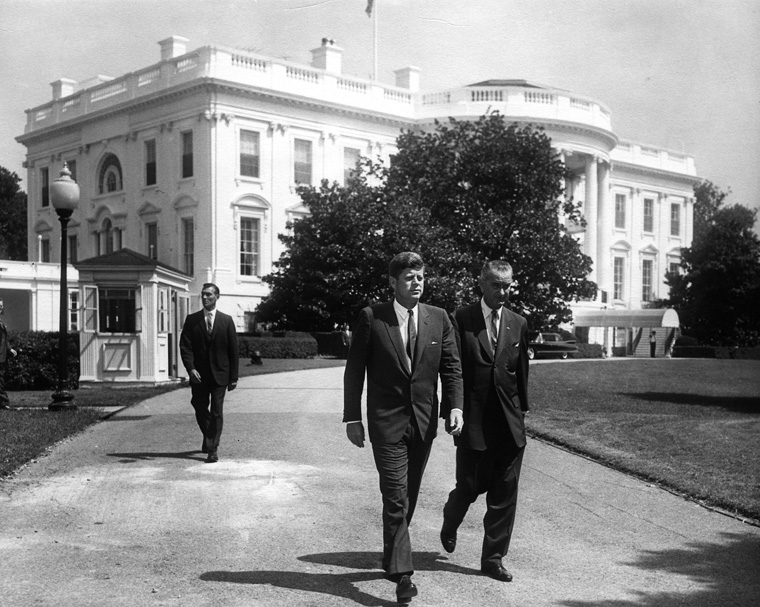
O presidente Kennedy e Johnson, agora na figura de vice, saindo da Casa Branca para uma cerimônia em agosto de 1961

Os sucessos de Johnson no senado lhe renderam popularidade o suficiente para que ele pleiteasse a candidatura a presidência dos Estados Unidos pelo Partido Democrata; ele era descrito como o "filho favorito" da delegação do Texas para a convenção nacional do partido em 1956 e parecia estar numa posição forte para conseguir a nomeação em 1960. Jim Rowe pedia repetitivamente para Johnson lançar sua campanha ainda em 1959, mas Johnson achava que era melhor esperar, achando que a candidatura do jovem John Kennedy iria criar uma divisão entre os democratas que ele poderia explorar. Rowe, frustrado, se juntou a campanha de Humphrey, em um movimento que Johnson também achava que se encaixava em sua estratégia. Lyndon entrou na campanha muito tarde, apenas em julho de 1960 (cinco meses antes do eleição nacional) e sua relutância em deixar Washington permitiu que a campanha de Kennedy fizesse avanços substanciais entre as lideranças do partido e entre o eleitorado. Johnson subestimou as qualidades de Kennedy, seu charme e inteligência, comparado com sua reputação de durão. O escritor Caro sugeriu que a exitância de Johnson pode ser atribuída ao seu medo do fracasso.
Johnson tentou atacar a juventude de Kennedy, seus problemas de saúde e sua exitância em tomar uma posição definitiva sobre Joseph McCarthy. Ele formou uma coalizão chamada "Parem Kennedy", junto com Adlai Stevenson, Stuart Symington e Hubert Humphrey, mas isso falhou. Johnson recebeu apenas 409 votos na convenção democrata, que acabou nomeando John F. Kennedy para a candidatura democrata para a presidência. Tip O'Neill era um congressista do estado de Massachusetts (onde Kennedy vivia) e ele lembrou que Johnson se aproximou dele uma vez e falou: "Tip, eu sei que você tem que apoiar Kennedy no começo, mas eu gostaria de ter você do meu lado no segundo pleito". O'Neill respondeu: "Senador [LBJ], não haverá um segundo pleito".

John F. Kennedy e Lyndon Johnson em 1960.

De acordo com o conselheiro de Kennedy, Myer Feldman, e o próprio JFK, é difícil determinar precisamente o jeito que Johnson acabou recebendo a nomeação para ser vice-presidente. Kennedy sabia que ele não poderia se eleger sem o apoio dos democratas do sul, que apoiavam Johnson (que era nativo daquela região); mesmo assim, líderes trabalhistas e sindicais não gostavam de Johnson. Após muita discussão, Kennedy ofereceu a Lyndon a vice-presidência durante um encontro no Hotel Los Angeles Biltmore em 14 de julho de 1960 e Johnson aceitou.
Seymour Hersh afirmou que Robert F. Kennedy odiava Johnson por ter atacado a família Kennedy e mais tarde afirmou que a posição de vice só foi oferecida a Lyndon como cortesia, esperando que ele recusasse. Arthur M. Schlesinger Jr. concordava com a versão de Robert Kennedy dos eventos e afirmou que John Kennedy preferiria Stuart Symington para ser seu running-mate, afirmando que Johnson havia se juntado ao Presidente da Câmara, Sam Rayburn, a pressionar Kennedy a indicar LBJ. Já biografo Robert Caro oferecia uma perspectiva diferente. Escreveu que a campanha de Kennedy estava desesperada para ganhar as eleições de novembro de 1960 contra o então vice-presidente Richard Nixon e o senador Henry Cabot Lodge Jr. Johnson era necessário para conseguir apoio dos estados do sul (especialmente o Texas). As lideranças da campanha de Kennedy estabeleceram como uma das prioridades conseguir os votos do Texas e a única forma era através de Johnson. Uma reunião foi arquitetada entre JFK e LBJ. O governador da Pensilvânia, David L. Lawrence, um apoiador de Johnson, também estava presente. Na conversa, Lyndon expressou preocupação com o fato dos apoiadores de Kennedy que, em sua maioria, não gostavam dele. As diferenças acabaram sendo superadas e foi então acertado que Kennedy e Johnson estariam na chapa juntos como candidatos a presidente e vice, respectivamente, pelo Partido Democrata. Kenneth O'Donnell, um membro do alto escalão da campanha de Kennedy, estava irritado pois ele achava a nomeação de Johnson uma traição, afirmando que ele era antitrabalhista e antiliberal (progressista).
Robert Kennedy, que nunca confiou em Johnson, tentou convence-lo a mudar de ideia e se tornar o presidente do Partido Democrata ao invés de candidato a vice do chefe do poder executivo. Johnson afirmou que só desistiria se o pedido viesse diretamente de John Kennedy. Este, por sua vez, estava determinado a seguir com Johnson e se reuniu com líderes da sua campanha, como Larry O'Brien, para acertar a confirmação de Johnson como seu vice. Quando John e Robert Kennedy se encontraram com seu pai, Joe, logo depois este afirmou que a decisão de indicar Johnson como running mate foi uma coisa muito esperta já que seria difícil conquistar o sul. Muitos sulistas viam Kennedy como um nortista liberal e a presença do texano Lyndon Johnson os persuadiria a votar nos democratas ainda.
Ainda durante a campanha de vice, Johnson buscava um terceiro mandato para o senado. De acordo com Robert Caro, "em 8 de novembro de 1960, Lyndon Johnson venceu a eleição para vice-presidente na chapa Kennedy-Johnson, e também o seu terceiro mandato para o senado federal (ele próprio havia mudado a lei no Texas para que ele pudesse concorrer aos dois cargos ao mesmo tempo). Mas, segundo a lei federal, ele teve que renunciar a posição de senado para assumir a vice-presidência em janeiro de 1961". Johnson havia sido reeleito senador com 1 306 605 milhões de votos (58%) contra os 927 653 de votos do republicano John Tower. Na eleição para presidente, John Kennedy venceu de forma apertada contra Nixon. A maioria dos estados do sul, incluindo o Texas, votaram em Kennedy, com muitos afirmando que a presença de LBJ na chapa tendo isso essencial para esta vitória.

### No cargo
Depois da eleição, Johnson estava preocupado a respeito da tradicional ineficiência e irrelevância do seu novo cargo de vice-presidente e buscou conseguir mais autoridade para sua posição do que era previsto. Inicialmente ele tentou transferir a autoridade do Líder da maioria do Senado para a vice-presidência, já que o cargo de vice lhe fazia presidente do senado, mas ele enfrentou muita resistência do seu próprio partido (incluindo velhos apoiadores).
Johnson buscou aumentar sua influência dentro do Poder Executivo. Escreveu uma ordem executiva para Kennedy analisar, que dava a ele próprio "supervisão geral" sobre assuntos de segurança nacional e requeria que todas as agências governamentais para "cooperar totalmente com o vice presidente em executar seus deveres". A resposta de Kennedy foi assinar uma carta não oficial que permitia a Johnson "avaliar" as políticas de segurança nacional. O presidente já havia negado pedidos similares de Johnson de se tornar um conselheiro maior dentro do Salão Oval e ter uma equipe completa dentro da Casa Branca para o Vice.
Muitos membros da equipe do presidente John Kennedy eram desdenhosos de Johnson, incluindo seu irmão e Procurador-Geral Robert F. Kennedy, e eles ridicularizavam seu comportamento estranho e bruto. O congressista Tip O'Neill afirmava que o pessoal do Kennedy "tinha um desdém por Johnson que eles nem tentavam esconder [...] Eles até tinham orgulho em esnoba-lo".
Kennedy, contudo, se esforçava para manter Johnson ocupado, informado e dentro da Casa Branca com frequência, dizendo aos seus ajudantes: "eu não posso ter meu vice-presidente, que conhece cada repórter em Washington, dizendo que nós estamos todos ferrados, então nós vamos mantê-lo feliz". Kennedy apontou LBJ para a função de Chefe do Comitê do Presidente para Oportunidades de Emprego Iguais, dando a ele a oportunidade de trabalhar com afro-americanos e outras minorias. O presidente provavelmente queria que Johnson assumisse este papel apenas nominalmente, mas, segundo o escritor Taylor Branch em Pillar of Fire, teria sido Johnson que empurrou o governo Kennedy a tomar mais ação e de forma mais enfática em prol dos Direitos Civis, mais rápido do que eles pretendiam. Branch aponta para a ironia do fato de que LBJ era o mais fervoroso defensor dos direitos civis, sendo que Kennedy o havia escolhido para vice para conseguir votos dos brancos conservadores sulistas. Em particular, nota-se um importante discurso de Johnson durante o Memorial Day em 1963, na cidade de Gettysburg, Pensilvânia, onde ele pediu mais empenho na questão dos direitos civis e chamou a atenção do presidente.

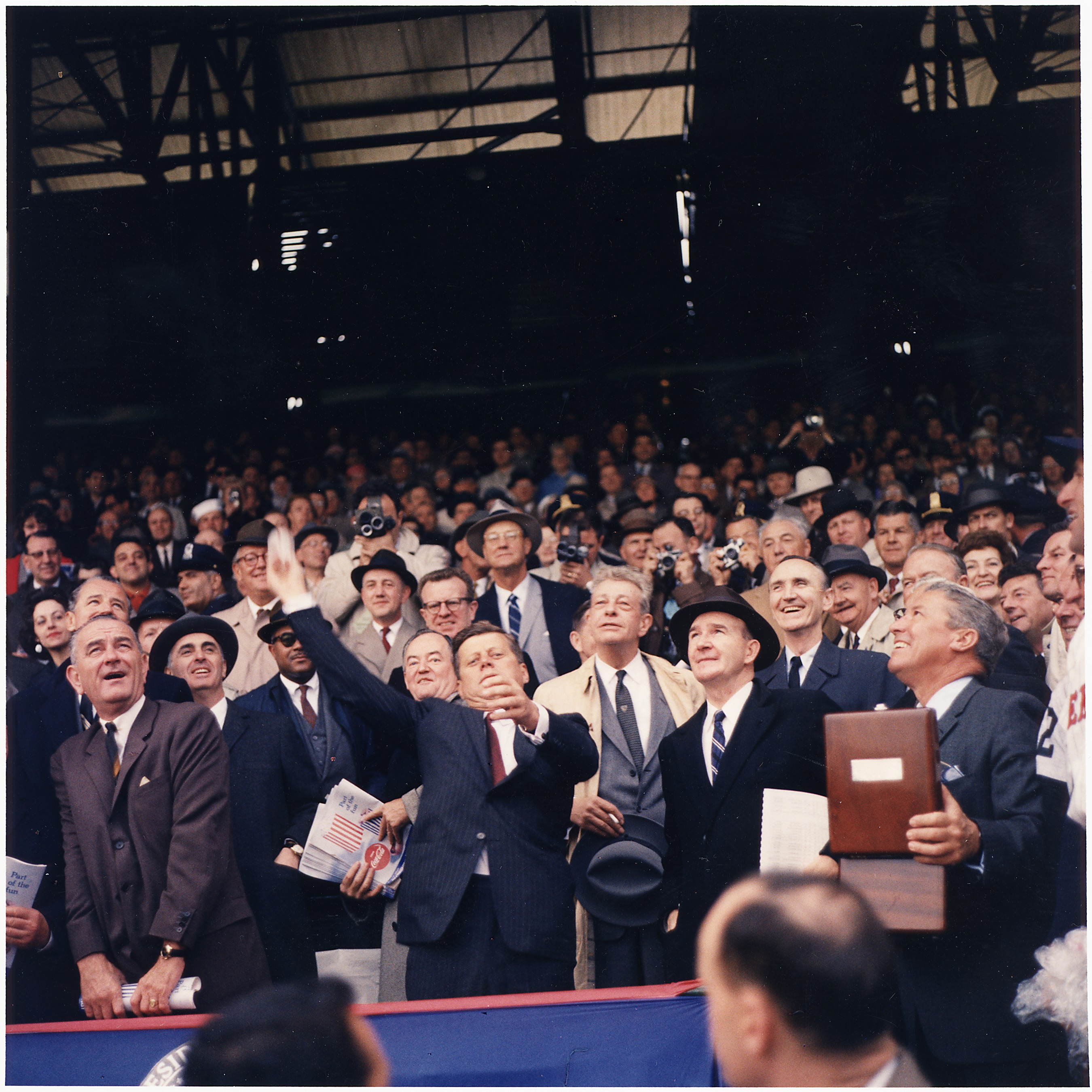
Dia de abertura da temporada de beisebol de 1961. Johnson (na extrema esquerda) olha o presidente Kennedy fazer o arremesso inicial do jogo

Johnson assumiu também várias missões diplomáticas pequenas, que deixavam ele a par de alguns casos de questões de relações exteriores, além de oportunidades de autopromoção em nome de mostrar a bandeira do país. Foi permitido a ele observar reuniões do Gabinete e do Conselho de Segurança Nacional. Kennedy deu a Lyndon controle de todos os apontamentos de pessoal que envolvia o Texas e o nomeou chefe Ad Hoc do Comitê do Presidente para Ciência.
Kennedy também nomeou Johnson para chefe do Conselho Nacional de Aeronáutica Espacial. Os soviéticos haviam conseguido fazer o primeiro voo tripulado para o espaço em abril de 1961 e o presidente deu a Lyndon a tarefa de avaliar o estado do programa espacial dos Estados Unidos e recomendar um projeto para fazer com que os americanos superassem os soviéticos na exploração espacial. Johnson respondeu recomendando que os Estados Unidos investissem pesado no seu projeto para mandar o homem a Lua ainda na década de 1960. Kennedy então deu mais importância financeira ao programa espacial americano, mas a nomeação de Johnson dava uma cobertura para o governo caso o projeto falhasse.
Johnson foi implicado em um escândalo no Congresso em agosto de 1963 quando Bobby Baker, secretário para o líder da maioria no Senado e protegido dele, foi investigado por um comitê do senado sob alegações de subornos e prevaricação financeira. Uma testemunha afirmou que Baker arranjou pessoas para dar propinas para o vice-presidente. Baker pediu demissão em outubro e a investigação não atingiu Johnson. A repercussão negativa nos círculos em Washington alimentou rumores de que Kennedy planejava dispensar Johnson do cargo para a disputa da sua reeleição em 1964. Contudo, em 31 de outubro de 1963, um repórter perguntou se isso era verdade e se Johnson seria mesmo o vice na próxima chapa. Kennedy respondeu dizendo que "sim".
Era sabido que Robert Kennedy e Johnson se odiavam, contudo o presidente e seu irmão sabiam que dispensa-lo da chapa poderia custar o sul nas eleições de 1964.

## Presidência (1963–69)

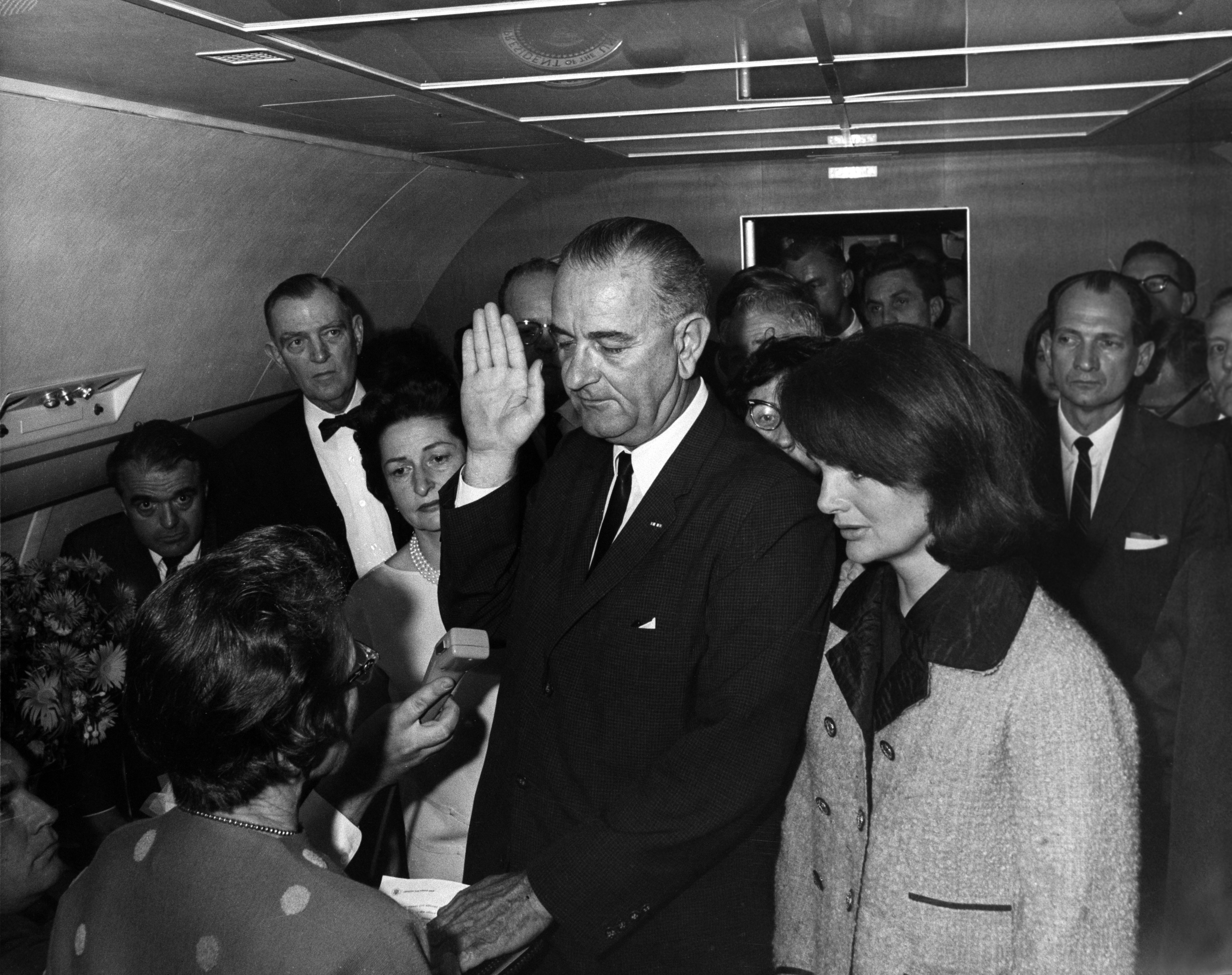
LBJ sendo empossado presidente ainda no Air Force One pela juíza Sarah Hughes, na presença da Sra. Johnson e da Sra. Kennedy.

Johnson herdou de Kennedy em 1963 uma economia saudável, que apresentava um bom crescimento do PIB e desemprego baixo. Não havia tantas crises e controvérsias no exterior, permitindo que o novo presidente pudesse focar mais em assuntos internos. Tudo isso mudou, contudo, com o aumento de intensidade da Guerra do Vietnã.

### Rápida sucessão
Em 22 de novembro de 1963, John F. Kennedy foi assassinado a tiros enquanto visitava a cidade de Dallas, no Texas. Johnson foi então empossado presidente a bordo do Air Force One (o avião presidencial) no mesmo dia. Na verdade, a cerimônia aconteceu apenas duas horas e oito minutos após a morte de JFK. Quase que imediatamente começaram a surgir teorias da conspiração que implicavam Lyndon no ocorrido (mesmo que nenhuma evidência que indique isso tenha sido apresentada). Fez o juramento do cargo na presença da juíza Sarah T. Hughes, uma amiga da família. Na pressa da ocasião, não havia uma bíblia por perto, então no juramento foi usado um livro missal que estava na mesa de Kennedy. A foto icônica de Cecil Stoughton a bordo do avião presidencial mostrando Johnson fazendo o juramento ao lado da agora viúva Sra. Kennedy se tornou uma das fotos presidenciais mais importantes da história.
Johnson estava convencido de que era necessária uma sucessão rápida e imediata transição do poder após o assassinato de Kennedy para dar estabilidade para uma nação que estava sofrendo e em choque. Ele e o serviço secreto estavam preocupados de que ele poderia ser o próximo alvo e então decidiram tirar o novo presidente de Dallas rapidamente e retorná-lo para Washington. Isso deu para muitas pessoas a impressão de que Johnson estava ansioso para assumir logo o poder.
Alguns dias após a morte do presidente, Lyndon B. Johnson fez um discurso no Congresso onde ele afirmou: "nenhuma cerimônia ou louvor poderia ser mais eloquentemente para honrar a memória do Presidente Kennedy do que a passagem da Lei de Direitos Civis, que ele havia lutado tanto por". A onda de tristeza nacional após o assassinato do presidente deu a Johnson impulso político para fazer avançar as legislações de Kennedy e ele também abraçou o legado do presidente morto para avançar seus próprios planos.
Em 29 de novembro de 1963, uma semana após o assassinato de Kennedy, Johnson assinou uma ordem executiva para mudar o nome do  Centro de Operações de Lançamento Apollo da NASA e das instalações de lançamento locais para "Centro Espacial John F. Kennedy", em honra ao presidente morto. De fato, o Cabo Canaveral ficou conhecido como Cape Kennedy de 1963 a 1973.
Johnson sabia que a população americana queira respostas sobre quem foram os responsáveis pela morte de Kennedy. Para tentar frear as especulações crescentes de que havia uma conspiração na alta cadeia de poder do governo, ele ordenou que o chefe de justiça, Earl Warren, iniciasse uma investigação formal do assassinato, conhecida como Comissão Warren. A comissão fez uma grande pesquisa e ouviu várias pessoas. Ela concluiu, por unanimidade entre seus membros, que apenas Lee Harvey Oswald efetuou os disparos que mataram Kennedy e que ele agiu sozinho. A investigação, contudo, foi criticada por juristas e teóricos da conspiração acusaram Johnson de tentar encobrir os reais motivos e responsáveis por trás do assassinato.
Johnson manteve intacta a maioria dos membros do gabinete de Kennedy, sendo que alguns serviriam com ele no decorrer de toda sua presidência; entre esses funcionários estavam o procurador-geral, irmão do ex-presidente, Robert F. Kennedy, com o qual Lyndon tinha um relacionamento difícil. Robert deixou o gabinete de Johnson alguns meses depois ainda em 1964 para concorrer ao Senado. Homens como Robert McNamara (secretário de defesa), Dean Rusk (secretário de Estado) e McGeorge Bundy (conselheiro de segurança nacional), todos nomeados por Kennedy, também permaneceram na administração Johnson.
Ainda que Johnson não tivesse um chefe de gabinete, Walter Jenkins era seu principal ajudante e cuidava dos detalhes operacionais do dia a dia da Casa Branca. George Reedy, um dos ajudantes de longa data de Johnson, assumiu a posição de secretário de imprensa uma vez que Pierre Salinger, que havia sido nomeado para a posição por John F. Kennedy, pediu demissão em março de 1964. Horace Busby também era um ajudante importante. Ele servia como escritor de discursos e analista político para o novo presidente. Bill Moyers era o membro mais jovem da equipe de Johnson. Ele lidava com a agenda e também escrevia discursos as vezes.

### Iniciativas legislativas
O novo presidente achava que seria vantajoso correr atrás rapidamente por uma das prioridades legislativas de Kennedy, corte de impostos. Johnson trabalhou com Harry F. Byrd, um senador pela Virgínia, para negociar uma redução no orçamento para ficar abaixo dos US$ 100 bilhões de dólares em troca do apoio do senado para aprovação da Lei de Receitas de 1964. O congresso aprovou o projeto em fevereiro de 1964 e também adiantou leis que mexiam com direitos civis. Ainda no fim de 1963, Johnson tinha lançado o seu projeto de "Guerra contra Pobreza" ("War on Poverty"), recrutando um parente dos Kennedys, Sargent Shriver, então chefe da organização Corpo da Paz, para liderar este esforço. Em março de 1964, LBJ enviou para o Congresso a Lei de Oportunidade Econômica, que criou os programas Corpo de Trabalho e Ação de Comunidade, desenvolvido para atacar a pobreza a nível local. Esta lei ainda criou o AmeriCorps VISTA, (Volunteers in Service to America, ou em português "Voluntários em serviço para a América"), um programa doméstico no modelo do Corpo da Paz.

### Direitos civis

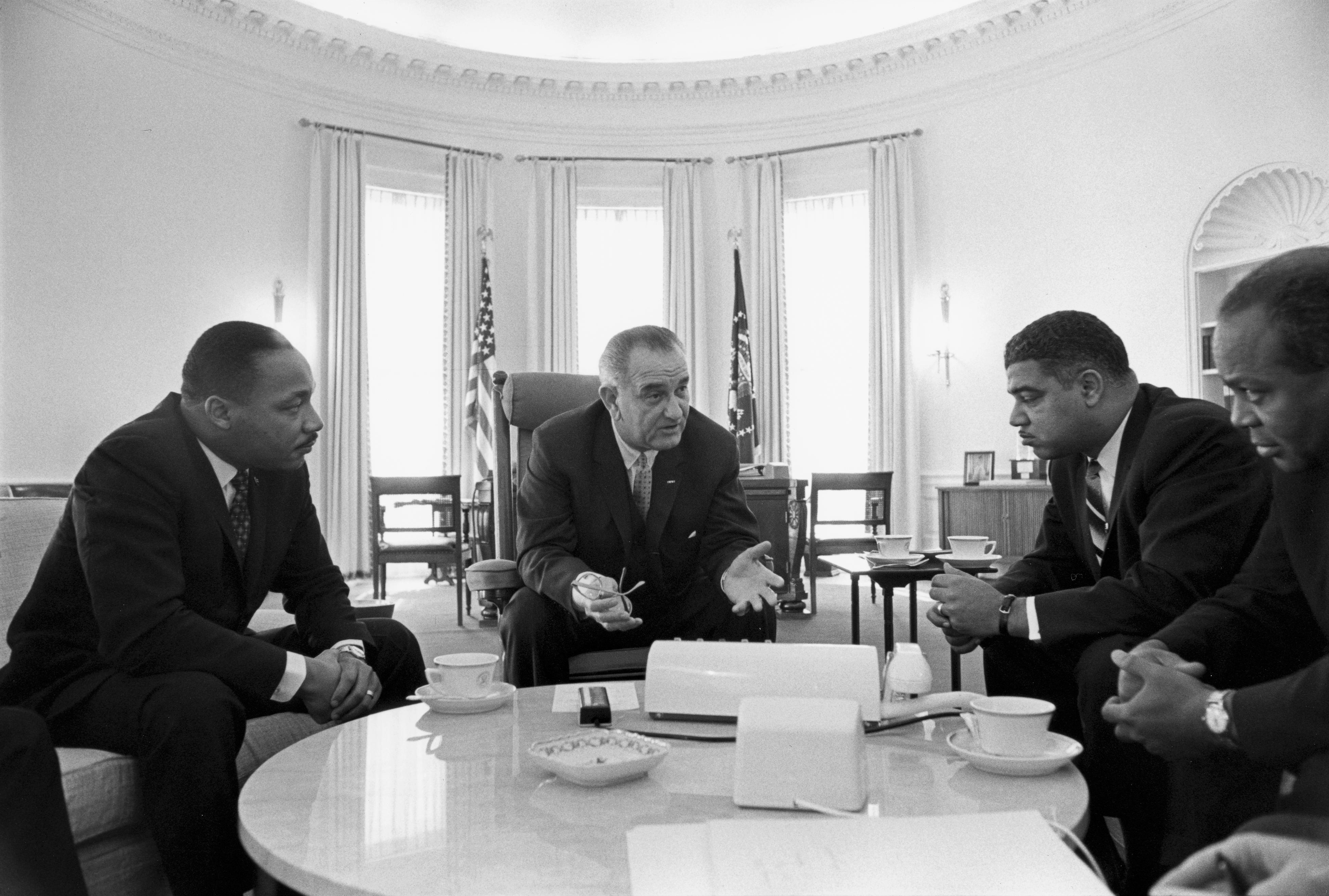
Encontro entre o presidente e três líderes do movimento dos direitos civis nos Estados Unidos, Martin Luther King Jr. (esquerda), Whitney Young e James Farmer no Salão Oval em 1964.

Presidente Kennedy havia submetido ao congresso, em junho de 1963, uma lei de direitos civis, que enfrentou grande oposição por parte dos legisladores. Johnson renovou os esforços do governo para aprovar a lei e pediu que Bobby Kennedy liderasse tal esforço no Capitólio. Assim, caso a lei falhasse, Johnson poderia culpar Bobby; mas se fosse bem-sucedido, Lyndon levaria o crédito. O historiador Robert Caro notou que o projeto de lei escrito por Kennedy estava enfrentando a mesma oposição que outras leis de direitos civis haviam enfrentado no passado; congressistas e senadores do sul usavam todas as artimanhas jurídicas e legislativas para barrar a votação. Em particular, eles pegavam outras leis, como a reforma tributária, para congestionar o plenário. Os congressistas oposicionistas de direitos civis obstruíam as votações (o chamado Filibuster) e enviavam as leis que não gostavam para comissões mortas para atrasar os projetos.
Ao contrário de Kennedy, Johnson tinha vasta experiência no Congresso. Conhecia as táticas obstrucionistas e sabia como fazer avançar as leis que queria, para qual comitê lançar os projetos e como convencer congressistas a apoia-lo. Na luta para aprovar a lei de direitos civis, ele mudou a tática que Kennedy tinha e decidiu pessoalmente se intrometer em assuntos do poder legislativo.
Passar o projeto de direitos civis na Câmara dos Representantes iria requerer passar primeiro no Comitê de regras da Casa, onde lá estava parada e morrendo. Johnson suou várias técnicas para fazer com que a lei fosse para o plenário. Sem alternativa, o Congresso teve que se mover e a aprovou no Comitê e a levou para votação, onde passou na Câmara por 290 a 110. No Senado, seus membros não tiveram muita opção se não recorrer a filibuster (obstrução) para impedir a pauta. Johnson precisaria do apoio de pelo menos 20 senadores republicanos para passar pelas obstruções, mas o partido estava dividido e seu candidato a presidência daquele ano, Barry Goldwater, se opunha a lei. De acordo com Caro, foi quando Johnson convenceu o líder republicano Everett Dirksen a apoiar a lei que esta acabou passando no senado; após um debate de 75 horas, a votação terminou em 71 a 29 em favor do projeto de lei.
Johnson assinou formalmente a Lei dos Direitos Civis de 1964 em 2 de julho daquele ano. Segundo pessoas próximas do presidente, após a assinatura da lei, Johnson teria dito a um ajudante: "nós perdemos o Sul por uma geração", antecipando que os sulistas brancos, anteriormente pró-Democratas, se voltariam contra o partido. De fato, desde 1980, nenhum candidato do Partido Democrata conquistou a maioria dos votos no sul dos Estados Unidos.

### A "Grande Sociedade"
Johnson queria um slogan que 'pegasse' para a campanha de 1964 que descreveria sua agenda política doméstica para 1965. Eric Goldman, que havia ido para a Casa Branca em dezembro daquele ano, pensava que o programa doméstico de Lyndon lembrava o conteúdo do livro The Good Society ("A Boa Sociedade"). Richard Goodwin mudou então para a "Grande Sociedade" e incorporou esse detalhe no discurso de Johnson em maio de 1964 na Universidade de Michigan. Falou sobre reformas urbanas, transporte mais moderno, meio ambiente limpo, antipobreza, reforma no sistema de saúde, controle do crime e reforma educacional.

### Resolução do Golfo de Tonkin

Johnson falando ao povo americano após o segundo incidente do Golfo de Tonkin, que levaria os Estados Unidos a aumentar sua participação no conflito vietnamita.

Em agosto de 1964, surgiram histórias de que dois contratorpedeiros americanos foram atacados por navios torpedeiros norte-vietnamitas em águas internacionais, a cerca de 64 km da costa do Vietnã na região do Golfo de Tonkin; relatórios e comunicações navais deram informações conflituosas sobre o ocorrido. Apesar de Johnson querer manter o assunto do Vietnã fora da campanha das eleições de 1964, ele teve que responder a agressão vietnamita, e então buscou e obteve do Congresso apoio através da Resolução do Golfo de Tonkin, assinada em 7 de agosto, que dava ao presidente a autoridade de levar a nação a guerra no sudeste da Ásia para proteger os interesses americanos e de seus aliados na região. Johnson, determinado a fortalecer sua imagem na questão de relações exteriores, também queria evitar críticas de constitucionalistas a respeito de fazer guerra sem apoio do Congresso (como aconteceu na Coreia). Ele, durante a campanha eleitoral, frisou que seu principal interesse era manter a independência do Vietnã do Sul, apoiando-os militar e economicamente, ao mesmo tempo que se opunha publicamente a presença de tropas de combate americanas em solo. A população americana apoiou a Resolução (48% aprovavam a política do presidente com relação ao Vietnã, enquanto apenas 14% defendiam negociação e retirada unilateral).

### Eleição de 1964
Na primavera de 1964, Johnson não estava otimista sobre os prospectos de vencer sozinho a eleição. Uma mudança importante aconteceu em abril onde ele assumiu o comando das negociações entre a irmandade da estrada de ferro e a indústria da estrada de ferro a respeito de melhorias nas condições de trabalho. Johnson enfatizou para os partidos o potencial impacto econômico de uma greve. Após várias negociações, o presidente prometeu maior liberdade no ajuste dos direitos e uma depreciação mais liberal de subsídios pela IRS e um acordo foi firmado. A autoconfiança de Johnson subiu e sua imagem com os trabalhadores melhorou.
Foi cogitado que Robert F. Kennedy fosse apontado para a posição de vice de Johnson na chapa para as eleições de 1964 mas os dois ainda não se gostavam nem um pouco. Lyndon achava que, se apontasse Robert para ser seu vice, seria ele que levaria o crédito de tê-lo eleito, algo que ele não aceitaria. A escolha seguinte para vice-presidente era Hubert Humphrey e sua seleção iria fortalecer a posição de Johnson no meio oeste e no nordeste industrial. Johnson sabia da frustração do que falta de poder de um vice causava na pessoa que ocupava o cargo e assim buscou, através de entrevistas, saber e garantir a lealdade total de Humphrey. Johnson só anunciou a escolha de Humphrey para ser seu vice logo perto do limite de tempo, para permitir que a imprensa especulasse e focasse mais em sua campanha.
Nas preparações da convenção Democrata, Johnson pediu para o FBI enviar 30 agentes para assumirem deveres na convenção; o objetivo era manter a Casa Branca informada de qualquer atividade disruptiva. Este grupo focava em organizações como Partido Democrata da Liberdade do Mississippi (PDLM), que era tomada por uma ala de fanáticos antisegregação. Os homens do FBI também grampearam o telefone de Martin Luther King, além do Comitê de Coordenação Estudantil e do Congresso de Igualdade Racial.

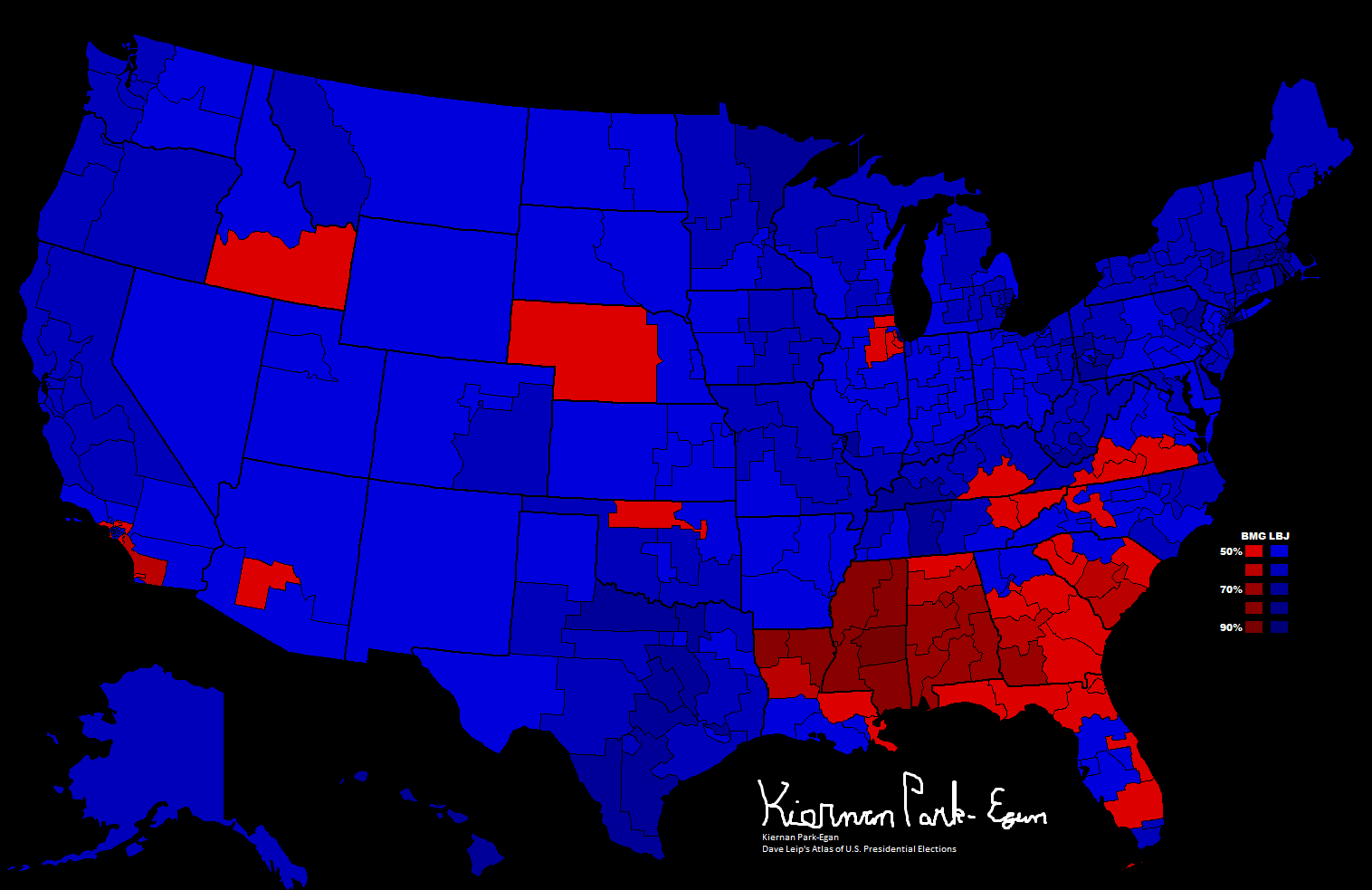
O resultado das eleições: em azul, as regiões onde Johnson conquistou mais votos; em vermelho, áreas vencidas por Barry Goldwater.

Johnson estava preocupado com o dano político que a cobertura da mídia das tensões raciais poderia fazer, especialmente na disputa interna entre os Democratas entre os que eram a favor da segregação racial nos Estados Unidos e aqueles que queriam seu fim. Ele designou Humphrey para o trabalho de manejar este problema. Os membros da delegação do PDLM acabaram ganhando assentos de observadores e LBJ concordou em barrar futuras delegações de estados onde cidadãos de cor não tivessem direito de votar. O PDLM rejeitou isso devido a posição dos assentos dados a eles. A convenção foi muito boa para Johnson e ele recebeu a nomeação do partido para tentar se reeleger presidente, mas havia um senso de traição devido a marginalização do PDLM que acabou criando um pequeno racha entre Johnson e a ala mais radical anti-segregacionista do partido.
No começo da campanha presidencial de 1964, o republicano Barry Goldwater pareceu ser um forte candidato, com bastante apoio no sul, ameaçando a posição de Johnson após a passagem da Lei de Direitos Civis. Porém a campanha de Goldwater foi perdendo força com o passar do tempo. A equipe de Johnson tentava mostrar Barry como fraco, afirmando que ele deixaria a América em perigo de um ataque nuclear soviético. Goldwater também era acusado pela campanha de Lyndon como uma aposta arriscada em um período complicado para os Estados Unidos, quando o país precisava de uma liderança forte.
Johnson venceu a eleição presidencial de 1964 sem nenhuma dificuldade, conquistando 61% dos votos, um dos maiores percentuais da história eleitoral dos Estados Unidos. Com quase 16 milhões de votos a mais que Goldwater, a vitória de LBJ foi pela maior margem do século XX até então (seria superado só em 1972). No colégio eleitoral, Johnson derrotou seu oponente por 486 a 52. O presidente se reelegeu vencendo em 44 estados (de 50). Os eleitores também deram ao partido de Johnson uma maioria esmagadora no Congresso (a maior por uma legenda desde 1936), sendo que no Senado eram 68 democratas e 32 republicanos e na Câmara eram 295 democratas e 140 republicanos.

### Lei do Direito de Voto

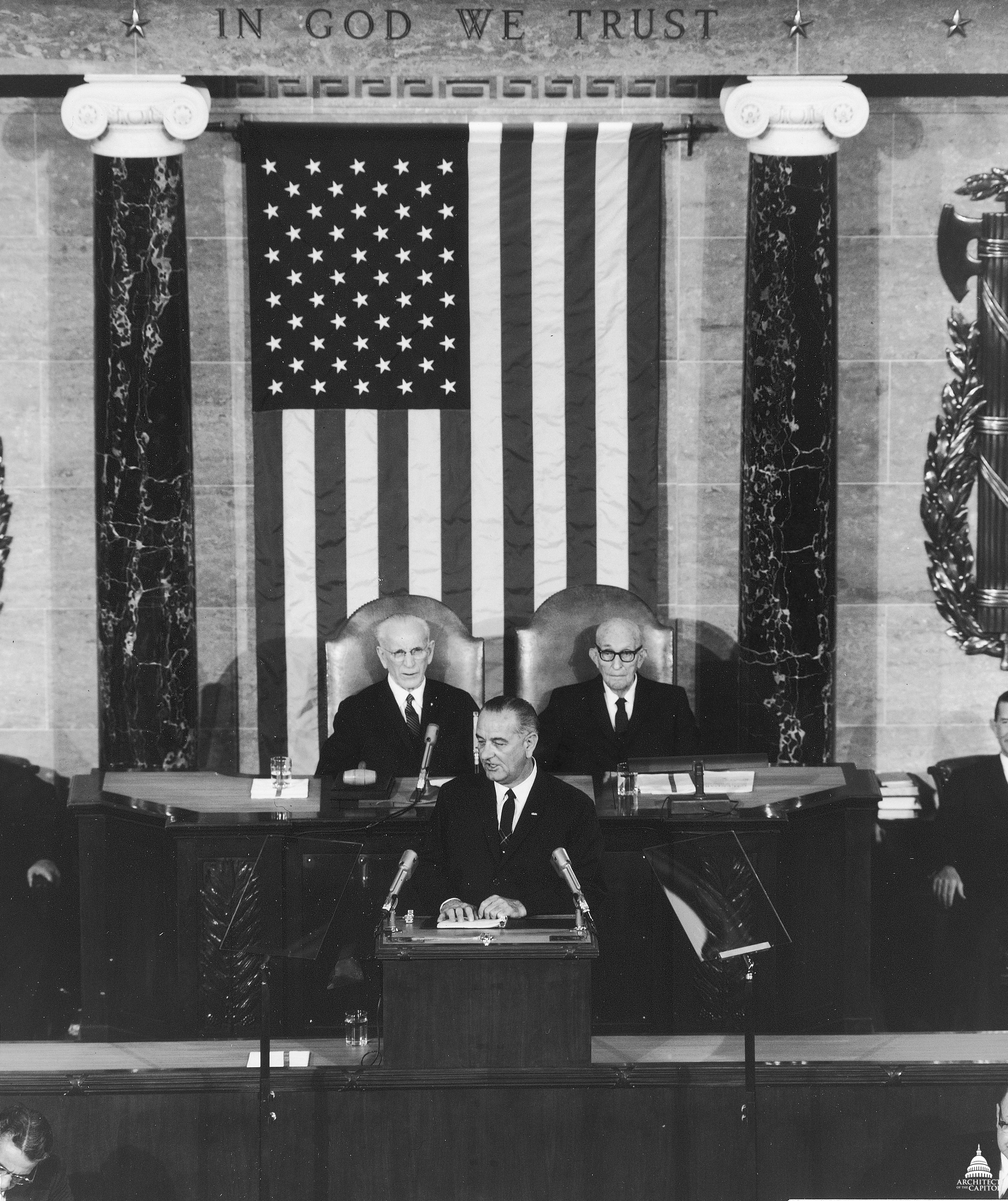
Johnson discursando no Congresso, em 1965.

Johnson começou seu novo mandato de forma similar a forma como ele havia assumido o poder um ano e meio antes, pronto para "levar a diante os planos e programas de John Fitzgerald Kennedy. Não porque estamos tristes ou por simpatia, mas porque eles são corretos". Após a aprovação da Lei dos Direitos Civis de 1964, o buraco entre os segregacionistas e a administração Johnson cresceu. Então, em março de ocorreram as marchas de Selma a Montgomery em Alabama, liderados por Martin Luther King. A marcha e sua repercussão levaram o Congresso a debater a criação de uma lei para proteger o direito a voto de grupos específicos, como os negros.
Johnson exortou os congressistas a legislarem a respeito da defesa da liberdade e do direito a voto das minorias, como os afro-americanos. LBJ afirmou que se os Estados Unidos não garantissem proteção e igualdade para todos, independente de raça, perante a lei, eles teriam falhado como nação. Em agosto de 1965, ele assinou a Lei dos direitos de voto de 1965, que tornava ilegal qualquer discriminação no sistema de votação, permitindo a milhões de negros, especialmente no sul, votar pela primeira vez na vida. Vários estados (sendo sete da antiga Confederação: Alabama, Carolina do Sul, Carolina do Norte, Geórgia, Luisiana, Mississippi e Virgínia) tentaram juridicamente atrasar a implementação da lei. O Texas, por exemplo, só implementou a lei do direito a voto com todos os seus efeitos em 1975. Uma das consequências desta lei também foi o aumento de representantes negros no legislativo, que mais do que dobrou entre 1968 e 1980.

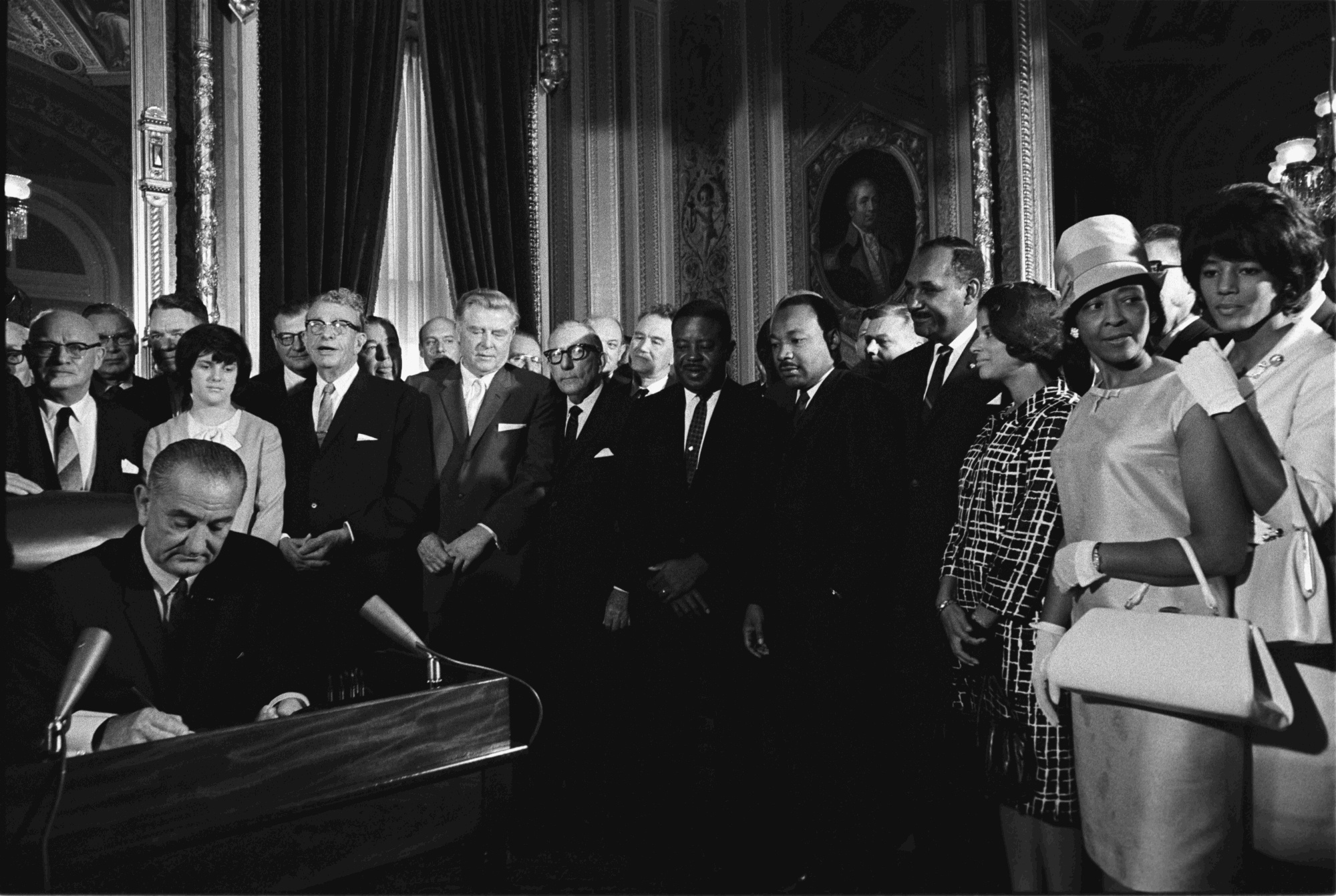
Presidente Lyndon B. Johnson (na extrema esquerda), Martin Luther King Jr e Rosa Parks assinam o Voting Rights Act em 6 de agosto de 1965.

Após a morte da ativista de direitos civis Viola Liuzzo, Johnson falou com a população na televisão afirmando que o governo havia prendido quatro membros da Ku Klux Klan que estavam implicados em sua morte. Ele veementemente condenou a Klan como "uma sociedade de racistas encapuzados" e os alertou para "retornar a sociedade decente antes que seja tarde". Lyndon se tornou o primeiro presidente a prender e processar membros da Klan desde Ulysses S. Grant, cerca de 93 anos antes. Usava o tema da redenção cristã para pedir apoio para direitos civis, assim conquistando suporte das igrejas no sul e no norte.
Em 1967, Johnson nomeou um advogado de direitos civis, Thurgood Marshall, para se tornar o primeiro Associado de Justiça afro-americano da Suprema Corte. Para chefe do Departamento de Habitação e Desenvolvimento Urbano, ele nomeou o também afro-americano Robert C. Weaver (o primeiro secretário negro em um gabinete de um presidente). Em 1968 Johnson assinou a Lei dos Direitos Civis de 1968, que dava oportunidades iguais de habitação para todos, independente de raça, credo ou origem. Muitas leis de direitos civis foram passadas após o assassinato de Martin Luther King Jr., em abril de 1968, e das subsequentes revoltas geradas por isso. Uma dessas leis foi o Fair Housing Act de 1965, passados seis dias após a morte do reverendo.

### Imigração
Com a passagem da abrangente Lei de Imigração e Nacionalidade de 1965, o sistema de imigração do país foi reformado e todas as quotas criadas até a década de 1920 foram removidas. Assim, o fluxo da entrada de estrangeiros nos Estados Unidos mais que dobrou entre 1965 e 1970, e dobrou de novo em 1990, com a maioria dos novos imigrantes vindos da Ásia e da América Latina (especialmente do México). Acadêmicos modernos dão pouco crédito a Johnson por esta lei, que não era uma das suas prioridades; ele havia apoiado a Lei McCarren-Walters de 1952, que foi impopular entre os reformistas.

### Financiamento federal para educação
Johnson, que havia subido na vida por causa do sistema de educação pública do Texas, acreditava que a educação era a cura para ignorância e pobreza, e era um componente essencial para o "Sonho Americano", especialmente para minorias. Fez do investimento em educação uma das prioridades da sua agenda doméstica, a chamada "Grande Sociedade", com ênfase em ajudar crianças pobres. Após sua grande vitória nas eleições de 1964, com muitos congressistas liberais de esquerda, LBJ lançou várias iniciativas legislativas, como a Lei de Educação Elementar e Secundária (ou ESEA, em inglês) de 1965. Com esta lei, o orçamento federal para educação dobrou, de US$ 4 bilhões para US$ 8 bilhões de dólares. Este projeto é considerado uma das maiores conquistas da presidência de Johnson.
Pela primeira vez, enormes quantidades de dinheiro federal foi injetado no ensino público. O ESEA ajudava escolas públicas em todos os distritos, com mais dinheiro indo para locais onde a concentração de pobreza era maior (incluindo grandes cidades). Escolas privadas também receberam incentivos monetários, como financiamento para reformas, construções de bibliotecas. Na verdade, cerca de 12% do dinheiro público foi para o ensino privado. Apesar do dinheiro vir do governo federal, este era administrado por autoridades locais e em 1977 foi reportado que menos da metade desse dinheiro realmente atingia crianças de famílias de baixa renda. Especialistas afirmavam também que o projeto não foi tão eficiente pois o problema da pobreza infantil estava mais ligado as condições de vida da família e da infraestrutura das comunidades do que a qualidade da educação. Estudos iniciais realmente mostraram melhoras na qualidade de vida das crianças pobres por causa da ESEA, através de programas de leitura e matemática, mas as melhorias minguaram com o tempo. O segundo maior projeto de educação feito por Johnson foi a Lei de Educação Superior de 1965, que focou em financiar estudantes de baixa renda para facilitar sua entrada e permanência nas universidades. O programa pagou por bolsas, programas de estudo-trabalho e empréstimos.
Lyndon também criou agências semi-independentes do governo, como a National Endowment for the Humanities e a National Endowment for the Arts, para apoiar causas humanistas e artísticas. Apesar destas medidas terem sido bem recebidas pelos sindicatos e pelos professores, seu apoio entre estes minguou durante a Guerra do Vietnã. Em 1967, Johnson assinou a Lei de Transmissões Públicas para criar transmissões televisivas educacionais nas redes de televisão.

### "Guerra contra a Pobreza" e reforma no sistema de saúde

O ex-presidente Truman e sua esposa Bess observando a assinatura do Medicare por Johnson em 1965, junto com a Lady Bird e Hubert Humphrey.

Ainda em 1964, a pedido do presidente, o Congresso passou a Lei de Receitas e a Lei de Oportunidade Econômica, como parte da sua "Guerra contra a Pobreza". Johnson iniciou projetos legislativos que criaram programas como Head Start, assistências nutricionais e o programa estudo-trabalho. Durante os primeiros anos da presidência de Johnson, os índices de pobreza caíram vertiginosamente, com o percentual de americanos abaixo da linha da pobreza caindo de 23% para 12%.
Johnson foi mais adiante com sua Guerra contra a Pobreza, indo além de programas de assistência. Ele apresentou para o Congresso, em janeiro de 1966, o "Programa de Demonstração das Cidades". O projeto, que visava desenvolvimento, exigiu cerca de US$ 400 milhões por ano, totalizando US$ 2,4 bilhões. O programa passou em 1966, mas de forma muito reduzida, com total de investimentos não passando de US$ 900 milhões. Anos depois, foi avaliado que o programa acabou sendo um fracasso em grande parte.
Johnson também trabalhou para melhorar o sistema de saúde dos Estados Unidos, criando comissões para doença de coração, câncer e derrames. Estas doenças, combinadas, representavam cerca de 71% das mortes naturais na nação em 1962. Para sustentar tais programas e comitês, Johnson teve que pedir fundos do Congresso para o Programa Médico Regional (PMR), para criar uma cadeia de hospitais, financiados com dinheiro público do governo federal para beneficiar, principalmente, os mais pobres. O Congresso, com o tempo, reduziu significativamente a quantidade de dinheiro para estes programas.
Em 1965, Johnson passou a focar na ampliação do número de americanos cobertos por seguro de saúde, especialmente idosos. Além de ampliar os investimentos na Seguridade Social, ele moveu a diante iniciativas como a do Medicare, para financiar tratamento médico e cobertura de seguros de saúde para cidadãos de idade. Outro projeto, o Medicaid foi criado para assistir as pessoas mais pobres. Ambos os programas passaram no Congresso sem muitos problemas e receberam boa aceitação popular. Em 2010, quatro décadas e meia depois da passagem do programa, o Medicare já cobria cerca de 48 milhões de americanos (incluindo 40 milhões de pessoas de idade). Johnson deu os primeiros dois cartões do Medicare para o ex-presidente Harry Truman e sua esposa Bess, logo após a cerimônia de assinatura da lei.

### Controle de armas
Em 22 de outubro de 1968, Lyndon Johnson assinou a Lei de Controle de Armas de 1968, uma das maiores e mais abrangentes leis federais de controle de armas na história dos Estados Unidos. Uma motivação forte para este projeto de regulamentação de venda de armas foi a necessidade de uma resposta por parte do governo para os assassinatos de John F. Kennedy, Robert F. Kennedy e Martin Luther King Jr.

### Programa espacial
Durante o governo Johnson, a NASA conduziu o Projeto Gemini, parte do programa espacial tripulado, desenvolvendo o foguete Saturno V lançado a partir do Complexo 39 do Centro Espacial Kennedy, que preparou os primeiros voos do Programa Apollo. Em 27 de janeiro de 1967, a população ficou chocada quando a tripulação inteira da Apollo 1 morreu em um acidente, interrompendo o programa. Ao invés de criar um comitê de investigação pelo Congresso, o presidente aceitou a sugestão de James Webb para requerer que a NASA fizesse sua própria investigação. Johnson manteve seu apoio incondicional para o programa Apollo e o projeto se recuperou. As missões tripuladas Apollo 7 e a Apollo 8, foram completadas no governo dele. Ele parabenizou a tripulação da Apollo 8 por sua missão, dizendo: "Você nos levou ... todos nós, de todo o mundo, para uma nova era". Em 16 de julho de 1969, Johnson compareceu ao lançamento da missão Apollo 11 (a primeira que pousou na lua), se tornando o primeiro presidente a comparecer ao lançamento de um foguete espacial.

### Revoltas urbanas

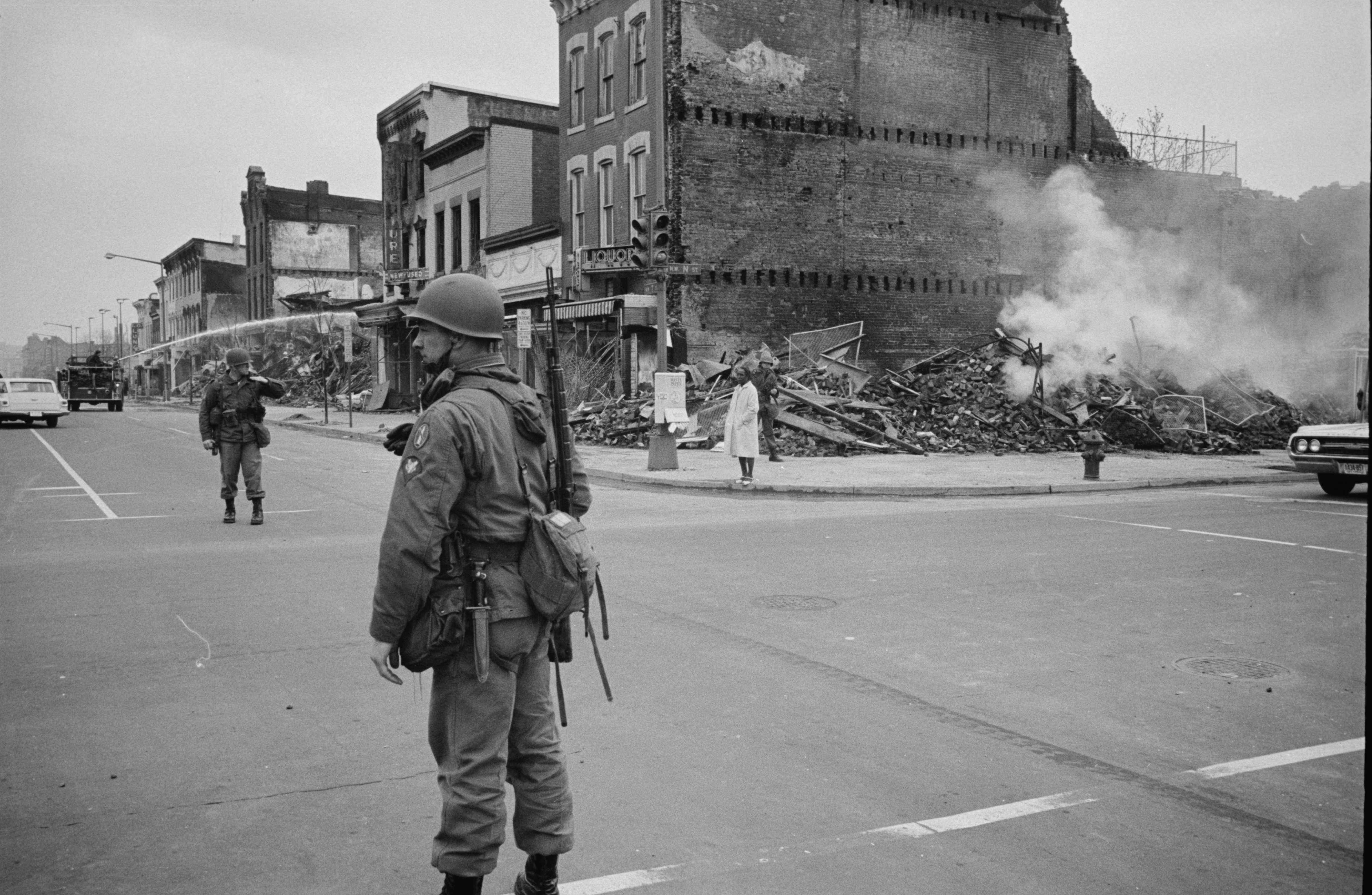
Militares nas ruas de Washington D.C. após uma revolta, em abril de 1968

Grandes revoltas, de caráteres raciais, aconteceram nos Estados Unidos na década de 1960, chamados de "grandes verões quentes". Um dos primeiros distúrbios começou no Harlem, em julho de 1964, quando um policial branco matou um homem negro em circunstâncias estranhas. Já em Los Angeles aconteceram revoltas em 1965 e em 1971. Para a população branca, essas revoltas raciais fizeram com que muitos perdessem a fé com as políticas de LBJ. Alguns dos maiores protestos aconteceram em abril de 1968 em centenas de cidades após a morte do reverendo Martin Luther King, com pilhagens, mortes e tumultos acontecendo em cidades como Washington, D.C., Baltimore, Chicago e Kansas City.
Na cidade de Newark, em 1967, seis dias de revoltas deixaram 26 mortos, 1 500 feridos e parte do município queimado. No mesmo ano, desta vez em Detroit, o governador George Romney enviou 7 400 soldados da guarda nacional para encerrar os tumultos. O presidente Johnson enviou tropas federais para várias cidades revoltosas. Detroit acabou vendo quatro dias de tumultos que deixaram 43 mortos e 2 250 feridos, além de 4 000 prisões. Propriedades foram danificadas e milhões de dólares em prejuízos foram reportados. Johnson teve que gastar mais alguns bilhões para ajudar financeiramente cidades afetadas pelos tumultos ou para aquelas que compartilhavam os mesmos problemas que os instigaram, mas não foi o suficiente para acalmar a situação ou tão pouco convencer a população em geral a ter fé no governo. A popularidade do presidente despencou e muitos brancos achavam que Johnson havia perdido o controle das ruas e do seu partido. Johnson criou a Comissão Kerner para estudar o problema das revoltas urbanas. De acordo com o secretário de imprensa George Christian, Johnson não ficou surpreso com as revoltas, dizendo: "O que vocês esperavam? Eu não sei porque estamos surpresos. Quando você coloca o seu pé no pescoço de um homem e o segura por trezentos anos e aí você o solta, o que deveria acontecer? Ele vai é te derrubar".

### Conflito no Vietnã

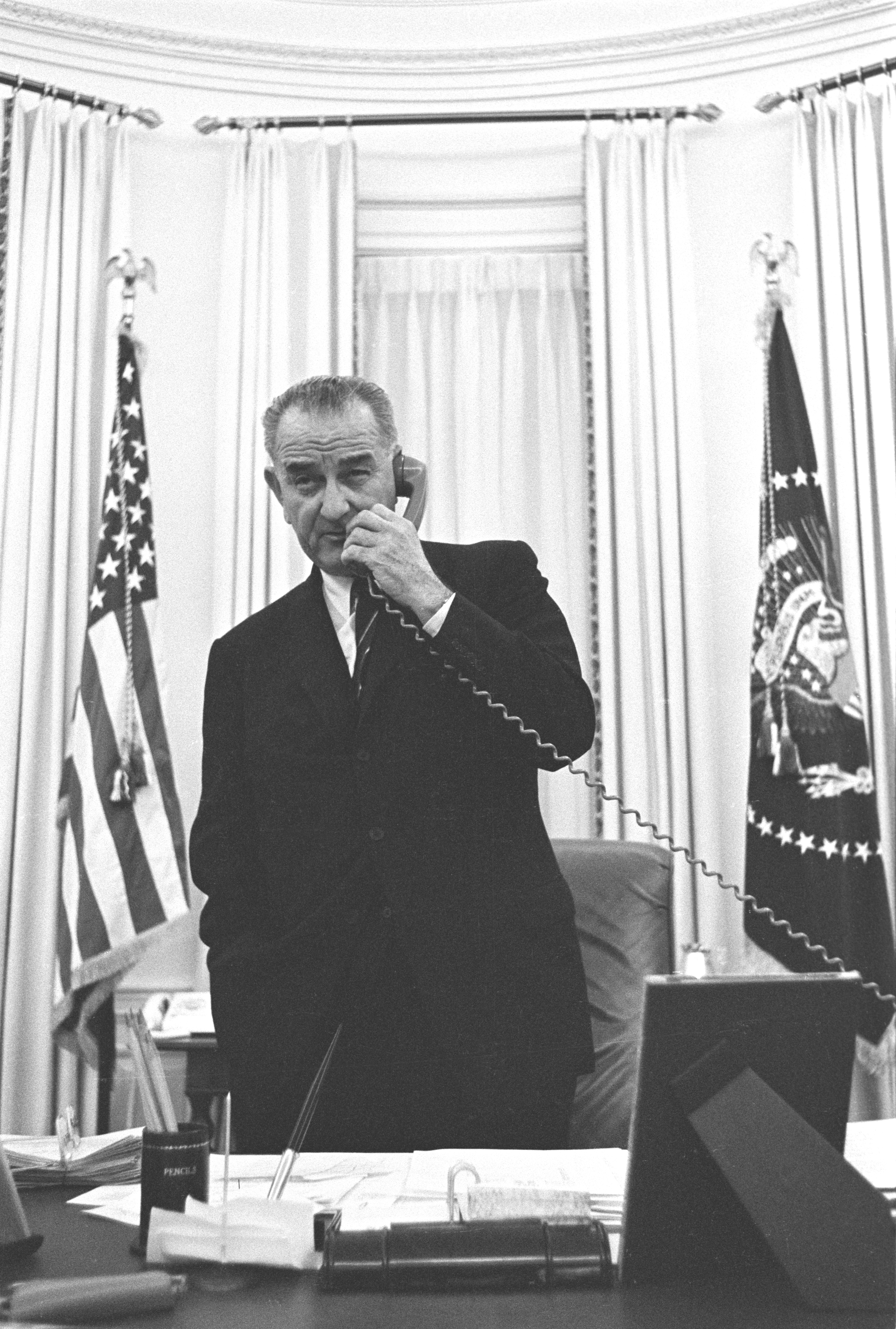
LBJ em 1963

#### 1964
Johnson acreditava na chamada "Teoria do dominó" e na "política de contenção" contra a União Soviética, com o propósito de deter o avanço comunista no mundo. Quando o presidente Kennedy faleceu, havia cerca de 16 000 militares americanos no Vietnã do Sul como conselheiros. Uma vez na presidência, Johnson reverteu a política de Kennedy de retirar 1 000 soldados do sudeste da Ásia até o final de 1963. Decidiu expandir os números e o papel dos militares americanos no Vietnã após o Incidente do Golfo de Tonkin.
Johnson chegou, em 1964, a questionar o propósito da missão no Vietnã, mas não favorecia a retirada da região. Após reuniões com o Secretário de Estado, Dean Rusk, e o Chefe do Estado-Maior das Forças Armadas, o general Maxwell D. Taylor, ele declarou sua prontidão para agir "quando tivesse uma fundação [sólida]" ou se Saigon estivesse politicamente mais estável. Nas eleições de 1964, ele reafirmou que continuaria a apoiar o Vietnã do Sul, ao mesmo tempo que não queria uma repetição do que aconteceu na Coreia na década de 1950; mas, de forma privada, ele falava que temia que a crise no Vietnã pudesse se arrastar e não terminar bem. Na verdade, sua prioridade política continuava sendo questões domésticas (a "Grande Sociedade") e ele achava que seus oponentes tentavam se focar na questão de intervenção no Vietnã para divergir a atenção e recursos da sua "Guerra contra a Pobreza". Mas a situação militar foi se agravando além dos ataques navais no Golfo de Tonkin, com atentados contra instalações americanas no sul vietnamita, como na base aérea de Bien Hoa. Johnson decidiu não lançar grandes retaliações, buscando primeiro mais apoio do Congresso e do povo. Ao fim de 1964, havia cerca de 23 000 soldados americanos no Vietnã do Sul. As perdas estadunidenses sofridas naquele país até então contabilizavam 1 278 militares (entre mortos e feridos).
No começo de 1965, Johnson começou a ser mais pressionado para iniciar uma campanha aérea maciça contra o Vietnã do Norte para impedir que os comunistas continuassem avançando no Sul. Uma pluralidade de fatores forçaria sua mão a agir com mais determinação, especialmente devido a ineficácia, ou incompetência flagrante, do Vietnã do Sul em combater as guerrilhas vietcongs. Além disso, com o temor da "ameaça vermelha" no auge da Guerra Fria, a população americana agora favorecia operações militares para deter o comunismo e viam o Vietnã como uma peça fundamental na política de contenção contra Moscou. Johnson revisou suas prioridades e decidiu se mobilizar mais rapidamente pois em janeiro de 1965 houve outra mudança de governo em Saigon. Ele então concordou com as recomendações de McGeorge Bundy e Robert McNamara e foi convencido pelo argumento de que a passividade americana poderia incentivar mais agressão do Bloco Comunista e uma retirada seria uma humilhação inaceitável. O presidente afirmou: "Com governo estável ou não em Saigon, nós faremos o que devemos. Eu estou pronto para isso; nós nos moveremos com força. O general Nguyễn Khánh (chefe do novo governo no Vietnã do Sul) é o nosso cara". Ele então autorizou o Pentágono a iniciar planos para escalar a participação militar americana na Guerra do Vietnã.

#### 1965

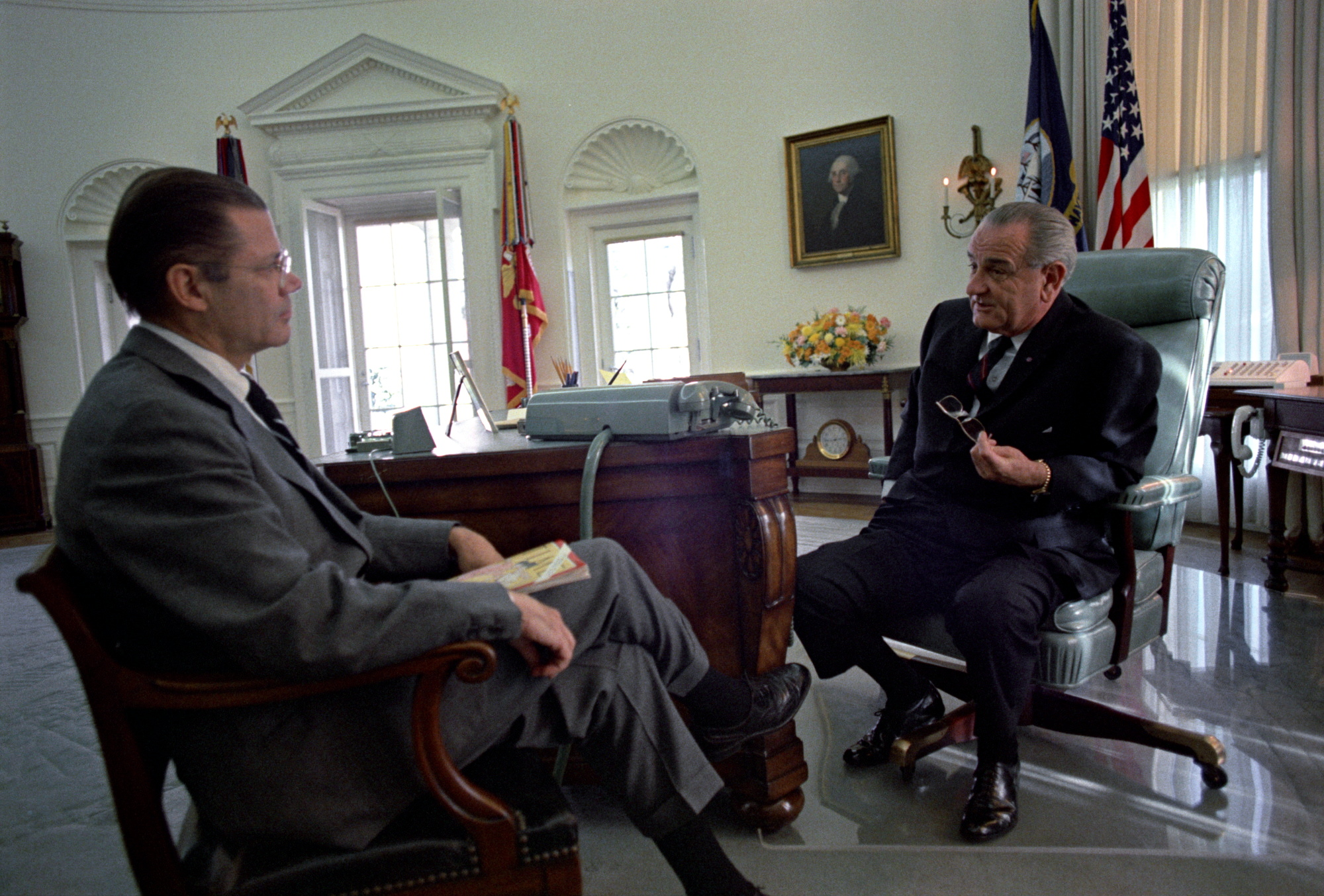
Lyndon e seu secretário de defesa Robert S. McNamara.

Johnson decidiu autorizar uma maciça campanha de bombardeio aéreo no Vietnã em fevereiro de 1965. Sua decisão veio após relatórios que confirmavam para ele que caso os Estados Unidos não interviessem, a situação no solo iria ficar perdida; além disso, os Viet Cong (a guerrilha comunista que atuava no sul) haviam matado oito conselheiros militares americanos e ferido outros doze em um ataque na Base Aérea de Pleiku. Seguiu-se então oito meses de bombardeio sistemático do Vietnã do Norte e de alvos de guerrilheiros comunistas no sul na chamada Operação Rolling Thunder. Instruções de Johnson foram passadas para limitar o conhecimento do público a respeito da campanha aérea, com o propósito de dar a impressão de que a participação americana não estava expandindo tanto. O objetivo de longo prazo era forçar Hanói a cessar seu apoio aos Viet Congs. Também havia a necessidade de aumentar a moral e a estabilidade do governo do Vietnã do Sul. Ao dar o mínimo de informações possíveis ao povo americano e ao Congresso, Johnson tinha flexibilidade para alterar os planos conforme desejasse.
Em março, o conselheiro de segurança nacional McGeorge Bundy começou a recomendar uma maior presença de militar americana no Vietnã, já que, segundo ele, a campanha aérea sozinha não seria suficiente para fazer o Norte desistir de sua agressão contra o Sul. Johnson aprovou um aumento de tropas de 18 000 para 20 000, além do envio dos fuzileiros navais para a região, com divisões adicionais do exército a caminho. Houve também uma mudança na natureza da missão destes soldados, passando de uma postura primordialmente defensiva para ofensiva, especialmente com ações de forças especiais. Ainda assim, o presidente continuava a não ser totalmente honesto com o público e insistia que não havia mudança na política americana para o conflito no Vietnã.

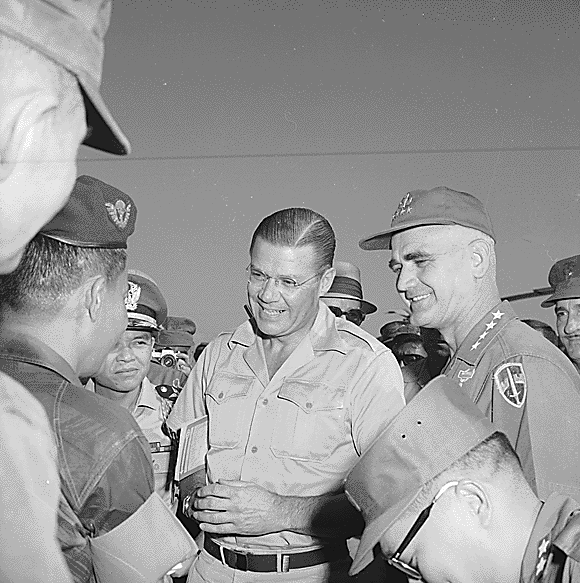
O secretário McNamara e o general Westmoreland no Vietnã em 1965.

Em fevereiro de 1965, Johnson enviou fuzileiros americanos para a República Dominicana para proteger a embaixada lá e para responder a outra suposta ameaça comunista no contexto da guerra civil dominicana. O desenrolar dos eventos por lá foi complicado e isso reforçou a ideia de Lyndon para educar o povo, tanto apoiadores como opositores, de que sua estratégia contra o comunismo no Vietnã seria eficiente e era necessária.
Após uma conferência com conselheiros em Honolulu, em abril de 1965, foi decidido aumentar a presença de tropas americanas no Vietnã para 82 000 homens (um aumento de 150%). Em 2 de maio de 1965, Johnson disse aos líderes do Congresso que ele precisava de US$ 700 milhões para operações no Vietnã e na República Dominicana, afirmando que isso era parte fundamental das ações para deter as "agressões comunistas". A Câmara dos Representantes aprovou isso por 408 a 7, enquanto o Senado passou por 88 a 3. Enquanto isso, relatórios indicavam que a campanha sistemática de bombardeio contra o Vietnã do Norte estava sendo incontestavelmente ineficaz (apesar das mortes e da destruição causadas) e o governo sul vietnamita permanecia incompetente para combater os comunistas, com seu exército na beira do colapso. O general William Westmoreland, comandante das tropas americanas no Vietnã, recomendou então que o presidente autorizasse um aumento no número de soldados na região, de 82 000 para 175 000. Johnson consultou seus aliados e conselheiros e, ainda esperando não escalar muito o conflito, anunciou para a imprensa que os Estados Unidos estariam aumentando sua presenta militar no sudeste da Ásia para 125 000 soldados, com forças adicionais podendo ser enviadas no futuro conforme a necessidade. Johnson estava dividido naquela altura sobre levar tropas americanas para morrer no Vietnã ou desistir perante a ameaça comunista. Se ele continuasse enviando tropas ele seria tachado como um "intervencionista" e se não o fizesse seria chamado de "fraco". Continuava a insistir que esses recentes desenvolvimentos não significavam mudanças na sua política externa. Em outubro de 1965 já havia cerca de 200 000 soldados americanos no Vietnã e o número aumentaria mais nos meses subsequentes. Em novembro, na Batalha de Ia Drang, os militares estadunidenses travaram seu primeiro combate contra o exército norte-vietnamita. Taticamente, os americanos dominaram o campo de batalha e infligiram pesadas baixas na infantaria inimiga, mas tiveram de abandonar suas posições logo em seguida. Lutas como esta acabariam se tornando rotina no Vietnã: embates violentos, muito sangue derramado, vitória americana mas pouco ganho estratégico no quadro geral.

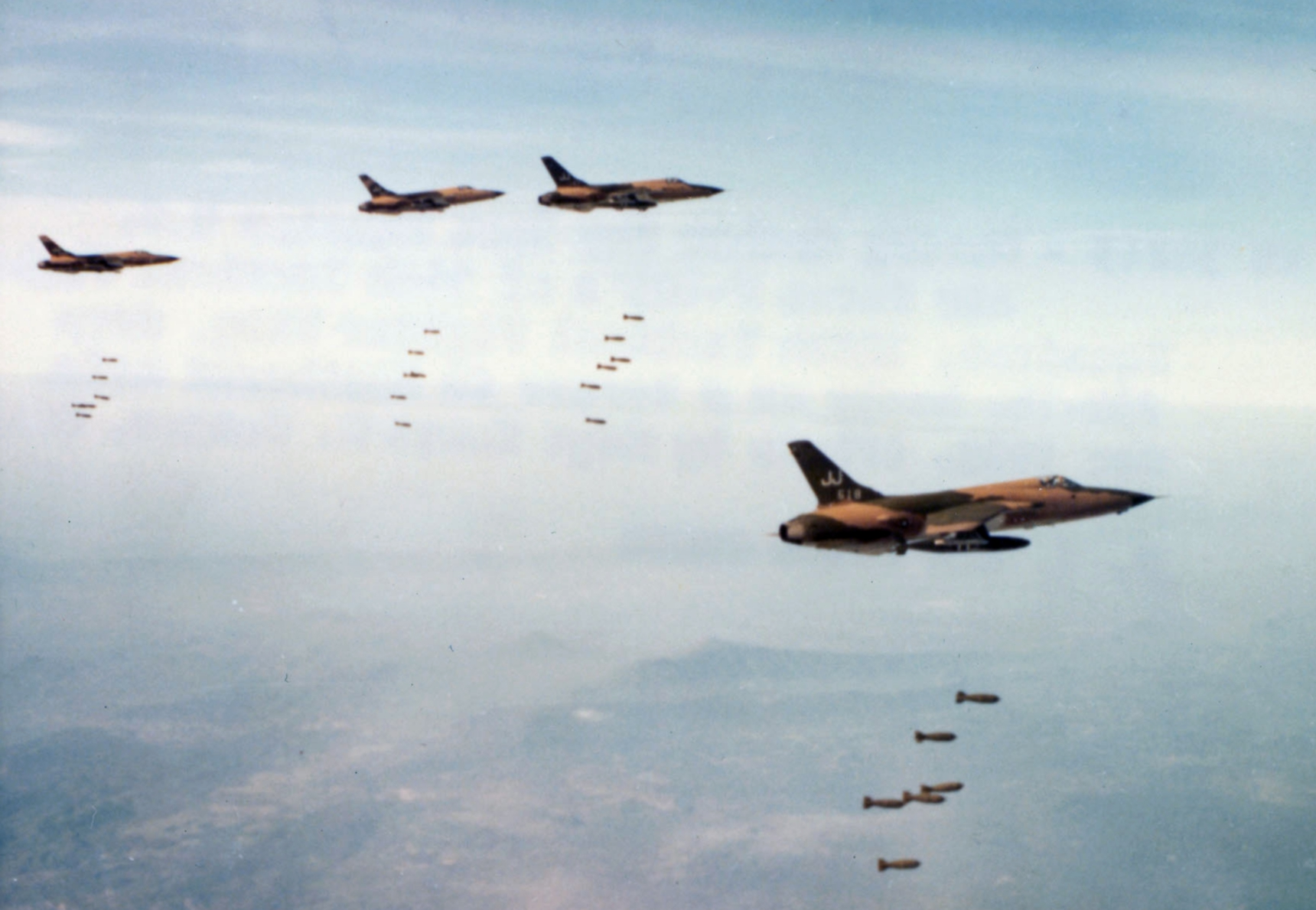
Caças F-105D, da força aérea dos Estados Unidos, bombardeando alvos no Vietnã do Norte.

Pesquisas de opinião feitas em 1965 mostravam que a população americana inicialmente apoiava a escalada militar no Vietnã. Segundo uma pesquisa, cerca de 40–50% da população se considerava "linha dura" na política externa, enquanto 10% a 25% favoreciam políticas bem menos intervencionista. Politicamente, Johnson observava de perto as pesquisas de opinião. Não necessariamente mudava suas políticas dependendo do humor do público, mas trabalhava para ajustar a opinião do povo para apoiar suas políticas. Até a Ofensiva do Tet em 1968, ele tentava não chamar atenção demais para o conflito, evitando fazer discursos ou entrevistas que focassem no Vietnã.
Em abril de 1965, o então primeiro-ministro do Canadá, Lester B. Pearson, deu um discurso na Universidade de Temple em Filadélfia. Lá ele criticou as ações americanas no sudeste da Ásia e afirmou que apoiava a ideia de encerrar os bombardeios contra o Vietnã do Norte, para que assim a diplomacia pudesse solucionar o conflito. O presidente Johnson achava intolerável a crítica a política externa americana por um estrangeiro em solo americano. Ele chamou Pearson para Camp David, Maryland, no dia seguinte. Johnson supostamente agarrou Pearson pela lapela e gritou: "Não venha você para a minha sala de estar mijar no meu tapete". Na verdade, não era só o Canadá que criticava a postura americana. Vários países aliados da OTAN, como Reino Unido, Alemanha e Japão, se recusaram a dar seu apoio aos estadunidenses no Vietnã.

#### 1966
Ao fim de 1965, após consultar o alto-comando das forças armadas, Johnson decidiu aumentar novamente o número de tropas americanas no Vietnã, consistindo em um envio de 15 000 soldados a mais por mês no começo de 1966. O envio mensal de militares era preferido pelo presidente, para evitar uma deslocação grande de soldados que chamaria a atenção da imprensa. Ao mesmo tempo, havia muita deliberação sobre se os Estados Unidos deveriam pausar a campanha de bombardeio e Johnson decidiu concordar em 28 de dezembro para dar uma chance as conversações de paz; quando estava óbvio que as negociações não iam a lugar nenhum, acabaram sendo retomadas as operações militares em 31 de janeiro de 1966. Preocupado com a crescente crítica da guerra e com aumento no número de audiências no Comitê de Relações Exteriores do Senado, o presidente convocou outra reunião em Honolulu com seus conselheiros e líderes militares. Representantes do Vietnã do Sul também estavam presentes. Em abril de 1966 Johnson havia ficado encorajado devido aos relatórios que reportavam um aumento no número de baixas infligidas aos Viet Cong; ainda assim, ele estava preocupado com a fragilidade do governo do sul. Johnson queria que a liderança política sul-vietnamita tomasse posturas mais democráticas, como a convocação de uma assembleia constituinte, mas eles demoraram.

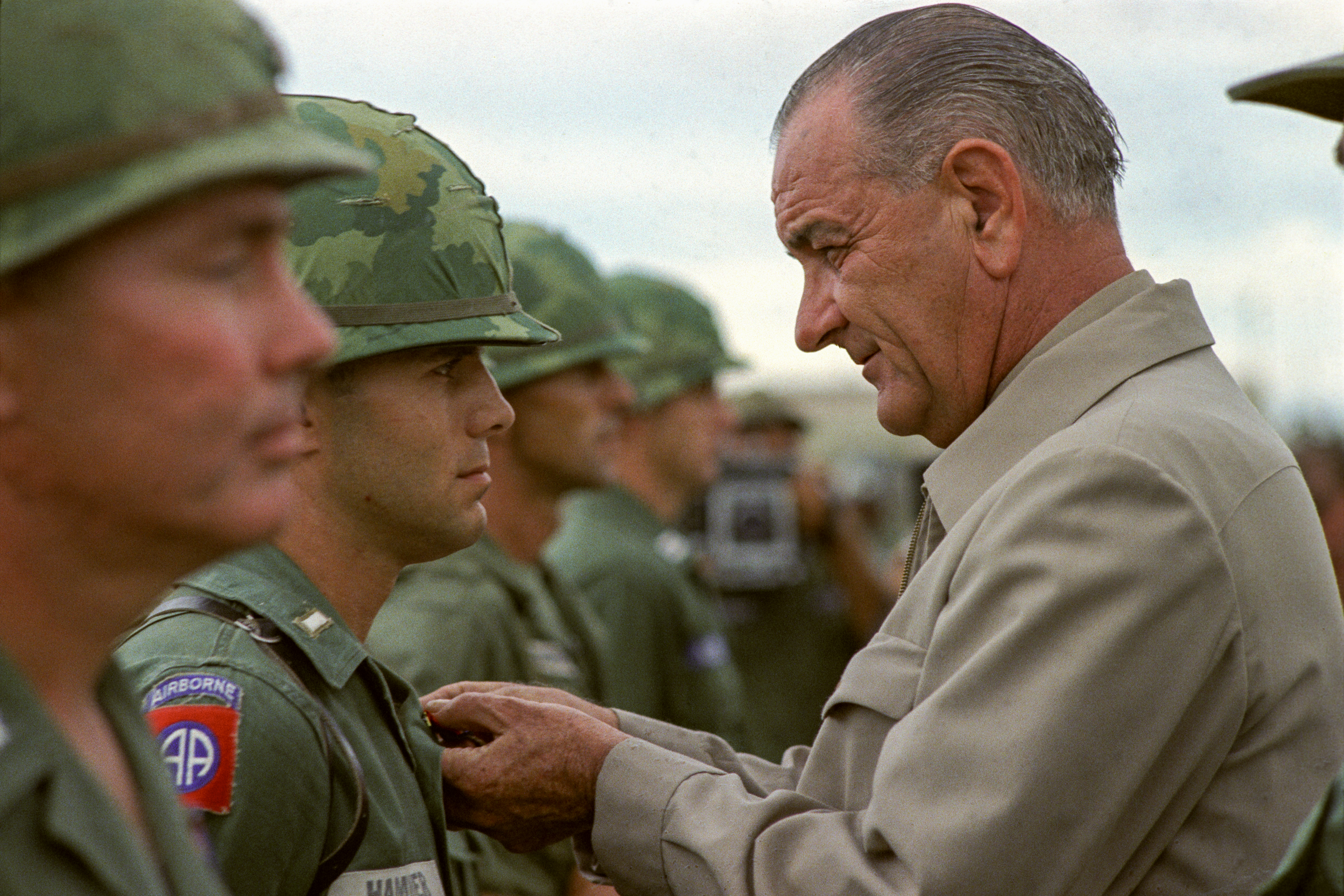
O presidente Johnson dando uma medalha a um soldado americano durante uma visita a uma base militar no Vietnã, em 1966

A população americana também estava ficando impaciente com a guerra enquanto o ano de 1966 passava e a situação militar parecia mudar em nada. Naquela altura, os índices de aprovação do governo Johnson haviam chegado a 41%. O senador Richard Russell Jr., Chefe do Comitê das Forças Armadas, refletiu o humor nacional em junho de 1966, quando ele declarou: "é hora de acabar com isso ou cair fora". Johnson respondeu dizendo: "estamos tentando fornecer a dissuasão máxima que podemos enfrentar a ameaça comunista com custo mínimo". Em resposta às críticas cada vez mais crescentes a respeito do esforço de guerra, Johnson usou a suspeita de subversão comunista no país e sua relação com a imprensa começou a se deteriorar. O presidente então considerou expandir a campanha de bombardeios, para ir além dos alvos militares e mirar também nas instalações de processamento de petróleo e gasolina no Vietnã do Norte, atingindo sua economia e infraestrutura, esperando assim finalmente submete-los. Humphrey, Rusk e McNamara concordaram; o bombardeio em maior escola começou em junho. Em julho, pesquisas de opinião indicavam que os americanos favoreciam uma expansão dos bombardeios por uma margem de 5 para 1; porém, já em agosto, o Departamento de Defesa reportou que os bombardeios tiveram pouco impacto no esforço de guerra norte-vietnamita.
No outono de 1966, contudo, novos relatórios indicavam que os bombardeios tinham de fato danificado os setores de logística e infraestrutura do Vietnã do Norte; Johnson então foi pressionado para usar este momento para iniciar conversações de paz e encerrar a guerra. Propostas foram feitas por vários lados (incluindo pela União Soviética, aliada de Hanói) mas muitos afirmavam que a postura agressiva americana dificultava as conversas. Os Estados Unidos também foram acusados de fazer bombardeio indiscriminado, que terminavam na morte de vários civis. Ambos os lados não conseguiam se acertar a respeito das condições para a paz, que incluía não só pausa nos bombardeios mas retirada de tropas da zona de conflito. Em agosto, Lyndon apontou Averell Harriman como "Embaixador para a Paz" para promover negociações. Westmoreland e McNamara recomendaram um programa cauteloso para a paz; Johnson colocou então o esforço de paz nas mãos da liderança militar. Em outubro de 1966, tentando promover o esforço de guerra, Johnson convocou aliados para uma reunião em Manila — representantes do Vietnã do Sul, Tailândia, Coreia do Sul, Filipinas, Austrália e Nova Zelândia compareceram. A conferência terminou com discursos de comprometimento em união contra a ameaça comunista e para promover ideias de democracia e desenvolvimento no Vietnã e pela Ásia. Para Johnson foi uma importante vitória de relações públicas. Ainda assim a popularidade do presidente americano continuava baixa (nos Estados Unidos e pelo mundo, até no Vietnã); LBJ ficava ansioso em justificar as perdas sofridas na guerra e falava da necessidade de conseguir uma vitória definitiva, apesar da impopularidade da causa. Ele expressava sua opinião de que o conflito tinha que acabar o mais cedo possível e ele faria todo o possível para conseguir isso.
Ao fim de 1966 ficou claro que as iniciativas de paz para o Vietnã eram infrutíferas e que a campanha de bombardeio americano continuava ineficiente no quadro geral. Johnson então concordou com a sugestão de Robert McNamara para enviar mais 70 000 soldados para a batalha em 1967, aumentando para 400 000 o número de militares no sudeste da Ásia. McNamara, contudo, recomendou que o nível dos bombardeios não aumentasse, mas Johnson optou por expandi-los também, sob recomendação da CIA. Conversações de paz ainda continuavam em Saigon, Hanói e Varsóvia. Uma das principais queixas era o bombardeio americano contínuo, que continuava a causar devastação no Vietnã, trazendo poucos resultados e agravando a crise humanitária na região.

#### 1967
O ano de 1967 não iria ver uma redução das hostilidades, com os bombardeios e missões terrestres (chamadas "Search and Destroy") aumentando de intensidade. Em janeiro e fevereiro, novas conversações de paz terminaram em fracasso. O líder comunista Ho Chi Minh havia declarado que a única solução seria a retirada completa dos Estados Unidos do Vietnã. Então, os norte-vietnamitas começaram o ano intensificando suas operações armadas no sul. Isso ia ao encontro do que líderes militares americanos informavam. Segundo eles, a capacidade do inimigo de fazer guerra havia se deteriorado. Essas discrepâncias nos dados apresentados também existiam no poderio estimado do Vietnã do Sul e se estes tinham mesmo condições de deter os comunistas. Em fevereiro, Johnson decidiu expandir as ações militares para atingir as rotas do suprimento do inimigo no Laos e também autorizou a força aérea a atingir cinquenta e quatro novos alvos no Norte. A marinha também começou a minar as águas do país.

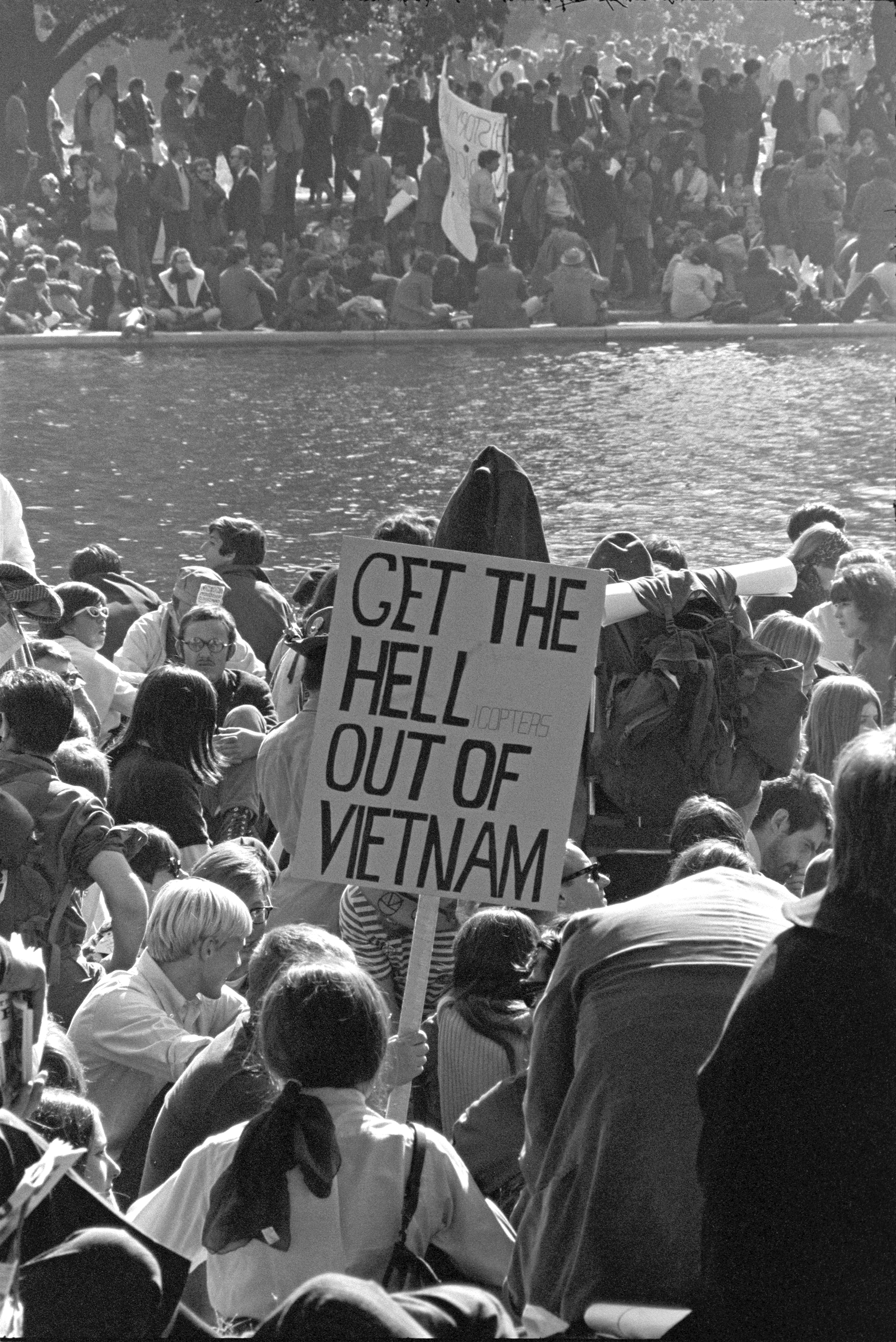
Uma manifestação antiguerra em Washington D.C., em outubro de 1967. Apesar de popular no começo, o apoio a participação americana no conflito no Vietnã começou a minguar conforme a população percebia que uma vitória militar estava distante, apesar do governo Johnson afirmar o contrário

Em março, Robert Kennedy começou a tomar uma postura mais oposicionista ao conflito em seus discursos no Senado. A oposição de Robert e sua possível candidatura a presidência em 1968, de acordo com Dallek, inibiu o aguerrido e amargurado Johnson a adotar uma política de guerra mais realista. O presidente ficava cada vez mais com raiva e frustrado a respeito da falta de solução para o conflito no Vietnã e isso começou a afetá-lo politicamente. Johnson, contudo, recebeu relatórios militares favoráveis no verão daquele ano e avisou Kennedy que "iria destruir ele e seus amigos isolacionistas em seis meses". Ele afirmou: "Em seis meses [na eleição] vocês estarão politicamente mortos". Em junho, uma pesquisa de opinião indicava que 66% do eleitorado do país tinha perdido a fé na liderança do presidente. O mal andar da guerra e problemas internos nos Estados Unidos pesavam na opinião do povo.
O secretário de defesa Robert McNamara, considerado um dos arquitetos da guerra, começou então a oferecer planos a Johnson para encerrar o conflito no Vietnã até maio; o governo declararia que o objetivo da guerra era garantir a autodeterminação do Vietnã do Sul e isso estava sendo atingido. Em setembro haveria eleições no sul, abrindo caminho para um governo de coalizão local. Assim os Estados Unidos teriam como justificar uma retirada de sua missão de combate e transferiria as responsabilidades de defesa do país para os sul-vietnamitas após estas eleições. Mas Johnson estava relutante. A liderança militar americana continuava a dizer que uma vitória militar era possível e apresentavam relatórios (de veracidade duvidosa) onde indicavam sucessos nos campos de batalha. A CIA afirmava que faltava alimentos em Hanói e também problemas de abastecimento de energia, além de enfraquecimento no seu poderio militar.
Em meados de 1967, perto de 70 000 militares americanos haviam sido mortos ou feridos no Vietnã. Em julho, Johnson enviou McNamara, o general Earle Wheeler e outras autoridades para se encontrar com Westmoreland e criar um plano para o andamento da guerra. Nesta época a imprensa já se referia ao conflito como um "impasse militar". O general Westmoreland proclamava que tal afirmação não condizia com a realidade e completou dizendo: "nós estamos vencendo devagar, mas o passo pode acelerar se reforçarmos o sucesso". Apesar da sugestão de Westmoreland por muito mais tropas, Johnson concordou em enviar apenas uma fração do que ele pediu, em torno de 55 000 soldados. Assim, ao fim de 1967, já havia mais de 525 000 soldados americanos no Vietnã. Uma pesquisa feita ainda em julho indicava que cerca de 52% da população desaprovava a forma como o presidente lidava com os assuntos da guerra, enquanto apenas 34% achavam que progresso estava sendo feito.
Em agosto, Johnson, com apoio do estado-maior das forças armadas, decidiu expandir ainda mais as campanhas de bombardeio (ainda excluindo Hanói, Haiphong e uma zona na fronteira com a China). Alguns meses mais tarde, McNamara disse a um subcomitê do Senado que a expansão da campanha aérea não iria trazer Hanói para a mesa de negociações. Os chefes de Estado-Maior ficaram irritados com isso e ameaçaram renunciar em protestos. McNamara foi convocado para a Casa Branca. O secretário de defesa já não estava mais convencido que os rumos que a guerra estava tomando eram certos. Johnson recebeu alguns relatórios da CIA que confirmavam o que McNamara falava. Ainda assim, no Vietnã do Sul, um novo governo foi eleito e esperanças para conversações para encerrar as hostilidades ganharam força.
Apesar das eleições, o governo do Vietnã do Sul continuava incompetente e crivado de corrupção; mas em setembro Ho Chi Minh e o primeiro-ministro norte-vietnamita, Pham Van Dong, pareciam favoráveis a conversações sob intermediação dos franceses, e Johnson concordou em cessar o bombardeio numa zona de 16 km ao redor de Hanói. A liderança militar americana estava insatisfeita e buscavam autorização do presidente para expandir novamente os bombardeios, atingindo a capital inimiga e os portos, mas Lyndon ainda hesitava. Johnson afirmou então que ele encerraria todo o bombardeio contra o Vietnã se Ho Chi Minh iniciasse conversas produtivas e significativas e se o Vietnã do Norte não buscasse vantagens durante a pausa. Mesmo sem resposta da liderança vietnamita, ordenou uma nova pausa nos bombardeios para dar mais uma chance as negociações.
Ao fim de 1967, mais democratas se juntaram a oposição à guerra, incluindo Tip O'Neill, outrora um aliado. A oposição ao conflito entre a população também começou a crescer. O FBI e a CIA começaram a vigiar de perto movimentos antiguerra. A população americana estava profundamente insatisfeita. Distúrbios raciais internos, estagnação econômica e, é claro, a situação do Vietnã haviam erodido a popularidade do presidente. Com a guerra se arrastando, o exército teve que aumentar os índices de recrutamento, endurecendo a conscrição. Isso acabou alienando a base de apoio de Johnson entre o povo e no seu próprio partido. Em outubro, mais de 100 000 pessoas protestaram contra a guerra em frente ao Pentágono; Johnson e Rusk estavam convencidos de que movimentos comunistas estavam por trás das manifestações antiguerra, mas a CIA não encontrou provas disso.
Ficando cada vez mais evidente que a guerra chegava a um impasse, os índices de aprovação do governo despencaram. Johnson convocou um grupo, chamados de "Homens Sábios", para fazer uma análise geral da guerra. Neste grupo estavam Dean Acheson, o general Omar Bradley, George Ball, Mac Bundy, Arthur Dean, Douglas Dillon, Abe Fortas, Averell Harriman, Henry Cabot Lodge, Robert Murphy e o general Max Taylor. Nesta altura, o secretário McNamara, que agora já não favorecia mais o conflito, recomendou que o número de tropas no Vietnã não fosse aumentado do atual número de 525 000 homens e que todos os bombardeios fossem cessados já que, segundo ele, estes já se provaram profundamente ineficazes. Johnson ficou irritado com a proposta e afirmou que McNamara estava pronto para "virar outro Forrestal" – uma referência ao ex-secretário de defesa, James Forrestal, que teve um colapso mental após deixar seu cargo. Estava claro que os dois já não estavam em sintonia. McNamara enviou então um memorando para o presidente, em 1 de novembro de 1967, onde ele falou que o curso que o país estava era completamente errado e que uma mudança drástica era necessária. O presidente Johnson não o respondeu. Desiludido, em fevereiro de 1968, Robert McNamara renunciou ao cargo de Secretário de Defesa. Naquela altura, cerca de 25 000 americanos já haviam morrido em combate no Vietnã.
Com a exceção de George Ball, todos do grupo "Homens Sábios" concordaram que o governo deveria "pressionar mais". Johnson achava que Hanói não iria negociar antes do resultado das eleições americanas de 1968. Ao fim de 1967, alvos de importância militar e econômica nas cidades nortenhas de Hanói e Haiphong foram bombardeados por aviões caça e B-52 americanos, seguindo ordens de Johnson. Esta foi a primeira vez que a capital norte-vietnamita e o maior porto do Vietnã foram bombardeados de forma intensa. Dezenas de civis foram mortos e, apesar da destruição gigantesca, seus objetivos não foram atingidos, pois a vontade e a capacidade do Norte de fazer guerra não diminuiu muito.

O general William Westmoreland e o presidente Lyndon Johnson se reunindo na Casa Branca para discutir a situação no Vietnã

#### Declínio da popularidade: 1966–68
Em 1966 a imprensa sentia a "lacuna de credibilidade" entre o que o governo Johnson falava e o que de fato estava acontecendo no Vietnã, o que levou a muita cobertura negativa do que estava acontecendo. Diferente de outras guerras, não havia censura da imprensa no conflito vietnamita e assim, nos noticiários, chegavam as televisões americanas imagens de duros combates nas florestas do Vietnã e cenas de soldados americanos mortos e feridos, que contradiziam a visão otimista que o governo queria passar.
Com a popularidade de Johnson caindo entre a população, muitos democratas começaram a desertar Johnson. O governador do Missouri, Warren E. Hearnes, disse que a erosão da popularidade do presidente era devido a "frustração a respeito do Vietnã; enormes gastos federais e... impostos; falta de apoio público para os programas da Grande Sociedade; ... e a população ainda estava desencantada com os programas de direitos civis". Nem tudo era mau. Em janeiro de 1967, Johnson afirmou que os salários dos trabalhadores aumentaram, o desemprego caiu e os lucros das empresas havia crescido consideravelmente; mas houve um crescimento de 4,5% nos preços de produtos básicos para o consumidor, assim como as taxas de juro que continuavam altas. Johnson pediu por um aumento de 6% no imposto sobre os rendimentos para tentar tapar o déficit orçamentário causado pelos crescentes gastos do governo. Assim, os índices de aprovação do presidente permaneceram bem abaixo dos 50% até 1969.
Em janeiro de 1967, o número de pessoas que apoiavam o governo Johnson caiu de 25% para 16%. Pesquisas de opinião mostravam ele atrás até mesmo do republicano George Romney. Quando perguntado porque era tão impopular, Johnson respondeu: "Eu sou uma personalidade dominante e quando eu faço as coisas eu não agraço sempre todo mundo". Johnson também culpava a imprensa, falando que eles eram "completamente irresponsáveis e mentirosos, e deturpavam os fatos e não respondiam a ninguém". Ainda culpava "os pregadores, liberais de esquerda e professores", que outrora o apoiavam e agora se voltaram contra ele. Nas eleições para o Congresso em 1966, os republicanos ganharam três assentos no senado e 47 na Câmara dos Representantes, revigorando a chamada "coalizão conservadora" e dificultando a passagem das legislações que ele queria. Contudo, seus principais projetos passaram e foram assinados por ele.
Em outubro de 1966, Johnson se tornou o primeiro presidente dos Estados Unidos a visitar a Austrália. Quando ele pisou no país, milhares de pessoas protestaram contra LBJ e contra a guerra.

#### 1968

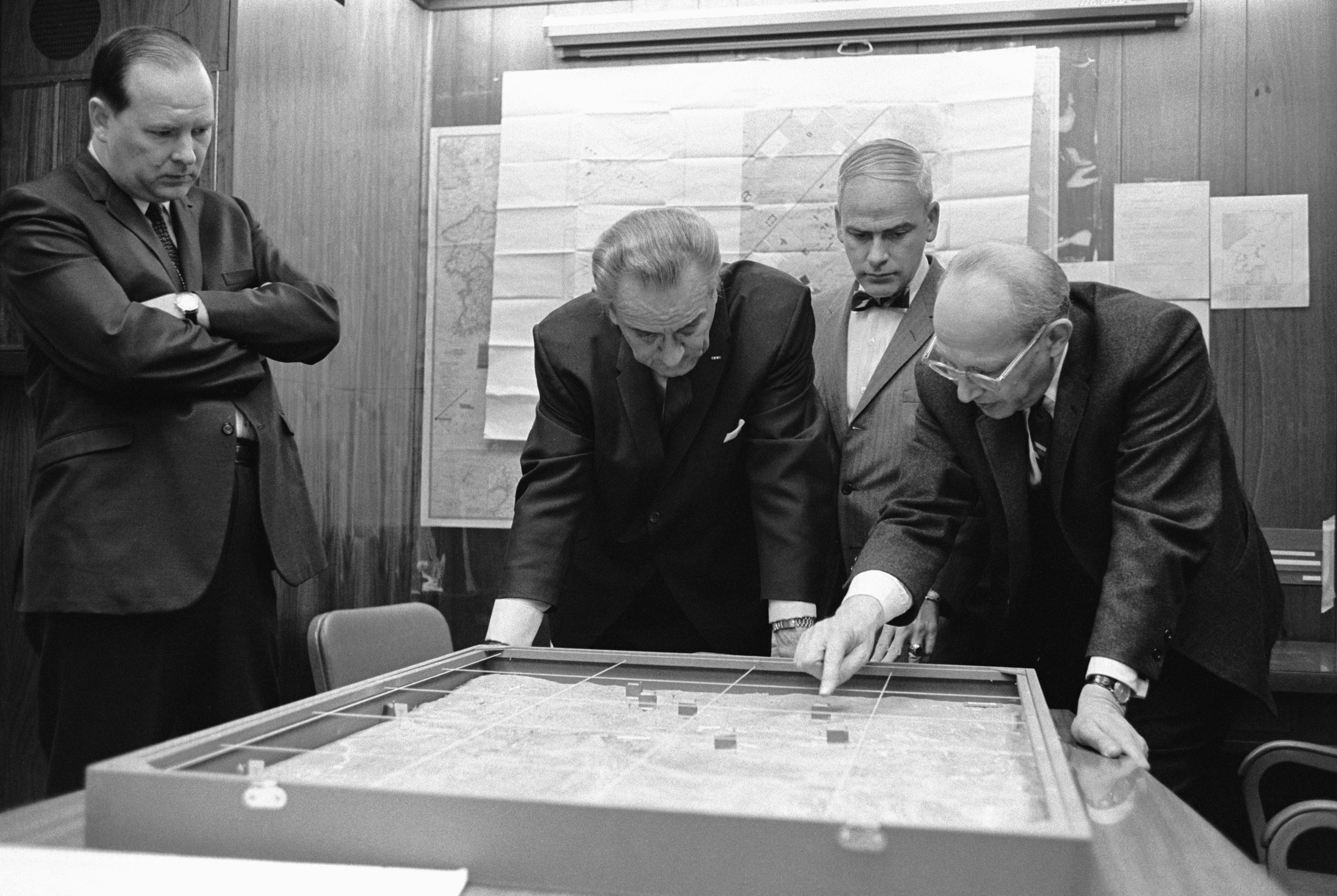
O conselheiro de segurança nacional, Walt Whitman Rostow, mostrando ao presidente Lyndon Johnson um modelo da área de Khe Sanh, no Vietnã do Sul, onde uma intensa batalha estava acontecendo em fevereiro de 1968.

O ano de 1968 começou extremamente violento no Vietnã. Os bombardeios aéreos entravam no seu quarto ano e as operações terrestres não pareciam trazer resultados. O número de baixas americanas começou a subir vertiginosamente também e os prospectos de vitória estavam cada vez mais distantes. Assim, a popularidade do governo Johnson despencava. Estudantes e oposicionistas da guerra protestavam quase que semanalmente, queimando seus cartões de recrutamento. Um dos slogans mais comuns dos manifestantes antiguerra era: "Hey, hey, LBJ, how many kids did you kill today?" ("Ei, ei, LBJ, quantas crianças você matou hoje?"). Johnson mal conseguia viajar para qualquer lugar sem que protestos contra ele surgissem. O serviço secreto teve que proibir ele de participar da Convenção Democrata de 1968, onde milhares de hippies, yippies, panteras negras e outros opositores pretendiam se manifestar contra a guerra no Vietnã. Assim, em 1968, com o público polarizado, os "linha-dura" rejeitavam a recusa de Johnson de continuar a guerra indefinidamente e os "não intervencionistas" não apoiavam suas políticas de guerra. Apoio para as outras políticas de Johnson também minguaram. No fim do verão de 1968, ele percebeu que Richard Nixon provavelmente iria vencer Hubert Humphrey, o candidato democrata, na eleição presidencial. Continuou a apoiar Humphrey publicamente e pessoalmente desprezava Nixon. Lyndon teria dito a respeito disso: "o Partido Democrata no seu pior ainda é melhor que os Republicanos no seu melhor".
Em 30 de janeiro, os guerrilheiros Viet Cong e soldados do Vietnã do Norte lançaram uma grande ofensiva durante o feriado do Tet, atingindo dezenas de locais pelo Vietnã do Sul. Cidades como Saigon e Hué foram atacadas. A embaixada americana na capital sul-vietnamita foi invadida e instalações militares americanas foram cercadas. Foram semanas de alguns dos mais violentos combates da guerra. Milhares de pessoas foram mortas e os americanos sofreram pesadas baixas. Vilas e cidades ficaram em ruínas. A ofensiva do Tet foi um fracasso militar, com os comunistas perdendo quase 200 000 homens (entre mortos, feridos ou capturados), mas acabou sendo uma enorme vitória psicológica para eles. Nos Estados Unidos, a ofensiva foi um dos pontos decisivos do conflito. Até então, após anos de guerra, o governo Johnson e os militares do Pentágono afirmavam que o conflito estava quase ganho. Porém, a recente ofensiva parecia mostrar o contrário, com o inimigo capaz de lançar múltiplas investidas em centenas de locais no sul. Assim, a opinião pública, que estava dividida, se voltou contra a guerra em definitivo. Ironicamente, o repórter Walter Cronkite da CBS News, conhecido como "o homem mais confiável do país" expressou, em fevereiro de 1968, seu descontentamento e frustração com o governo e com a guerra, dizendo que aquela luta não significava mais nada. Johnson reagiu a isso dizendo: "se eu perdi Cronkite, eu perdi a classe média". De fato, o descontentamento agora era generalizado. Menos de 26% da população aprovava a forma como Johnson levava a guerra no Vietnã, com 63% reprovando o governo. Johnson, ainda assim, concordou em enviar 22 000 novos soldados para o Vietnã, sendo que os chefes militares queriam dez vezes esse número. Em março de 1968, Johnson secretamente começou a buscar maneiras de encerrar honradamente a guerra. Clark Clifford, o novo secretário de defesa, descreveu a guerra como "perdida" e sugeriu que os Estados Unidos deveriam "cortar suas perdas e ir embora". Em 31 de março, Johnson falou a nação sobre os "passos para limitar a guerra no Vietnã". Anunciou uma pausa unilateral dos bombardeios no Vietnã do Norte e afirmou que o governo iria buscar a paz. No final do seu discurso ele falou que estava desistindo da corrida presidencial daquele ano. "Eu não irei buscar", ele afirmou, "e nem aceitarei a nomeação do meu partido para outro mandato como seu presidente".
Johnson decidiu então restringir futuros bombardeios contra o Vietnã do Norte. Em abril de 1968, as conversações de paz foram retomadas e em maio Paris se tornou o lugar onde lideranças americanas, sul vietnamitas e norte vietnamitas se encontraram. Quando as discussões abertas falhavam, reuniões privadas aconteciam para tentar algum entendimento. Após dois meses, nada de produtivo parecia ter surgido. Muitos membros do gabinete, como Harriman, Vance, Clifford e Bundy pediram para que Johnson encerrasse completamente os bombardeios e não só os diminuísse de intensidade, para tentar trazer os norte-vietnamitas de volta para a mesa de negociações. O presidente se recusou. Em outubro, democratas e republicanos chegaram a um acordo para encerrar a campanha aérea contra cidades do norte do Vietnã, com o candidato republicano Richard Nixon intervindo com os sul-vietnamitas e afirmando que ofereceria a eles melhores termos no acordo de paz com os nortenhos. Foi acertado que as conversações de paz deveriam ser feitas após as eleições presidenciais.
Após as eleições de 1968, Johnson tentou focar em forçar Saigon a se juntar as conversas de paz em Paris. Ironicamente, apenas após Nixon (o agora presidente eleito) insistir, que eles resolveram enviar seus representantes até a capital francesa. Ainda assim, os sul-vietnamitas queriam esperar o novo presidente americano assumir o poder para voltar a conversar sobre paz.
Junto com outros fatores, a Guerra do Vietnã tornou-se o catalisador do movimento "antigoverno" nos Estados Unidos na época. Ela erodiu não só a popularidade de Johnson como presidente, mas também diminuiu a confiança do povo no governo federal como um todo. Conforme a guerra ia se arrastando, o partido democrata e seus apoiadores se dividiam. Os republicanos não se posicionavam abertamente nem contra ou a favor da guerra, flertando com qualquer dos lados quando era conveniente. Dessa forma, Richard Nixon conseguiu apoio dos "linha duras" anticomunistas e pró-guerra e também daqueles que eram contra o conflito e apoiavam o fim das hostilidades. Nixon prometeu tirar as tropas dos Estados Unidos da guerra e trazer a "Paz com honra". Também prometeu o retorno da lei e da ordem e estabilidade interna.
Johnson no final culpou a Guerra do Vietnã por todas as mazelas do seu governo. Em uma conversa com Robert McNamara, ele culpou "um bando de comunistas" que mandavam no The New York Times por seus artigos contra o esforço de guerra. Em apenas duas semanas de maio de 1968, cerca de 1 800 americanos morreram em combate, com outros 18 000 sendo feridos. Enquanto isso, nos Estados Unidos havia dificuldade de encontrar novos recrutas para substituir as crescentes baixas. Deserções eram frequentes e muitas pessoas se recusavam a se alistar para lutar numa guerra que já significava nada para eles. Aludindo a "teoria do dominó", o presidente disse: "se permitirmos que o Vietnã caia, amanhã lutaremos no Havaí e na semana seguinte em São Francisco".
Johnson resumiu suas perspectivas sobre o Vietnã assim:
Eu sabia que eu ia acabar sendo crucificado independente da decisão que eu tomasse. Se eu deixasse a mulher que amava —‌ a Grande Sociedade —‌ para me envolver com aquela vadia que era a guerra no outro lado do mundo, eu iria perder tudo em casa. Todos os meus programas.... Mas se eu deixasse a guerra de lado e permitisse aos comunistas tomar o Vietnã do Sul, então eu seria visto como um covarde e minha nação me veria como um apaziguador e nós dois iriamos achar difícil de conquistar qualquer coisa na esfera global.
Biógrafos como Robert Dallek afirmavam que Johnson sofria com "decisões agonizantes" na Guerra do Vietnã e achava que o conflito causou divisões nos Estados Unidos e no exterior. Johnson tinha medo de ordenar uma invasão generalizada do Vietnã do Norte com tropas terrestres, pois ele achava que isso poderia provocar uma intervenção por parte da China, assim como havia acontecido na Guerra da Coreia em 1950. E se os soviéticos resolvessem se envolver também, talvez a guerra pudesse se expandir para nível global. Foi só no final da década de 1980 que foi revelado que, de fato, milhares de soldados chineses e da Rússia estavam estacionados no norte do Vietnã, não só para aconselhar e armar os comunistas locais, mas também para protege-los.

### Transporte
Em março de 1965, Johnson enviou para o Congresso uma mensagem de transporte que incluía a criação de um novo Departamento de Transportes — que incluiria o Departamento do Comércio do Escritório de Transporte, a Agência de Estradas Públicas, a Agência Federal de Aviação, a Guarda Costeira, a Administração Marítima, o Conselho de Aeronáutica Civil e a Comissão Interestadual de Comércio. Após alguma discussão, a proposta passou no Senado. Na Câmara, as negociações se arrastaram por questões navais da lei, mas acabou sendo aprovada em 15 de outubro de 1965.

### A Guerra dos Seis Dias e Israel

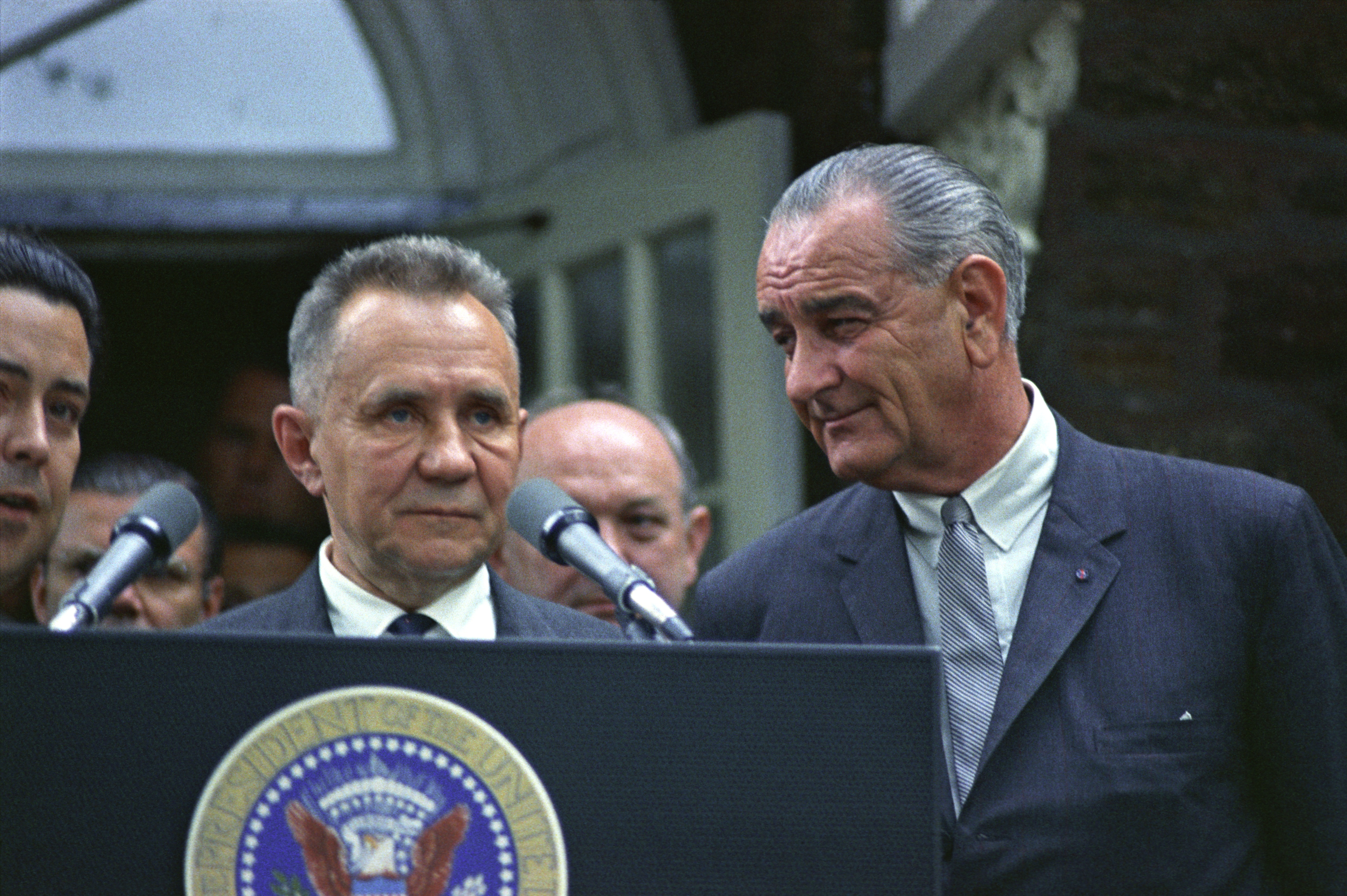
Encontro de Johnson com o premier soviético Alexei Kosygin (esquerda) durante a Conferência de Cúpula de Glassboro, em junho de 1967.

Em uma entrevista dada em 1993, o secretário de defesa de Johnson, Robert McNamara, afirmou que um grupo de batalha de porta-aviões da Sexta Frota dos Estados Unidos que estava em Gibraltar foi reposicionado para o Mar Mediterrâneo para dar apoio a Israel durante a Guerra dos Seis Dias em junho de 1967. Dado os avanços rápidos feitos pelos israelenses e a anexação de território por estes, o governo americano achava que "a situação era tensa em Israel e talvez os sírios, temendo ser o próximo alvo, ou os soviéticos que apoiam a Síria queiram mudar o balanço de poder na região e talvez atacar eles mesmos Israel". A União Soviética sabia da movimentação da frota americana e consideram isso um movimento agressivo. Na linha-quente entre as superpotências, o primeiro-ministro soviético Alexei Kosygin disse aos estadunidenses: "se vocês querem uma guerra vocês a terão".
A União Soviética apoiava boa parte das nações árabes que cercavam Israel. Em maio de 1967, os soviéticos enviaram uma frota para o leste do Mediterrâneo. Próximo aquela região havia navios de guerra americanos e britânicos. Em uma entrevista dada em 1983 para o jornal The Boston Globe, McNamara disse que, de fato, quase houve uma guerra americano-soviética no Oriente Médio. Porém, meses depois, ambas as nações afastaram seus navios e reduziram as tensões.

### Perdões
Durante sua presidência, Johnson emitiu 1 187 perdões presidenciais e comutações, aceitando mais de 20% de tais pedidos feitos a ele.

### Eleições de 1968

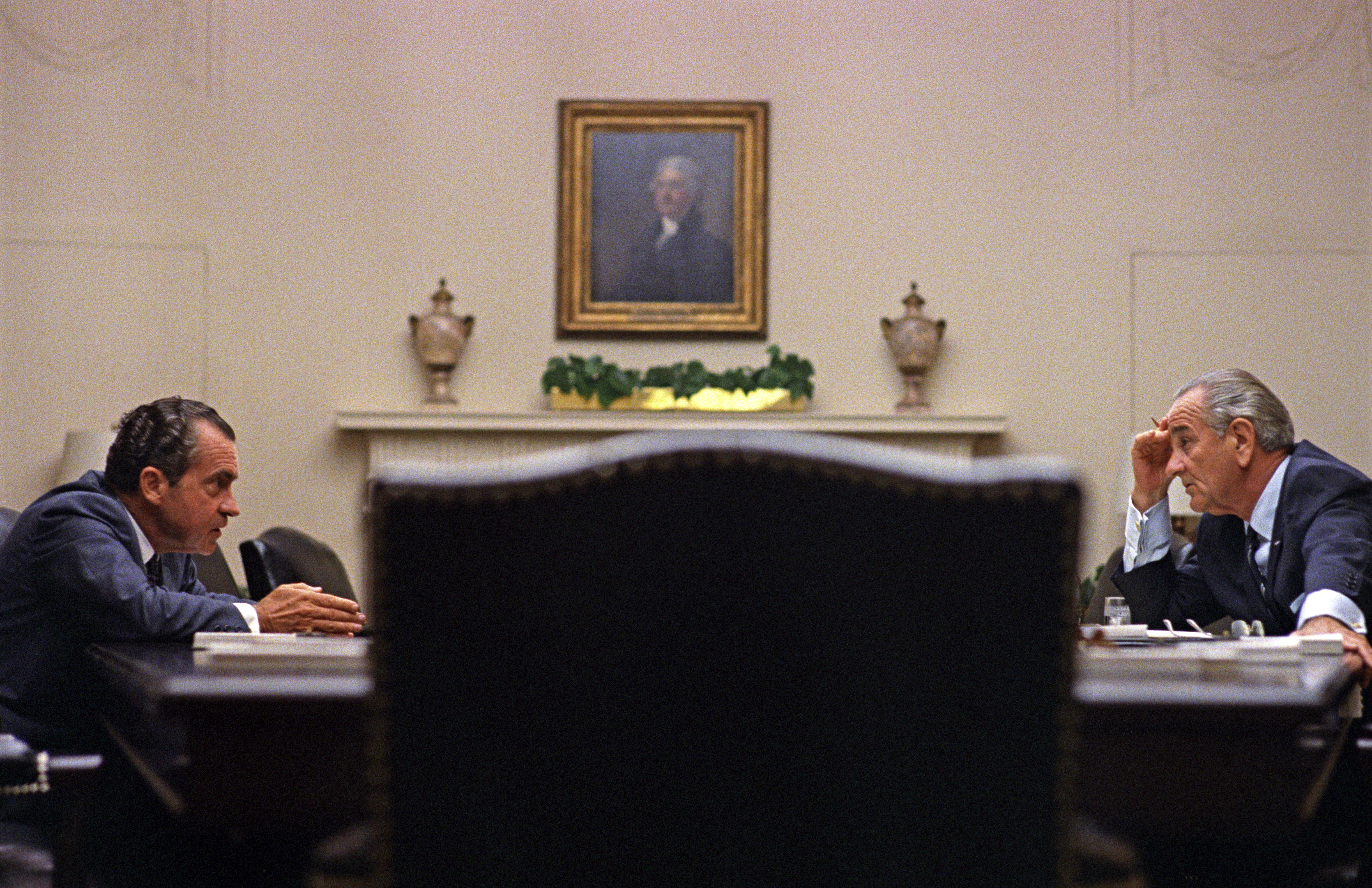
O presidente Johnson se encontra com o seu futuro sucessor, o candidato Richard Nixon, na Casa Branca, em julho de 1968.

Como ele serviu por menos de vinte e quatro meses do resto do mandato do presidente Kennedy, Johnson estava constitucionalmente permitido para concorrer a um segundo mandato completo na eleição presidencial de 1968, segundo a 22ª emenda da constituição dos Estados Unidos. Inicialmente, ninguém no partido queria concorrer contra o popular presidente democrata em exercício. Porém, com o declínio na percepção positiva da administração Johnson por parte do povo, fez aparecer os primeiros oponentes. O senador Eugene McCarthy de Minnesota foi o primeiro a desafiar Johnson como um candidato antiguerra, esperando atrair os eleitores pacifistas do partido democrata. A 12 de março, nas eleições primárias do partido em New Hampshire, McCarthy apareceu com 42% da preferência do eleitorado contra 49% de Johnson, um resultado impressionante para um concorrente contra um presidente no cargo. Quatro dias mais tarde, o senador Robert F. Kennedy de Nova Iorque também entrou na corrida presidencial. Pesquisas feitas pela campanha de Johnson em Wisconsin, o próximo local das primárias, mostravam o presidente indo muito mal. Johnson não fez qualquer campanha e permaneceu na Casa Branca.
Johnson então foi perdendo controle do Partido Democrata, que se dividia em facções, com todas se odiando. Havia os que apoiavam Johnson (e Humphrey), os sindicatos e os chefes partidários (liderados pelo prefeito de Chicago Richard J. Daley). Havia também os movimentos estudantis e de intelectuais que eram contra a guerra e apoiavam McCarthy. Outros eram os católicos, hispânicos e afro-americanos, que apoiavam em peso Robert Kennedy. E, é claro, havia os sulistas brancos pró-segregação, que apoiavam George C. Wallace e o Partido de Independência Americana. Vietnã era um dos principais motivos que dividiam o partido, e Johnson não conseguia encontrar um meio de vencer a guerra logo mas não havia tempo de fazer isso e unificar seus aliados.

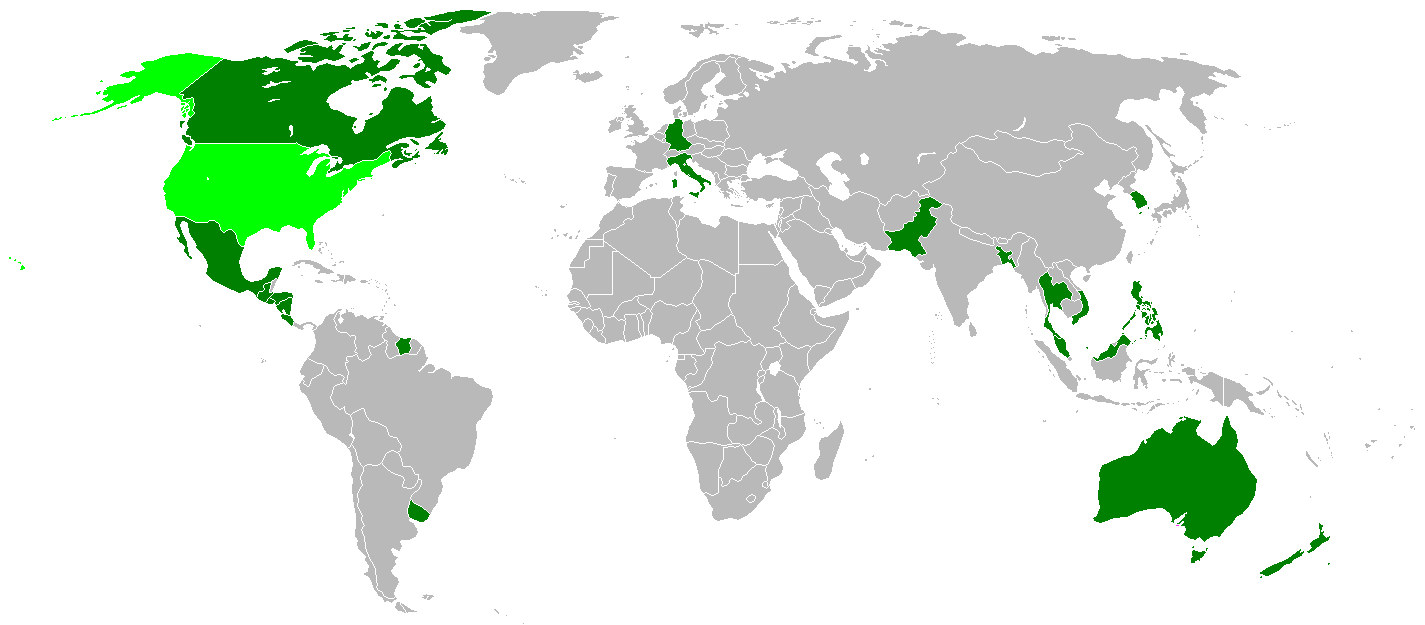
Em verde escuro países que Lyndon visitou enquanto era presidente

Além disso, apesar de não ter chegado aos ouvidos do público na época, a saúde do presidente Johnson estava se deteriorando e havia uma preocupação de que ele faleceria durante seu segundo mandato. Assim, em um discurso em 31 de março de 1968, ele anunciou que estava desistindo da ideia de concorrer nas eleições daquele ano. Ele afirmou: "eu não buscarei e nem aceitarei a nomeação do meu partido para outro mandato como seu presidente". No dia seguinte, seu índice de aprovação aumentou de 36% para 49%.
Historiadores tem debatido os motivos que levaram Johnson a decisão de não concorrer em 1968. Shesol afirma que Johnson queria sair da Casa Branca mas também queria redenção; quando os indicadores ficaram negativo, ele decidiu ir embora. Gould diz que Johnson negligenciou o seu partido, que estava machucado devido as suas ações no Vietnã, e subestimou a força de McCarthy até o último minuto, quando ficou tarde demais para ele reagir. Woods falou que Lyndon precisava sair para que a nação pudesse se curar das suas divisões internas. Dallek afirma que o presidente não tinha mais objetivos domésticos para perseguir e havia percebido que sua personalidade difícil erodiu sua popularidade. Sua saúde não estava boa e ele estava preocupado com a força de Kennedy. Sua esposa estava pressionando para que ele se aposentasse e sua base de apoio estava minguando rápido. Sair da corrida presidencial faria com que ele pudesse se passar como "pacificador". Bennett, contudo, diz que Johnson, "foi forçado para fora da corrida em 1968 por causa das reações as suas políticas no sudeste da Ásia".
Após o assassinato de Robert Kennedy, Johnson reuniu os chefes do partido e dos sindicatos para dar apoio a Humphrey em sua nomeação como o candidato democrata em 1968. Correspondências pessoais entre o presidente e membros do partido republicano afirmam que talvez ele estudasse apoiar Nelson Rockefeller. Ele já tinha dito que se Rockefeller fosse o candidato republicano, ele não faria campanha contra ele (e nem a favor de Humphrey). Em 31 de outubro de 1968, no meio do caos político, ele anunciou que deu ordens para que todas as ações aéreas e navais contra o Vietnã do Norte fossem cessadas se a liderança comunista se comprometesse a voltar a mesa de negociação em Paris. No final, os democratas não se uniram em favor de Humphrey, permitindo que Richard Nixon vencesse as eleições daquele ano.

### Apontamentos judiciais

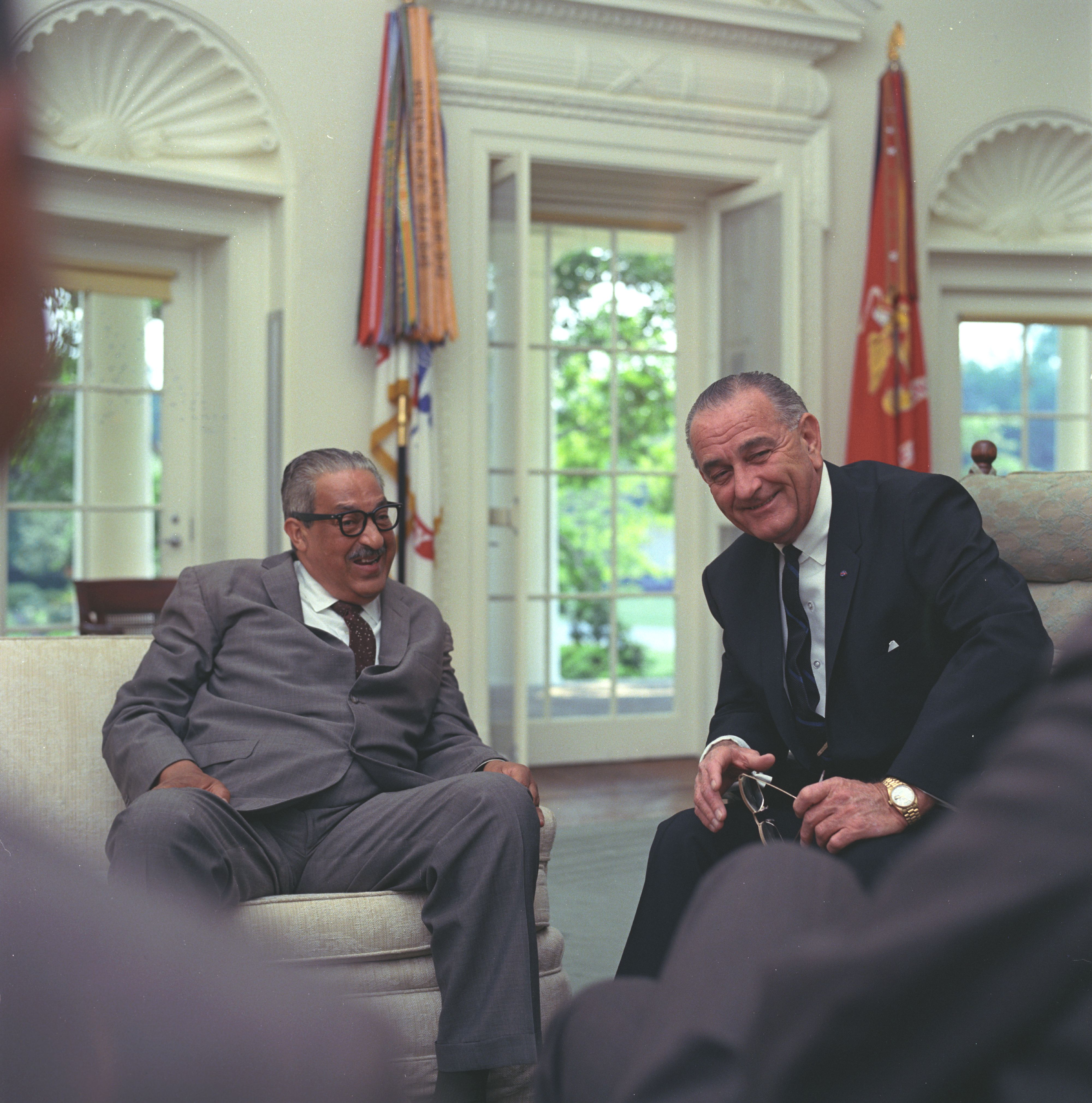
Johnson se encontrando com Thurgood Marshall, o primeiro juiz negro apontado para a Suprema Corte dos Estados Unidos.

#### Suprema Corte
Johnson apontou os seguintes juízes para a Suprema Corte dos Estados Unidos:
- Abe Fortas – 1965
- Thurgood Marshall – 1967 (o primeiro afro-americano no cargo)

Johnson, em 1965, antecipou que as Cortes poderiam desafiar suas legislações e decidiu que seria importante ter um "infiltrado" na Suprema Corte que poderia repassar informações importantes para ele, assim como fazia no legislativo. Abe Fortas foi nomeado então com este propósito, com este sendo muito leal a ele. Contudo, a relação entre Abe e Lyndon acabou ficando um pouco difícil, especialmente por causa da personalidade dura do presidente. Ainda assim, quando Earl Warren anunciou sua aposentadoria em 1968, Johnson indicou Fortas para Chefe de Justiça dos Estados Unidos e nomeou Homer Thornberry para suceder Fortas como juiz associado. Mas ambas as nomeações foram bloqueadas no Senado. Johnson também apontou o primeiro juiz negro da história da Corte Suprema, Thurgood Marshall.

#### Outras cortes
Além das nomeações para a Suprema Corte, Johnson apontou 40 juízes para a Corte de Apelações dos Estados Unidos e 126 juízes para as Cortes Distritais. Quatro magistrados que ele apontou acabaram não sendo confirmados pelo Senado antes do fim do mandato do presidente.

### Espionagem de Martin Luther King
Johnson permitiu que o FBI continuasse com a espionagem e grampos contra Martin Luther King Jr. que havia sido previamente autorizado durante o governo Kennedy sob a tutela do procurador-geral Robert Kennedy. O resultado das escutas levantava questões sobre casos extramatrimoniais de King, embora não comprovados. Johnson também autorizou o grampeio do telefone de outras pessoas, incluindo amigos vietnamitas de um associado de Nixon.

### Personalidade e percepção pública

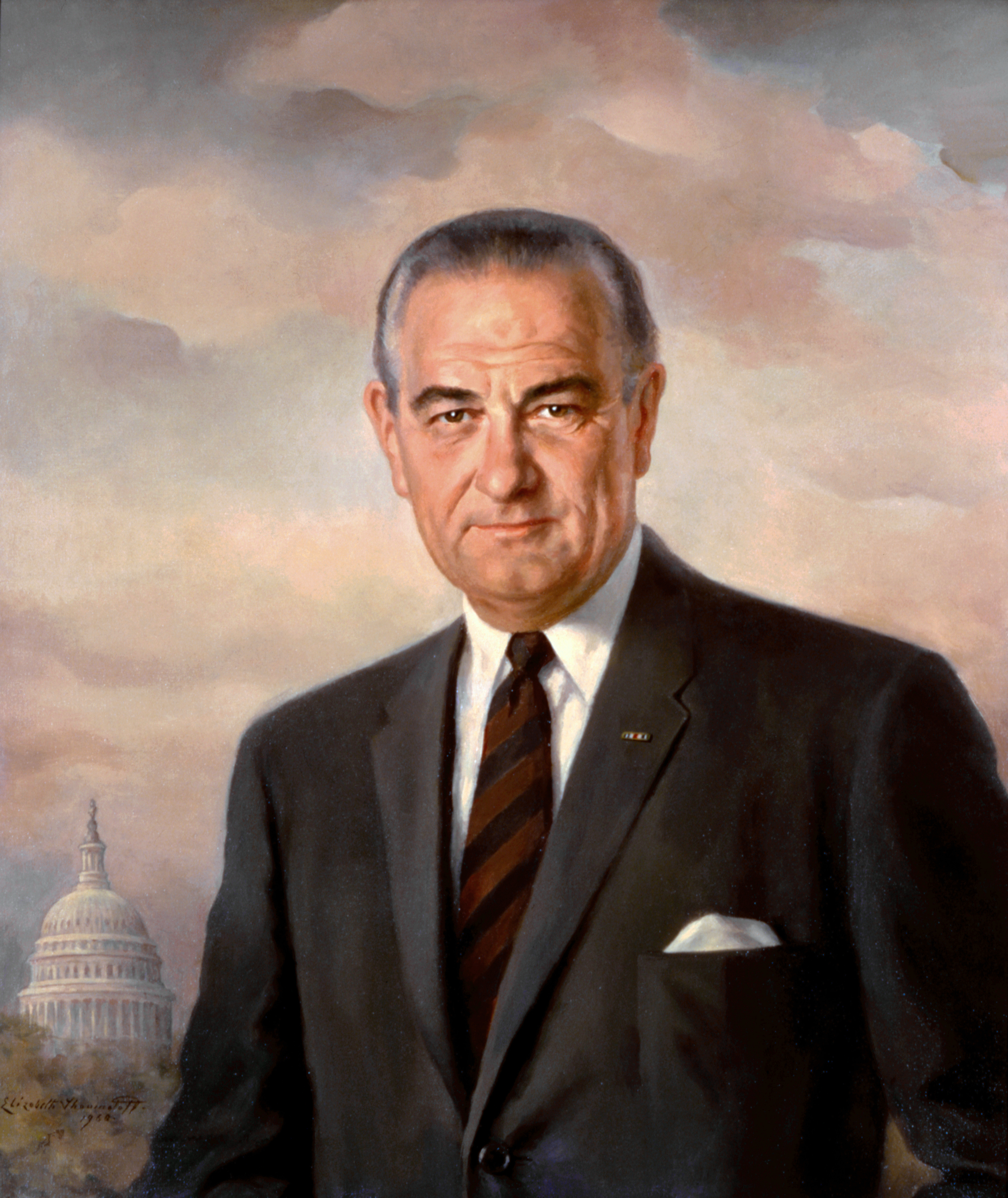
Retrato oficial de Johnson como presidente por Elizabeth Shoumatoff.

De acordo com o biógrafo Radall Woods, Johnson teve vários papéis. Dependendo da circunstância, ele poderia ser:
"Johnson o Filho de um Fazendeiro, Johnson o Grande Comprometedor, Johnson o Onisciente, Johnson o Humilde, Johnson o Guerreiro, Johnson a Pomba, Johnson o Romântico, Johnson o Pragmático Cabeça-dura, Johnson o Preservador das Tradições, Johnson o Cruzado pela Justiça Social, Johnson o Magnânimo, Johnson o Vingador ou até Johnson o Usurpador".
Outros historiadores, como Kent Germany, o chamaram de:
"o grande paizão, o sulista-ocidental-texano, o sonhador americano, o político, o filho do pai, a estrela em ascensão, o gigante falho, o paradoxo de Péricles (sonhos domésticos desfeitos pela guerra), o muito humano, a tragédia, o ascendente e o mestre".
Johnson era visto como um homem ambicioso, incansável e imponente que era brutalmente eficaz para passar as legislações que queria. Trabalhava de 18 a 20 horas por dia sem pausa e não fazia qualquer atividade prazerosa. O biografo Robert Dallek disse que ele conhecia todos os senadores, suas ambições, esperanças e gostos e usava isso em sua vantagem. Outro biógrafo afirmava que Lyndon sabia "seus medos, seus desejos, o que eles queriam e os manipulava, dominava e persuadia". Com 1,91 m de altura, Johnson tinha seu próprio estilo de persuasão, conhecido como "The Johnson Treatment" ("o Tratamento Johnson").
Johnson frequentemente usava um chapéu e botas de cowboy, refletindo suas origens texanas e seu amor pela vida rural. Em 1951 ele herdou de uma tia uma terra de 250 acres. Ele então criou um rancho de 2 700 acres, com pelo menos 400 cabeças de gado. O Serviço Nacional de Parques mantém um pequeno rebanho na propriedade com animais descendentes daqueles que Johnson criava.
O biografo Randall Woods afirmava que o "gospel social" que Johnson aprendeu na sua infância permitiu que ele transformasse problemas sociais em problemas morais. Isso explicaria seu comprometimento com políticas sociais, exemplificadas por ele no seu projeto "Grande Sociedade" e seus comentários em favor da igualdade racial nos Estados Unidos. Também expandia sua visão quase humanista para fora do país, quando no Vietnã, para ganhar apoio do povo daquela nação, iniciou uma série de programa de assistência humanitária.
A popularidade de Lyndon Johnson nos seus primeiros três anos de governo permaneceu alta. Porém, a partir de 1967, puxada pelo desgosto do público com a Guerra do Vietnã e impaciência com relação aos distúrbios urbanos de motivação racial, a percepção popular do governo Johnson caiu vertiginosamente, inclusive entre os membros do seu próprio partido, forçando-o a desistir de tentar a reeleição em 1968. Quando deixou o cargo, menos de 40% da população americana aprovava sua administração. A percepção histórica por parte dos acadêmicos, contudo, melhorou depois que ele deixou a presidência. Programas como Medicare e Medicaid se tornaram populares dentre o povo e seu legado em questões raciais e sociais também são lembrados em alta conta.

## Pós-presidência

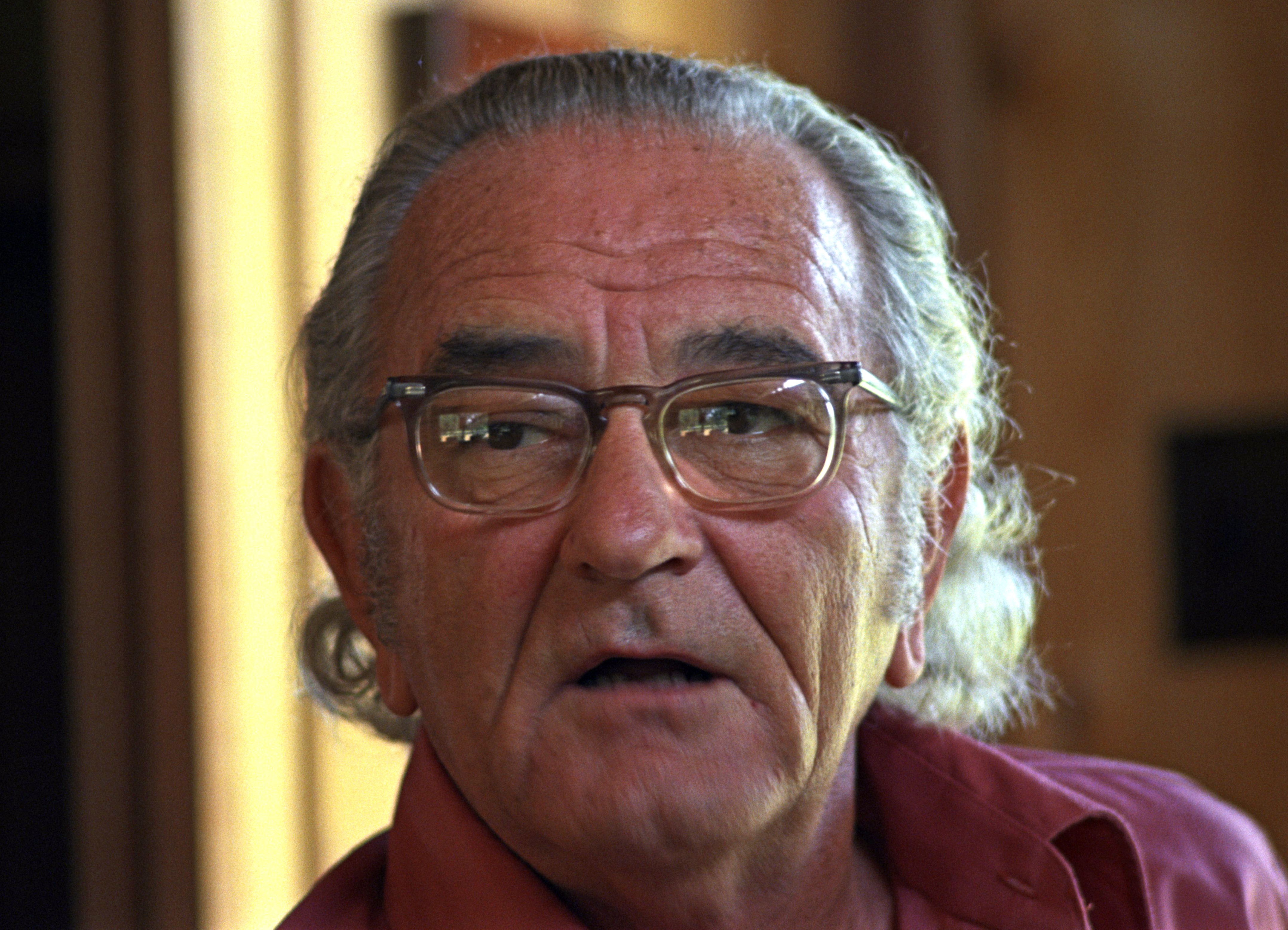
Johnson, com cabelo grande, em uma entrevista dada em agosto de 1972, cinco meses antes da sua morte

Após deixar a presidência em janeiro de 1969, Johnson foi para o seu rancho em Stonewall, Texas, acompanhado por seu ex-ajudante e escritor de discursos Harry J. Middleton, que iria escrever o primeiro livro de Lyndon, The Choices We Face, também trabalharia com ele na elaboração de suas memórias, The Vantage Point: Perspectives of the Presidency 1963–1969, publicado em 1971. Naquele ano, a Biblioteca e Museu Lyndon Baines Johnson foi aberta no campus da Universidade do Texas em Austin. Ele doou, em testamento, o seu rancho no Texas para o público e lá foi aberto o Parque Histórico Nacional Lyndon B. Johnson.
Johnson deu uma "boa nota" para a política externa de Nixon, mas estava preocupado se seu sucessor estava sendo pressionado para retirar rápido demais as tropas americanas do Vietnã, antes de que os sul-vietnamitas estivessem realmente prontos. Ele afirmou: "Se o Sul cair perante os comunistas, podemos ter grandes problemas em casa".
Durante as eleições presidenciais de 1972, Johnson apoiou o candidato democrata George S. McGovern, um senador Dakota do Sul, apesar de McGovern ter sido um crítico de longa data das políticas (principalmente externa) de LBJ. A nomeação de McGovern e sua plataforma deixou Johnson um tanto consternado. Nixon poderia ter sido derrotado "se apenas os Democratas não fossem tanto para a esquerda", ele insistiu. Johnson achava que Edmund Muskie, senador por Maine, teria sido um candidato melhor; contudo, ele se recusou a participar de campanhas contra McGovern uma vez que este recebeu a nomeação. Além disso, Johnson permanecia impopular dentro do partido, o que poderia ter, na verdade, fortalecido a chapa de McGovern. Um dos protegidos de Lyndon, John Connally, serviu como secretário de tesouro de Nixon e também liderou os chamados "Democratas por Nixon", um grupo dissidente do partido que era financiado pelos republicanos. Esta foi uma das maiores deserções de amigos de Johnson para o outro lado.

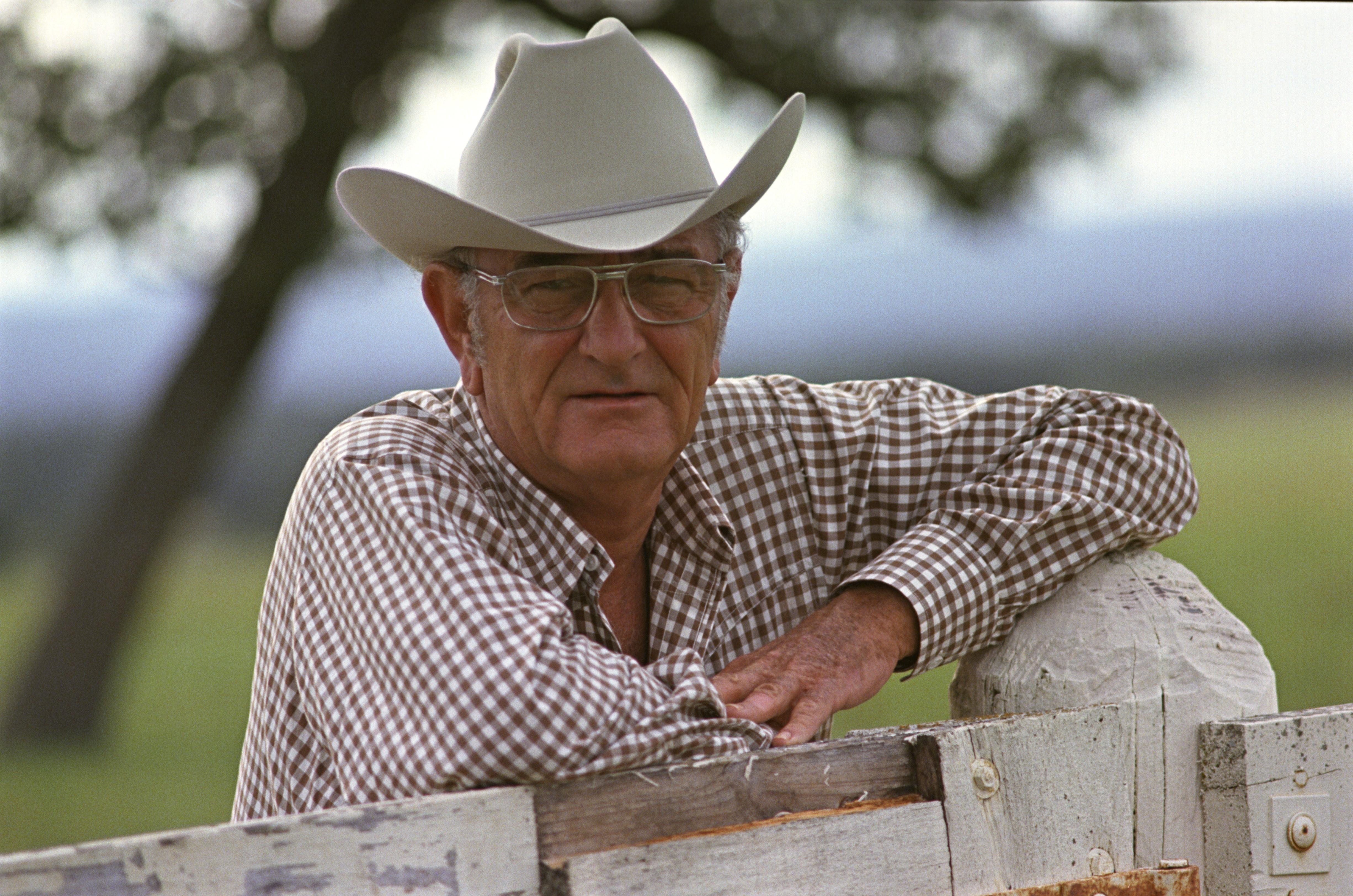
LBJ no seu rancho particular no Texas usando seu chapéu de Cowboy, em 1972

Em março de 1970, Johnson sofreu um ataque de angina e foi levado para um hospital militar em San Antonio. Foi aconselhado a mudar sua rotina e perder peso para ficar mais saudável. Johnson havia ganhado muito peso após deixar a Casa Branca, chegando aos 107 kg. Também voltou a fumar depois de quase quinze anos de pausa, o que agravou seu quadro de saúde. No verão seguinte, novamente assolado por dores no peito, ele entrou em dieta e chegou a perder 6,8 kg em um mês. Em abril de 1972, Johnson sofreu seu segundo ataque cardíaco enquanto visitava sua filha, Lynda, em Charlottesville, Virgínia. Continuou a sofrer com dores no peito. Um tanque portátil de oxigênio foi então colocado para seu uso ao lado da sua cama e ele interrompia o que fazia no dia para deitar e usar sua máscara de ar. Ainda assim, ele continuava a fumar e parou de perder peso. Então ele também passou a sentir dores de estômago. Foi diagnosticado com diverticulose, com inflamações formando no seu intestino. Sua condição piorou e foi recomendado uma cirurgia. Johnson foi então para Houston para se consultar com o Dr. Michael DeBakey. DeBakey descobriu que as duas coronárias arteriais do ex-presidente estarem machucadas e seu coração estava em condições tão ruins que uma cirurgia poderia trazer complicações fatais. Sua saúde então continuou a declinar rapidamente.

## Morte e funeral
"Após a cerimônia de posse (20 de janeiro de 1969), Johnson viu Nixon ser empossado e então embarcou em um avião para o Texas. Quando a porta do avião fechou, Johnson pegou um cigarro — seu primeiro desde o ataque cardíaco em 1955. Um das suas filhas tirou o cigarro de sua boca e falou: "Papai, o que você está fazendo? Você vai se matar." Ele pegou de volta e disse: "Eu já criei vocês, garotas. Eu ja fui presidente. Agora é minha vez." Daquele ponto em diante, ele seguiu um caminho autodestrutivo."— Historiador Michael Beschloss

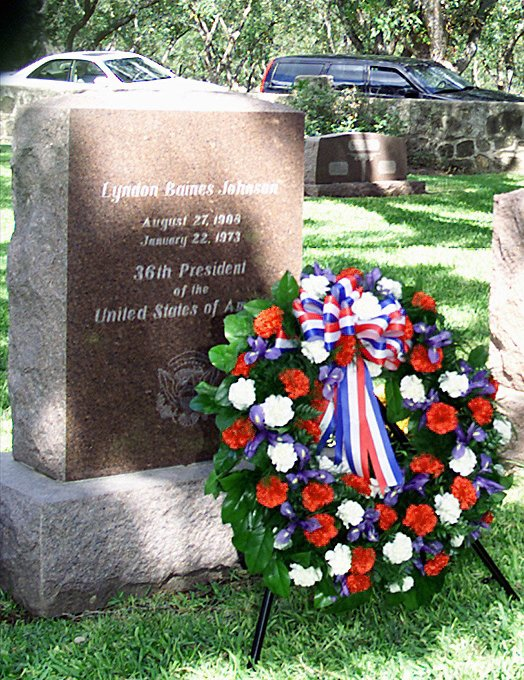
Sua lápide no Texas

Com sua saúde piorando, Johnson retornou para o seu rancho. Aproximadamente as 15h39 do dia 22 de janeiro de 1973, Johnson ligou para o prédio do Serviço Secreto e reclamou de "maciças dores no peito". Os agentes correram para o seu quarto e encontraram o ex-presidente no chão, inconsciente, com o telefone ainda nas mãos. Johnson foi levado às pressas para a cidade de San Antonio e levado para um hospital militar, mas já chegou morto no escritório do cardiologista do exército, o coronel Dr. George McGranahan.
Johnson morreu dois dias após a posse do segundo mandato de Richard Nixon. Sua morte deixou o país sem um ex-presidente vivo, já que Harry S. Truman havia falecido um mês antes e Eisenhower em 1969.
Após a morte de Lyndon, seu secretário de imprensa Tom Johnson telefonou para Walter Cronkite da CBS; Cronkite entrou ao vivo para a CBS Evening News e uma reportagem sobre o Vietnã foi interrompida para que ele falasse da morte do ex-presidente.

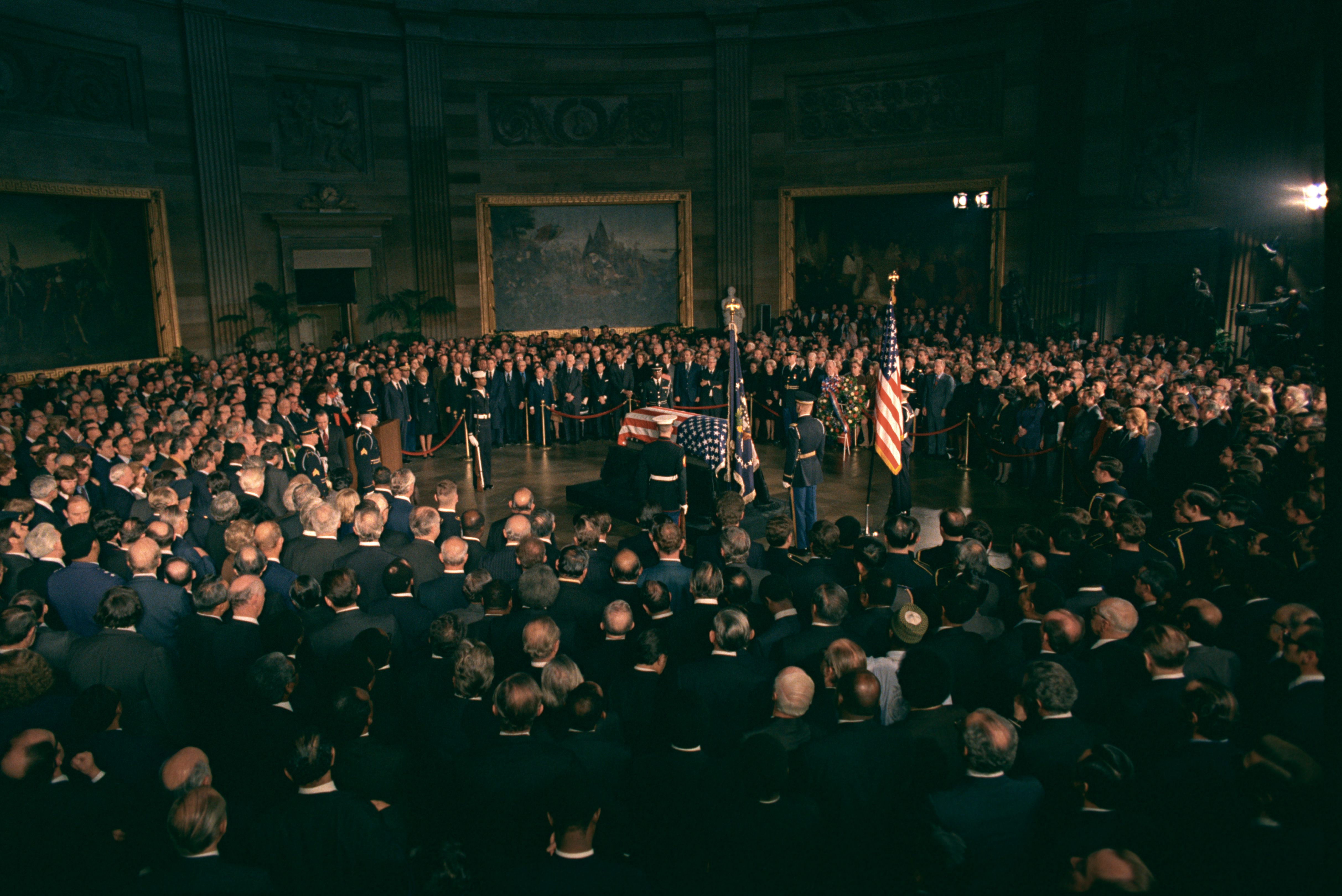
O funeral de Johnson no Capitólio dos Estados Unidos.

Johnson foi honrado com um Funeral de Estado, onde recebeu oratórias pelo congressista J. J. Pickle e pelo ex-Secretário de Estado Dean Rusk no Capitólio. A última cerimônia ocorreu a 25 de janeiro. O funeral formal aconteceu em uma igreja em Washington, D.C. e contou com a participação do presidente Richard Nixon, políticos americanos e dignitários estrangeiros, como o ex-primeiro-ministro japonês Eisaku Satō. Oratórias finais foram dadas pelo reverendo Dr. George Davis e pelo ex-chefe dos Correios, W. Marvin Watson. Nixon não falou, apenas presenciou, como era costumeiro em tais funerais, mas Nixon mencionaria Johnson em seu discurso sobre o processo de paz no Vietnã.
Johnson foi enterrado no cemitério da família, em Stonewall, Texas, algumas centenas de metros longe do local onde ele nasceu. O funeral de Estado de Johnson interrompeu parte dos planos da segunda posse de Nixon, com muitos militares que iriam desfilar sendo enviados para o serviço funerário do ex-presidente.

## Legado
Durante sua presidência, o cenário político americano transformou-se significativamente, com os sulistas brancos que já foram democratas convictos começando a se mudar para o Partido Republicano e os afro-americanos, que antes de 1964 apenas esporadicamente votavam no Partido Democrata, passaram em peso a apoiar os democratas.
Acadêmicos tem visto Johnson através das lentes de suas conquistas legislativas históricas e de sua falta de sucesso na Guerra do Vietnã. Sua classificação geral entre os historiadores permaneceu relativamente estável e sua classificação média é mais alta do que qualquer um dos oito presidentes que o sucederam, embora semelhante a de Reagan e Clinton.

O historiador Kent Germany avaliou assim a evolução do legado público de Johnson: 
O homem que foi eleito para a Casa Branca por uma das mais amplas margens da história dos Estados Unidos e passou tantas leis quanto qualquer outro político americano agora parece ser mais lembrado pelo público por suceder um herói assassinado, levando o país a um atoleiro no Vietnã, traindo sua santa esposa, expondo sua barriga costurada, usando palavrões, pegando cachorros pelas orelhas, nadando nu com conselheiros na piscina da Casa Branca e usando o banheiro enquanto conduzia negócios oficiais. De todas essas questões, a reputação de Johnson é a que mais sofre com sua gestão da Guerra do Vietnã, algo que ofuscou os direitos civis e suas realizações de políticas domésticas e fez com que o próprio Johnson se arrependesse de como lidou com "a mulher que eu realmente amei – a Grande Sociedade".
O centro de comando dos voos tripulados da NASA em Houston foi renomeado Centro Espacial Lyndon Johnson em 1973, e o estado do Texas criou um feriado em 27 de agosto em honra ao aniversário de Johnson. O Lyndon Baines Johnson Memorial Grove on the Potomac é um memorial erguido em sua honra, a 27 de setembro de 1974.

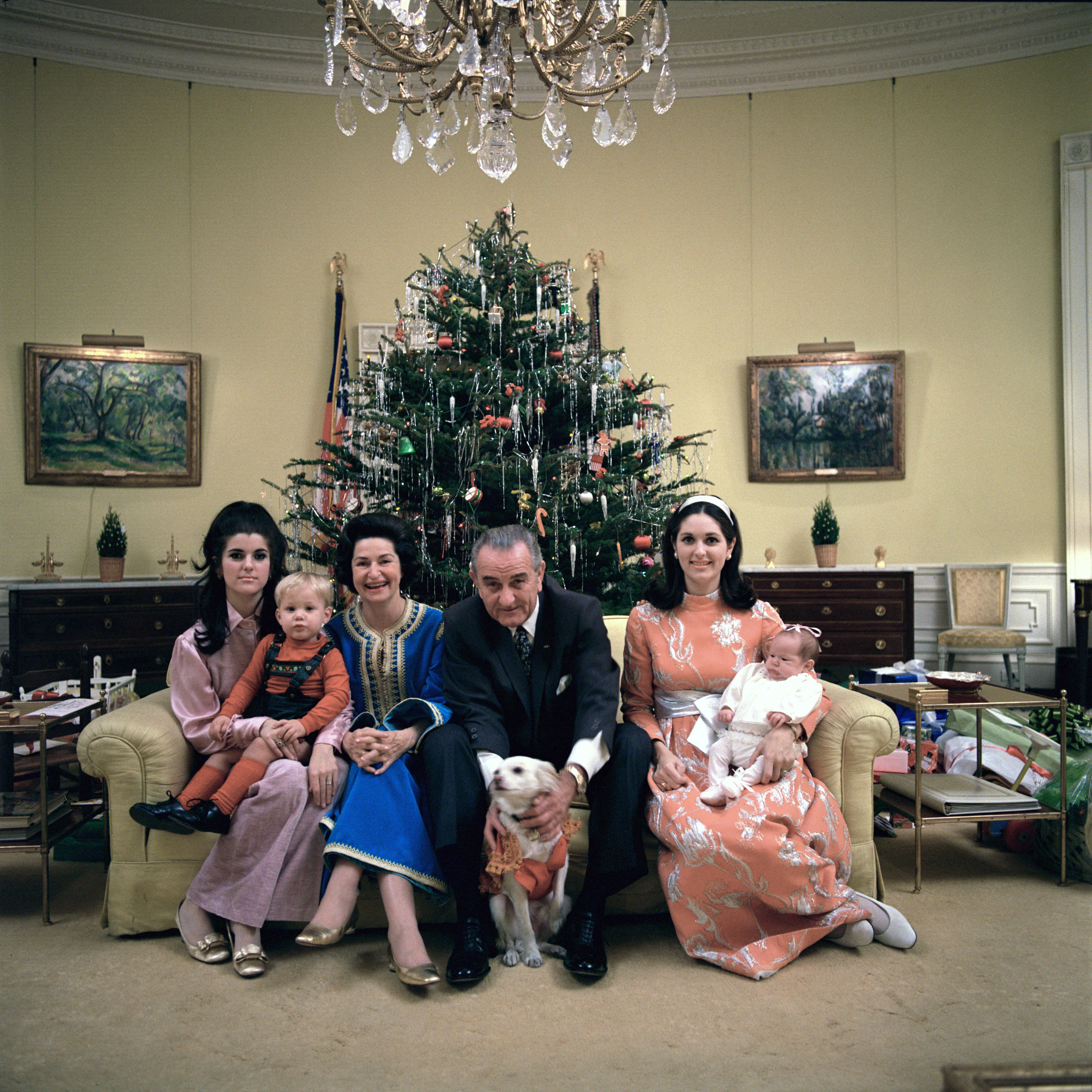
Johnson com sua família na Casa Branca, no natal de 1968

A faculdade Lyndon B. Johnson School of Public Affairs tem seu nome em sua honra, assim como a Lyndon B. Johnson National Grassland.
Em Austin, há uma escola chamada Lyndon B. Johnson High School. Outra escola, em Melbourne, Flórida, é chamada Lyndon B. Johnson Middle School. Outra escola, a LBJ Elementary em Jackson, Kentucky, também tem seu nome em honra ao ex-presidente.
A estrada interestadual 635, que corta Dallas, é chamada Lyndon B. Johnson Freeway.
O Lyndon Baines Johnson Tropical Medical Center tem esse nome em honra ao 36º presidente que visitou a Samoa Americana em 18 de outubro de 1966.
O centro estudantil da Universidade Estadual do Texas tem seu nome em honra ao ex-presidente, que se formou nesta faculdade.
Johnson foi postumamente condecorado com a Medalha Presidencial da Liberdade em 1980.
Em 23 de março de 2007, o então presidente George W. Bush assinou uma lei que nomeava a sede do Departamento de Educação dos Estados Unidos como Lyndon Baines Johnson Federal Building.

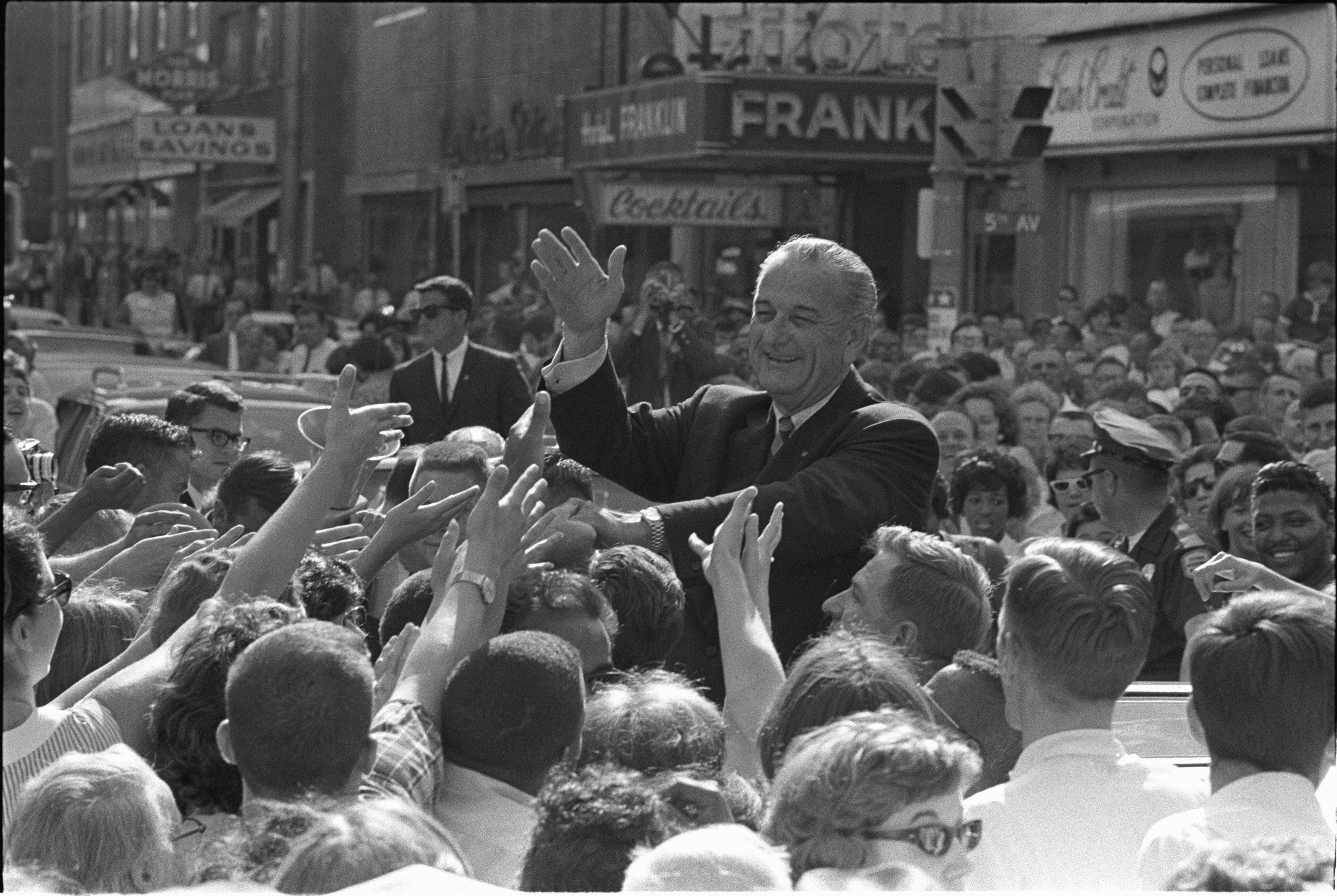
LBJ se encontrando com seus cidadãos, em 1966

### Principais legislações assinadas
- 1963: Clean Air Act of 1963[278]
- 1963: Higher Education Facilities Act of 1963[279][280]
- 1963: Vocational Education Act of 1963[281]
- 1964: Civil Rights Act of 1964
- 1964: Urban Mass Transportation Act of 1964
- 1964: Wilderness Act
- 1964: Nurse Training Act of 1964[282]
- 1964: Food Stamp Act of 1964
- 1964: Economic Opportunity Act
- 1964: Housing Act of 1964[283]
- 1965: Higher Education Act of 1965
- 1965: Older Americans Act
- 1965: Coinage Act of 1965
- 1965: Social Security Act of 1965
- 1965: Voting Rights Act of 1965
- 1965: Immigration and Nationality Services Act of 1965
- 1966: Animal Welfare Act of 1966
- 1966: Freedom of Information Act (FOIA)
- 1967: Age Discrimination in Employment Act[284]
- 1967: Public Broadcasting Act of 1967
- 1968: Architectural Barriers Act of 1968
- 1968: Bilingual Education Act
- 1968: Civil Rights Act of 1968
- 1968: Gun Control Act of 1968

### Historiografia
- Catsam, Derek. "The Civil Rights Movement and the Presidency in the Hot Years of the Cold War: A Historical and Historiographical Assessment." History Compass 6#1 (2008): 314-344.
- Germany, Kent B. "Historians and the Many Lyndon Johnsons: A Review Essay" Journal of Southern History (2009) 75#4 pp. 1001–1028.